# ورد (نبات)
الوَردُ كل نَوْرٍ من الفصيلة الوَردِية من رتبة الوَردِيات. الوَردُ طيبُ الرَّائحة، زكِي الشَّذا، مُتعددُ الأَلوانِ والأَصنافِ. يَخرج من شجر ذي شَوكٍ. قد يزرعُ للزينةِ أو يُقطفُ ليستخدمَ في التطيبِ أو العطورِ. يَندرج تحت جنس الورد أكثر من 300 نوع وعشرات الآلاف من المستنبتات ويُضاف لها كل عام مئات الأصناف الجديدة. تنمو الورود في تَشكيلَة منتصبة أو مُعترِشَة أو مُتفرِّشة، تتخالف في أشكال بتلاتها وأحجامها لكن تشترك في زهاء ألوانها وفَوحان عِطرِها وسيقانِها العامِرة بالأشواك الحادة.
يَنبَع الورد من قارة آسيا وتوجد أنواع تستوطن أوروبا وأمريكا الشمالية وشمال غرب إفريقيا. يتبوأ الورد مكانة حسنة في الثقافة فيرتبط بالبهاء والرقة والجمال وله رمزيات في الحب والتقدير باختلاف الحضارات. لا يجب الخلط بين الورود والزهور، فالزهرة تقال عن نَورة النبات أي العضو المسؤول عن التكاثر فكل وردة زهرة لكن ليست كل زهرة وردة.
تعود أقدم حفريات الورد إلى 35 مليون عام، حيث يُعتقد أن البشر الرحل كانوا يزرعون الورد غداة ترحالهم على طول الطريق. اكتُشفت أكاليل ورد متحجرة في مقابر مصرية قديمة وآثار في أوروبا، بينما أظهرت جداريات في جزيرة كريت ورودًا تعود إلى عام 1600 قبل الميلاد. يُعتقد أن الصينيين كانوا أول من استعمل الوردة في البساتين والحدائق، وانتشرت بعد ذلك في أصقاع العالم، فكانت تُستخدم في روما القديمة في الاحتفالات وصناعة العطور والتطبيب. وفي القرن الخامس عشر، أصبحت الوردة رمزًا في حرب الورود بإنجلترا. في العصر الحديث، مثّل عام 1867 ظهور أول وردة مهجنة "وردة فرنسا"، التي مهّدت الطريق للأنواع العصرية التي تزين الحدائق اليوم. في عام 1979، اتفق الباحثون في جمعية الورد العالمية على تصنيف الورود إلى ثلاث مجموعات: الورود البرية والورود البستانية القديمة والورود البستانية الحديثة. كما توجد الورود الإنجليزية وهي خليط من الورود البستانية القديمة والحديثة التي أنشأها مربو الورد الإنجليزي ديفيد أوستن.
تُستخدم أجزاء مختلفة من الوردة، مثل الثمار والأزهار والأوراق والقشرة في تطوير منتجات تشمل مستحضرات التجميل والأغذية والأدوية. للوردة فوائد طبية فهي تساهم في علاج الالتهابات والسكري وعسر الطمث والاكتئاب والتوتر والشيخوخة. يُعد ماء الورد منتجا قيّما للعناية بالبشرة بفضل خصائصه المضادة للبكتيريا.
ألهمت الورود البشر عبر التاريخ بجمالها الفريد وعطرها الساحر حيث أصبحت رمزا للحب والنقاء والأناقة في مختلف الثقافات. كانت الورود في مصر القديمة ركزا للقوة وعنصرا هاما في الطقوس، بينما مثلت في اليونان وروما الحب والجمال، وغالبًا ما ارتبطت بالإلهة أفروديت وفينوس. ترمز الورود في الثقافة المسيحية إلى النقاء والتضحية، أما في التقاليد الإسلامية، فتجسد الروحانية والجمال. خلال العصور الوسطى وعصر النهضة، أصبحت الورود محورًا للفنون والأدب والمراسم، معبرة عن البراءة والمشاعر العميقة. وحتى اليوم، تستمر الورود في حمل قيمة ثقافية وعاطفية، فنراها في التقاليد الحديثة مثل حفلات الزفاف وعيد الحب، وتُستخدم في الشعر، بألوانها التي تعبر عن طيف واسع من المشاعر في لغة الزهور.

## التسمية
سُمِّيَ الوَردُ وَردا لِورودِه في أَوانه. وقيلَ: أَصل التَّسميةِ من المُوارَدَةِ، أي المُوافاةُ إِلى الشَّيءِ. ويقال: أَوْرَدَ الشَّجَرُ: أَخْرَجَ وَرْدَهُ. اسمه العلمي "روزا" Rosa ويعود للجذر اللاتيني ‎[ˈrɔs̠ä]‏ rosa الذي يُقال في التودد بمعنى الحبيب أو المَعشُوق وقد يكون له أصل في اللغة اليونانية القديمة من كلمة "برودن" (ῥόδον) التي يُظن أصلها من الفارسية "فاردا" (varda).
نظرية أخرى تشير إلى أن الكلمة اليونانية قد تكون لفظا دخيلا من لغة فريغية، وهي بدورها مستمدة من الهندو-أوروبية القديمة، فقد كان الورد ينمو في مناطق مثل بلاد فارس ومقدونيا وتراقيا. ومن اللغات الإيرانية انتقلت الكلمة إلى اللغات السامية، مثل الآرامية "فوردة" (ורדא) (بالسريانية: ܘܪܕܐ)، والعربية وَرْدَة، والعبرية "وٍرد" (ורד).
يسمى الوَردُ في اللغة الإيطالية والإسبانية "rosa"، والفرنسية "rose"، والهولندية "roos"، والألمانية "Rose"، والسويدية "ros"، والصربية-الكرواتية "ruža"، والبولندية "róża"، والروسية "roza"، والليتوانية "rožė"، والمجرية "rózsa"، والأيرلندية "ros"، والويلزية "rhosyn"، والصينية "蔷薇属" تُنطق "كيانغ وي شو" واليابانية "ロサ属" تُنطق "روسا زوكو"، والكورية "장미속" تُنطق "جانغ مي سوك"، والتايلاندية "สกุลโรซา" تُنطق "ساكون روزا"، والفيتنامية "Chi Hoa Hồng" تُنطق "تشي هوا هونغ".

## نبذة تاريخية

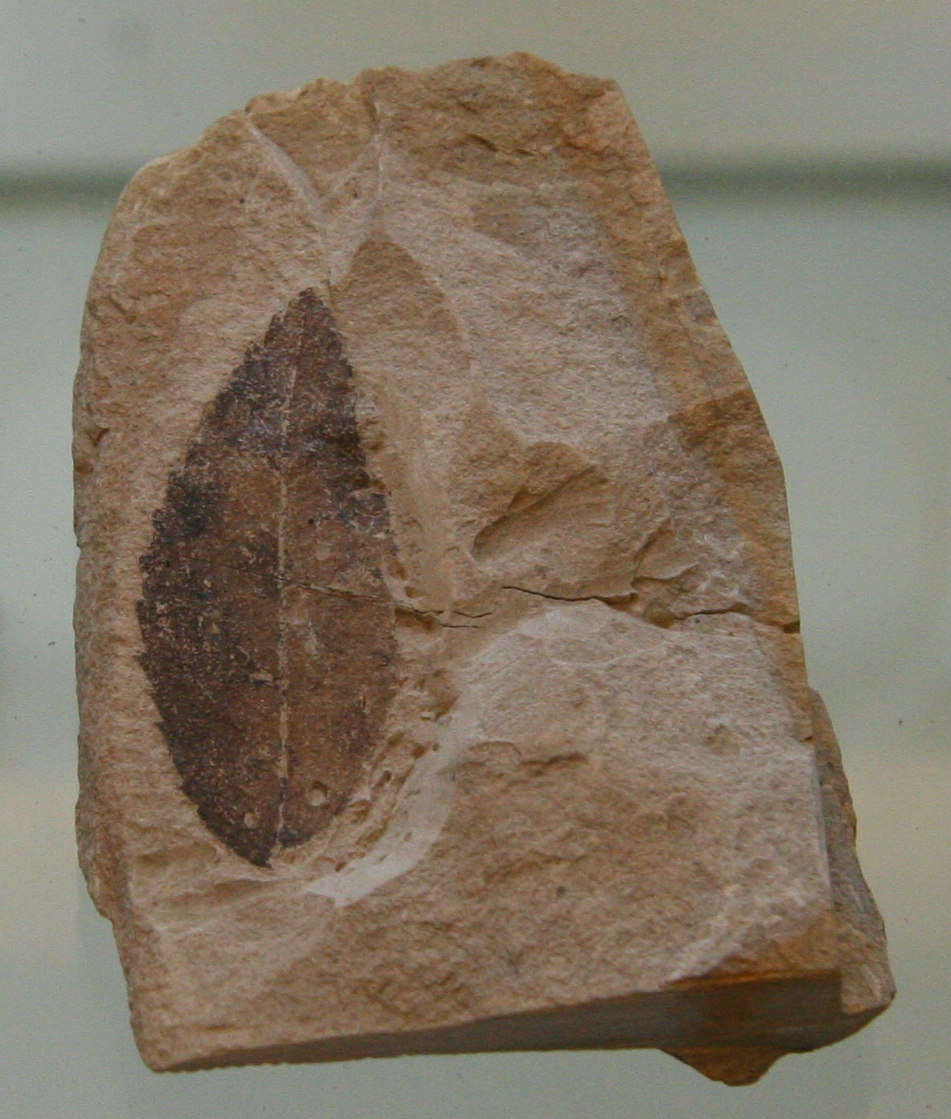
مستحاثة ورق الورد

وفقا للنظريات، يبلغ عمر الوردة ما يقرب من 70 مليون سنة. ويبلغ عمر أقدم حفرية وردة ما يقرب من 30 إلى 35 مليون سنة واكتُشفت في ولاية كولورادو في الولايات المتحدة. وعُثر على آثار لها في السجل الأحفوري من العصر الأوليغوسيني في أوروبا وآسيا وغرب أمريكا الشمالية.
| ورد (نبات)       | إن ابن آدم لا يعلم - كم طافت الوردة - عبر العصور البرية | ورد (نبات) |
| — والتر دي لامار |                                                         |            |

جرى اكتشاف أقدم حفريات الوردة على يد العالمة الهاوية شارلوت هيل في ولاية كولورادو، وبناء على هذه الحفريات سُجّل أول نوع معروف من الورود علميا عام 1883 عندما وصف عالم النبات تشارلز ليو ليسكور ‏ نوعا يُدعى ورد هيليا (Rosa hilliae) وسماها تمينا بشارلوت هيل. في ورقة علمية بعنوان "مساهمة في الفلورا الأحفورية للأراضي الغربية" وصف تشارلز ليو ليسكور وسمى ورد هيليا، الذي كان من بين العينات التي جمعها مسح هايدن الجيولوجي الأمريكي والحملة العلمية من جامعة برينستون عام 1877.
بدأت زراعة الورود في دول الشرق الأوسط لأغراض طبية وأيضًا لاستخدامها في صناعة العطور، ثم انتشرت زراعتها في اليونان وروما.

في عهد الملك لويس الرابع عشر، لم توجد إلا أربع مجموعات من الورود القديمة في أوروبا، وهي: الدمشقي والعملاق والأبيض والمئوي. وفي القرن الثامن عشر، انتشرت هواية البستنة بين طبقات النبلاء في فرنسا متأثرة بإنجلترا. خلال هذه الفترة، حلت زراعة الورود محل زراعة زهور الزنبق والتوليب، وأصبحت الوردة رمزا للنبل والأرستقراطية. خلال فترة حكم نابليون بونابرت (1769–1821) في فرنسا، ارتفعت حمى الاهتمام بالورود كثيرًا. كانت زوجته جوزفين (1763–1814) مولعة بجمع النباتات النادرة والورود. قامت جوزفين في البداية بجمع 250 نوعًا من الورود من دول أوروبية وغير أوروبية، مثل الصين واليابان، في حديقة الورود بقصر مالمزون. ثم وظّفت أفضل البستانيين وعلماء النبات للعمل في هذه الحديقة، حيث نجحوا في عام 1804 لأول مرة في إنتاج أنواع جديدة من الورود من خلال التلقيح الاصطناعي. وبحلول منتصف القرن التاسع عشر، تجاوز عدد الأنواع الجديدة التي أُنشئت في هذه الحديقة 2562 نوعا. علاوة على ذلك، طلبت جوزفين من الفنان النباتي الشهير بيير جوزيف ريدوته تصوير ورود حديقة مالمزون لإعداد أطلس للورود. وبفضل إسهاماتها الكبيرة في تعزيز زراعة الورود والتعريف بها، حصلت على لقب "صائنة الورود".

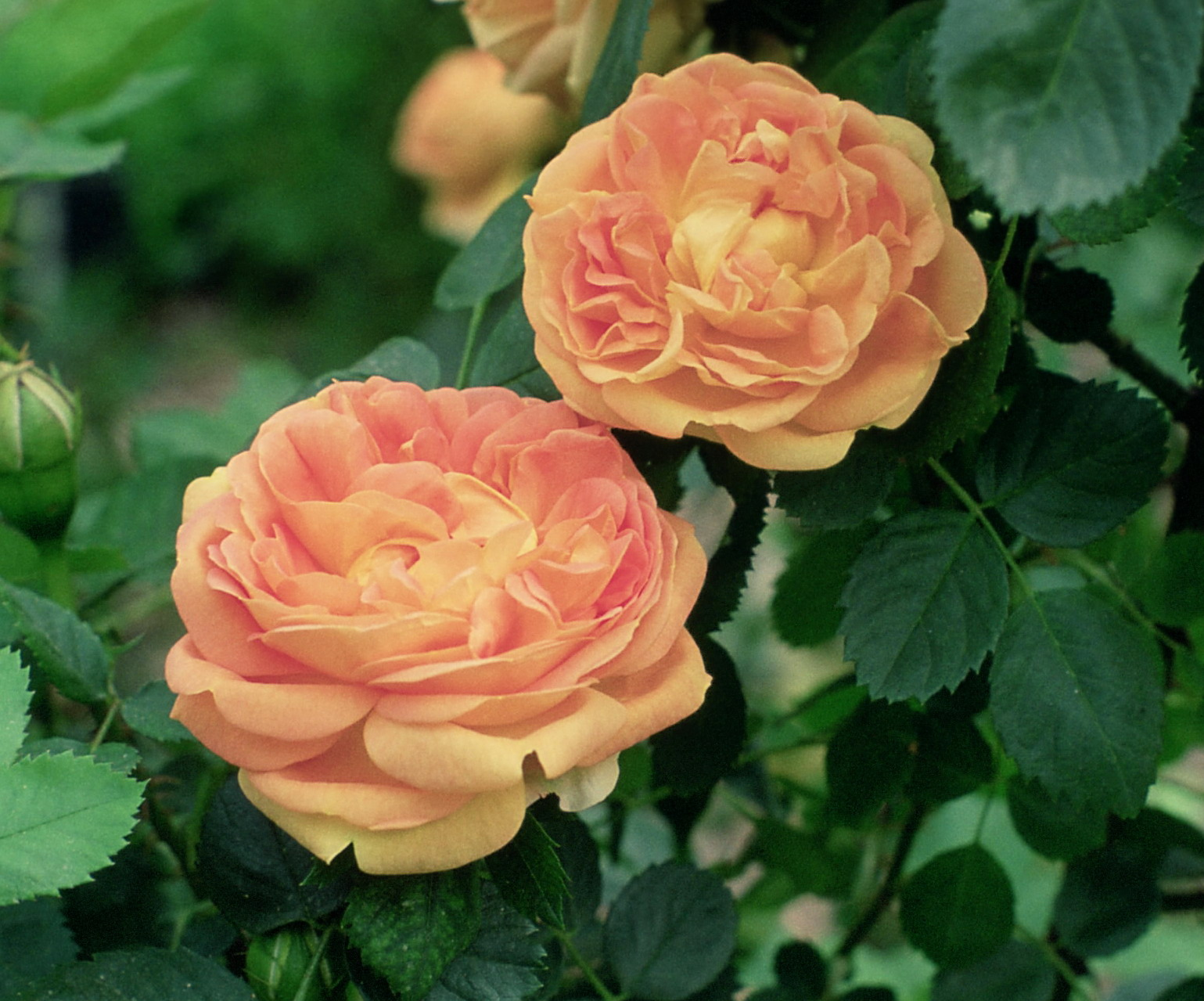
صورة الصنف الأول من وردة الشاي الأصفر الهجين التي تسمى وردة الشمس الذهبية

كانت وردة فرنسا ‏ أول وردة هجينة من نوع وردة الشاي المهجنة وذلك في عام 1867. على الرغم من ميزاتها العديدة إلا أنها كانت تفتقر إلى القدرة على إنتاج الثمار. أما أول وردة هجينة من نوع الشاي كانت تمتلك القدرة على الإثمار، فهي وردة "ليدي ماري فيتز ويليام"، التي جرى تطويرها في عام 1882 في إنجلترا.
الورد الأصفر من الأنواع التي تقتصر نموها الطبيعي على منطقة الشرق الأوسط والصين. ولهذا السبب، وحتى القرن التاسع عشر، لم يظهر أي أثر لاستخدام الورود الصفراء البرية في صناعة البستنة رغم استخدام أنواع مختلفة من الورود. ومن بين أسلاف الورود الصفراء الحديثة، هناك نوع يُعرف بـ"الوردة الصفراء الإيرانية"، والذي ينمو في إيران والعراق.
قدم مربي الورود الفرنسي جوزيف بيرنت-داشر ‏ (1859-1928) أول وردة هجينة صفراء من نوع الشاي للعالم في عام 1900، وأطلق عليها اسم "وردة الشمس الذهبية" (Soleil d'Or). ومع ذلك، لم يكن لون "شمس الذهب" مطابقًا تماما للون الأصفر النقي. وأخيرًا، في عام 1920، وبعد 47 عامًا من البحث، نجح بيرنت-داشر في إنتاج وردة هجينة من نوع الشاي تُعرف بـ"ذكرى كلوديوس بيرنت" (Souvenir de Claudius Pernet)، والتي كانت تتمتع بلون يشبه إلى حد كبير الوردة الصفراء الإيرانية.

## الوصف
| فاقت الوردة كل الزهور في تبوئها رمز الحياة والحب والتفاني، والجمال والأبدية... نجد دلائل ذلك في كل مكان. تكشف دراسة الأحافير أن للورد حضور في أمريكا منذ العصور القديمة. لطالما زرعنا الورود في حدائقنا. قام جورج واشنطن، أول رئيس للولايات المتحدة، بزراعة الورود، وما تزال إحدى الأنواع التي سماها على اسم والدته تُزرع حتى اليوم. يفخر البيت الأبيض باختوائه على حديقة ورود جميلة. نحن نزرع الورود في ولاياتنا الخمسين كلها. نجد الورود في فنوننا وموسيقانا وأدبنا. نزخرف احتفالاتنا ومواكبنا بالورود. بل الأهم من كل شيء، نقدم الورود لمن نحب ونغمر بها هياكلنا ومعابدنا المدنية، وديور البقاء حيث سيرقد موتانا المكرمون. |
| —رونالد ريغان (خطاب إعلان اعتماد الورد رمزا وطنيا للولايات المتحدة الأمريكية) |

الورود شجيرات منتصبة أو مُعترِشَة أو مُتفرِّشة، وتكون سيقانها عادة مليئة بالأشواك بأشكال وأحجام مختلفة. تنمو الأوراق على نحو متناوب ولها شكل ريشاني (أي تشبه الريشة)، وعادة ما تحتوي على وُريقات بيضاوية ذات حواف مسننة. تحتوي أزهار الورود البرية عادة على خمس بتلات، بينما تكون أزهار الورود المزروعة مزدوجة (أي تحتوي على عدة طبقات من البتلات). يتراوح حجم أزهار الورد من أزهار صغيرة جدًا يبلغ قطرها 1.25 سنتيمتر إلى أزهار هجينة يزيد عرضها عن 17.5 سنتيمتر.

### الفصيلة
ينتمي الورد لفصيلة الوردية التي تضم كذلك نباتات أخرى مثل الفراولة والتوت والخوخ والكرز والبرقوق. تُوصف أزهار النباتات التابعة لفصيلة الورديات بأنها "زاهية". تتميز بتماثل شعاعي، وهي في الغالب خنثى. تحتوي هذه الأزهار عادة على خمس سبلات وخمس بتلات وعدد كبير من الأسدية المرتبة ترتيبًا حلزونيًا. تُدمج قواعد السبلات والبتلات والأسدية معا لتشكل بنية مميزة تشبه الكأس تُعرف باسم الوعاء الزهري. يمكن أن تكون الأزهار مرتبة في شكل سنابل أو رؤوس وتكون الأزهار المفردة نادرة. وتتنوع ألوان بتلات الورديات ولكن اللون الأزرق يكاد يغيب تماما.

### الرتبة
ينتمي الورد لرتبة الورديات التي تشمل النباتات المزهرة ذات الفلقتين، وتحتوي على 9 فصائل و261 جنسا وأكثر من 7700 نوع. تعتبر الورديات رتبة متنوعة تضم فصائل كانت تُصنف سابقا ضمن رتبة القراصيات ورتبة النبقيات. تتنوع الفصائل في رتبة الورديات من حيث الحجم، حيث تضم نحو 93 بالمئة من الأنواع ضمن أكبر أربع فصائل، وهي: الوردية والقراصية والتوتية والنبقية. وتشمل الرتبة بعضا من أشهر نباتات الزينة ونباتات الفاكهة في المناطق المعتدلة حول العالم. بالإضافة للورود تضم رتبة الورديات الدردار واللوطس والزعرور والتفاح والخوخ والكرز والإجاص والبرقوق والفراولة والتوت البري والتين.

### السمات
يضم الورد نحو 150 نوعا مختلفا، يتباين ما بين نباتات شبه دائمة الخضرة ونباتات نفضية، وتكون على شكل شجيرات معمرة أو نباتات مُعترشَة أو منتصبة. ينتشر الورد في مناطق واسعة من العالم، فنجده ينمو في قارة آسيا وأوروبا وشمال إفريقيا، وأمريكا الشمالية. ما يعكس تنوع البيئات المناخية التي يتكيف معها هذا النبات.
قد يحتوي نبات الورد بأنواعه على ما يلي من العناصر:
- الأوراق: تتناوب الأوراق على الساق وتتخذ شكل الريشة.[ملاحظة 3] يتراوح طول الورقة من 2.5 سنتيمتر في الورود المصغرة[40] إلى 18 سنتيمتر في الأنواع دائمة الخضرة والشجيرات والورود المتسلقة. غالبًا ما تكونُ حوافُّ الوريقاتِ مشرشرةً، وفي أحيانٍ قليلةٍ تحتوي الساقُ السفلى على أشواكٍ صغيرةٍ. معظمُ الورودِ متساقطةُ الأوراقِ، إلا أنَّ قليلًا منها -لا سيما القادمة من جنوبِ شرقِ آسيا- دائمةُ الخضرةِ أو شبهُ دائمةٍ.[41]
- الأشواك: شوك الورد نوع من نصل الجلد وكأنه وبر حاد. شوك الورد نوع من الزوائد الشوكية وله أصل جلدي ولا يرتبط بالأنسجة الوعائية، فيُزال بسهولة بالضغط عليه من جانب واحد.[42] تتخذ الزوائد الشوكية في الورد عادةً شكل خطافات منجلية الشكل، وتساعد الورد على التشبث بالنباتات الأخرى أثناء تسلقها.[9] تمتلك أنواع من الورد مثل الورد الخشن والورد القزم زوائد شوكية مستقيمة وكثيفة[ملاحظة 4] يُعتقد أنها تساعد في منع الحيوانات من أكلها وقد تكون أيضا تكيفًا لدرأ الرمال المحمولة بالرياح ما يقلل التعرية ويحمي جذورها.[43][44] تساعد الأشواك كذاك في منع الحيوانات العاشبة من الزحف على الساق للوصول إلى الأوراق.[9]
- الكأس (السبلات): تكمن وظيفته في حماية البتلات المتشابكة في مرحلة البراعم،[45] التي تعود مع نمو الزهرة. تتكون الكأس من خمس سبلات (أو أربع سبلات كما في بعض الأنواع مثل الورد الحريري وورد جبل آماي). قد تطول السبلات قتكون بائنة عند النظر إلى الزهرة من الأعلى، وتبدو كأنها نقاط خضراء تتعاقب مع البتلات المستديرة. تحتوي الورود على مبايض علوية متعددة تتطور فتصير ثمارا جناحية (أكنات). تتلقح الورود طبيعيا بواسطة الحشرات.[19]
- البتلة: بعد أن تتفتح الزهرة تنبعث من البتلات رائحة حلوة تجذب النحل وغيره من الحشرات فتُعينُ الوردةَ على الإخصاب. بعد اكتمال عملية الإخصاب يبدأ رأس الزهرة في النمو وتبدأ البتلات بالتساقط بعدما تفقد دورها في النبتة.[19]
- السداة: الأعضاء الذكرية لدى الزهرة. تحتوي كل سداة على خيط طويل ورفيع ينتهي بمئبر، والمئبر مسؤول عن إنتاج حبوب اللقاح على شكل مسحوق.[ملاحظة 5][20]
- الميسم: يقع في نهاية قلم الزهرة الطويل. يكمن دوره في استقبال حبوب اللقاح أثناء عملية التلقيح، حيث تلتصق به الحبوب لبدء عملية الإخصاب. يتميز غالبًا بملمس لزج يساعد في تثبيت حبوب اللقاح.[20][46]
- الوعاء الزهري أو التخث: عنصر أساسي في تكوين أزهار وثمار نبات الورد. يتكون هذا الوعاء من مبيض يحتوي على العديد من البويضات المحاطة بغلاف واقٍ. قد تحتوي الزهرة على كربلة واحدة أو عدة كرابل ملتحمة معًا.[47] تُعرف جميع الكرابل باسم المتاع أو المدقة.[48][49] تضم الكربلة أجزاء أساسية من العضو التناسلي الأنثوي في الزهرة مثل القلم والميسم والمبيض. بعد وصول حبوب اللقاح إلى الميسم، تتحرك الخلايا الذكرية داخل القلم لتخصيب البويضات. بعد الإخصاب تتحول البويضات المخصبة إلى بذور.[50][51] عند حدوث الإخصاب وتحول البويضات إلى بذور، يتحول المبيض أيضًا إلى ثمرة تسمى الدليك.[52] تُستخدم ثمرة الورد في الأطعمة والمخبوزات والمشروبات كالشاي. كما تُستخدم في صنع المربى في الشرق الأوسط. بالإضافة إلى ذلك، يمكن طحنها إلى مسحوق ناعم يُستخدم كمكمل غذائي لفوائده في مكافحة الشيخوخة ودعم صحة المفاصل. كما أن زيت ثمار الورد متوفر على نطاق واسع في منتجات التجميل المضادة للشيخوخة.[53]
- ثمرة الورد: تُعتبر ثمار الورد غذاءً للطيور التي تتغذى على الفاكهة، مثل طيور السمنية والشحرور وحمراء الجناح والزرزور والتي تساهم في نشر البذور عبر فضلاتها.[54][55]

- أشواك الوردة
- الوُريقات
- مقطع طولي لثمرة وردة في طور النمو
- نظرة خارجية لبراعم الوردة
- وردة صفراء زاهية في رادوفانو، رومانيا
- نظرة مُقربة لوردة معترشة
- ثمرة الورد الحشن

### الإزهار

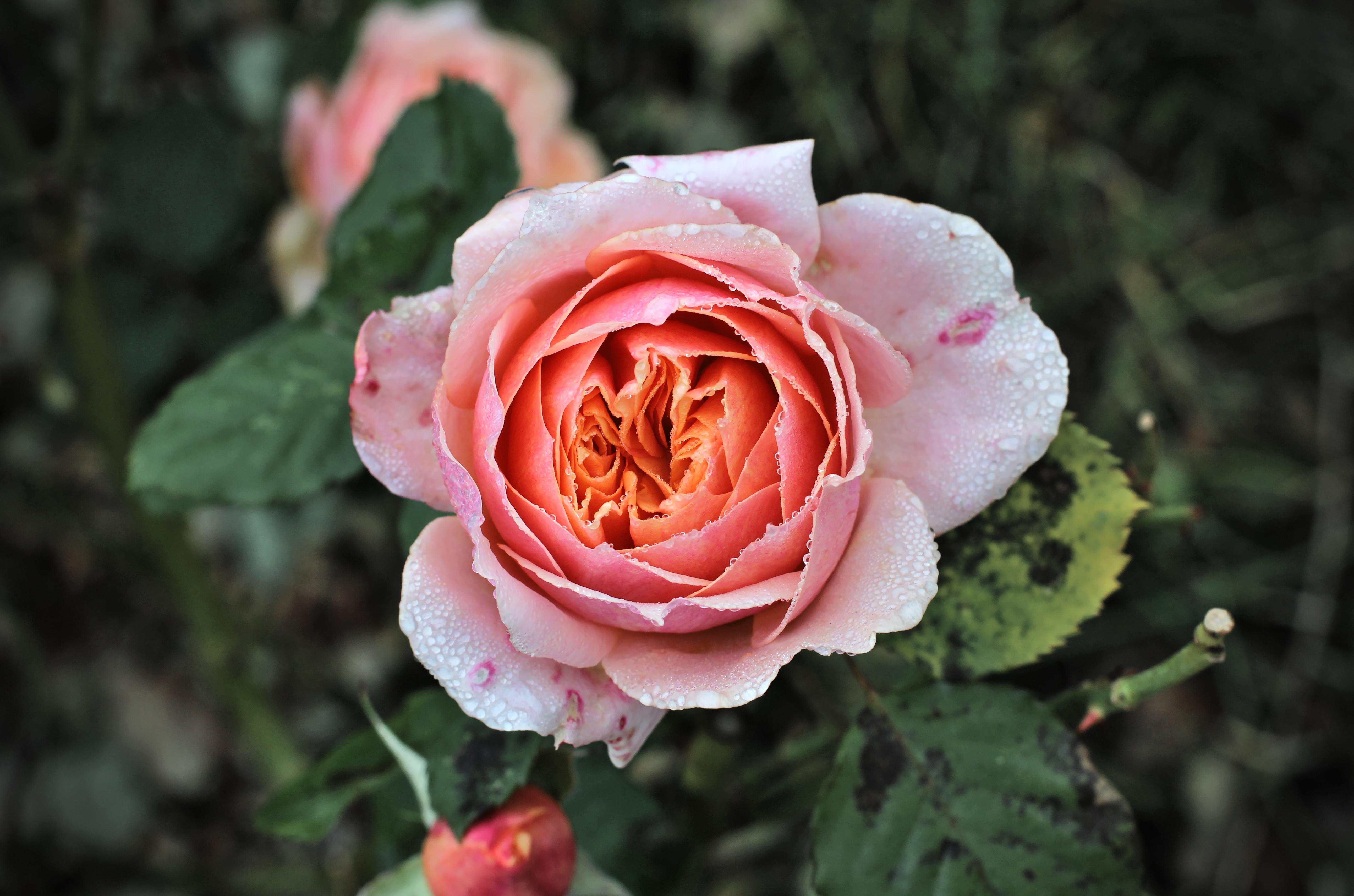
وردة في كامل إزهارها، تستريح عليها بعض قطرات الندى. حديقة بستان لاكينكسي في موزيل، فرنسا

تستمر فترة تفتح زهرة الورد لعدة أسابيع، على الرغم من أن ذلك قد يختلف بناء على نوع الورد وظروف الزراعة. بعض أنواع الورد، مثل ورود الشاي المهجنة وورود الفلوريبوندا والورد العملاق، هُجّنت لإطالة فترة تفتحها، حيث تستمر في إنتاج الأزهار طوال الصيف وحتى الخريف.
تمر عملية تفتح الورد عبر عدة مراحل:
1. مرحلة البرعم:
  - هذه هي المرحلة الأولى من عملية التفتح، حيث يتشكل برعم الورد في نهاية الساق.
  - يبدأ البرعم كنقطة خضراء صغيرة، وينمو تدريجيًا ويتغير لونه أثناء استعداده للتفتح.
2. مرحلة الإزهار:
  - مع نضوج البرعم، تبدأ البتلات الخارجية بالفتح والانفراج.
  - تُعتبر هذه المرحلة واحدة من أجمل المراحل، حيث يكشف الورد ببطء عن بتلاته الداخلية.
3. مرحلة الإزهار الكامل:
  - يصل الورد إلى الإزهار الكامل عندما تتفتح جميع بتلاته.
  - يبلغ الورد في هذه المرحلة أقصى درجات عطره وجمال ألوانه.
4. مرحلة الذبول:
  - بعد بضعة أيام إلى أسبوع، يبدأ الورد في الذبول.
  - تفقد البتلات لونها الحيوي وتبدأ في التساقط، ويستعد الورد للدخول في حالة سكون حتى دورة التفتح التالية.

## التكاثر
تنمو جميع أنواع الورد أفضل في الأماكن التي تستقبل أكبر قدر من أشعة الشمس في تربة رطبة وجيدة التصريف وغنية بالمادة العضوية. يفضل الورد التربة ذات الحموضة المعتدلة. تتكاثر الورود إما بطريقة جنسية عبر التلقيح أو بطريقة لاجنسية يتدخل فيها الإنسان إما عبر نثر البذور أو القطع أو زراعة الشتلات.

### التلقيح والتخصيب

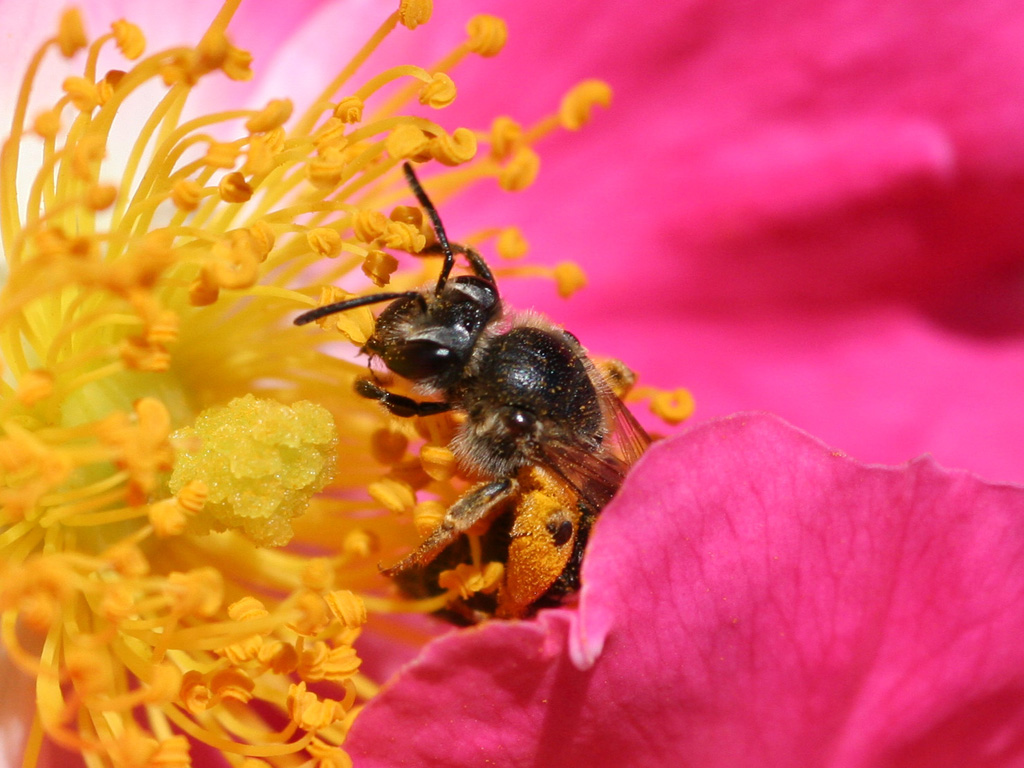
نحلة تلقح وردة

التلقيح عملية أساسية لتكاثر النباتات، حيث ينقل الملقح حبوب اللقاح من السداة (الجزء الذكري) إلى الميسم (الجزء الأنثوي) في الزهرة الأخرى، مما يؤدي إلى إنتاج الفاكهة والبذور. التلقيح ضروري لنظام بيئي صحي ومتنوع. يعتمد ثلث الغذاء الذي نتناوله على الملقحات، بما في ذلك العديد من الفواكه والخضروات مثل التفاح، العنب، القهوة، والطماطم.
تمر عملية التلقيح عبر المراحل التالية:
1. نقل حبوب اللقاح: ينقل حبوب اللقاح ملقحاتٌ كالنحل والفراشات أو بالرياح.
2. التخصيب: تلتصق حبوب اللقاح بالميسم، ما يؤدي إلى تخصيب الزهرة.
3. الإثمار: بعد التخصيب، تتحول الزهرة إلى ثمرة تحمل البذور.

أهم الملقحين:
- النحل: ينقل حبوب اللقاح أساسًا بفضل زياراته المتكررة للأزهار.
- الخنافس: تلعب دورًا أقل دقة، لكنها تساهم في التلقيح أثناء بحثها عن الغذاء.
- الفراشات والعث: تفضل الأزهار ذات البتلات العريضة أو ذات الروائح الجذابة.
- الطيور الطنانة: تتخصص في التلقيح من الأزهار ذات الأنابيب العميقة.
- الرياح: تُلقّح النباتات ذات الحبوب الخفيفة مثل الحبوب والبقوليات.

### التكاثر اللاجنسي
يجري التكاثر اللاجنسي في نبات الورد عبر ثلاث طرق رئيسية: التقصيص، حيث تؤخذ أجزاء من السيقان المزهرة وتزرع في تربة رطبة حتى تنمو الجذور؛ التصفيف، حيث تُجرح ساق النبات وتُثنى لتغطى بالتربة لتكوين نبات جديد؛ والتطعيم، حيث تُدمج السيقان بجذور قوية لإنتاج نباتات هجينة بأزهار موحدة. جميع الطرق تنتج نباتات مطابقة للنبات الأصلي.
- طريقة القطع (التعقيل): الوقت المناسب بين شهري مايو إلى أغسطس بعد انتهاء التزهير وتساقط الأزهار. طول القطع المناسب هو 15 سنتيمتر ومن الأفضل أن تحتوي كل قطعة على ثلاث صفوف من الأوراق. لكي تدخل الفروع المقطوعة بسهولة في التربة يجب أولاً قطعها بواسطة سكين وجعل طرفها حادا. يُقطع الصف السفلي من الأوراق ثم تُقع القطع في الماء لمدة ساعة تقريبا قبل أن تُزرع في التربة.
- طريقة التطعيم:
  - تطعيم الفروع على الورد (التصفيف): في هذا النوع من التطعيم، يُوضع فرع من الورد المختار على شجرة ورد برية ذات جذور، وتُقطع الساق الرئيسة من أعلى منطقة التطعيم.
  - تطعيم البرعم على الورد: في هذه الطريقة، يجري أولا إجراء شق بشكل حرف T في الجزء السفلي من ساق نبتة الورد بسكين، بحيث يكون عرض الشق في الأعلى 7 مليمتر وطول الشق 2 سنتيمتر. ثم يُقطع برعم مع جزء من قشرة الساق من الشجرة الملقحة، ويُوضع هذا الجزء المقطوع في نفس المنطقة المقطوعة على ساق الشجرة المتلقحة ويُربطان بشريط.

## الأمراض والآفات
الورد عرضة للتلف بسبب الأمراض والآفات، ولكن يمكن التغلب على هذه العوامل من خلال توفير البيئة المناسبة وكذلك الرش المناسب والمبكر.

### الأمراض
ومن أمراض الورد الشائعة ما يلي:

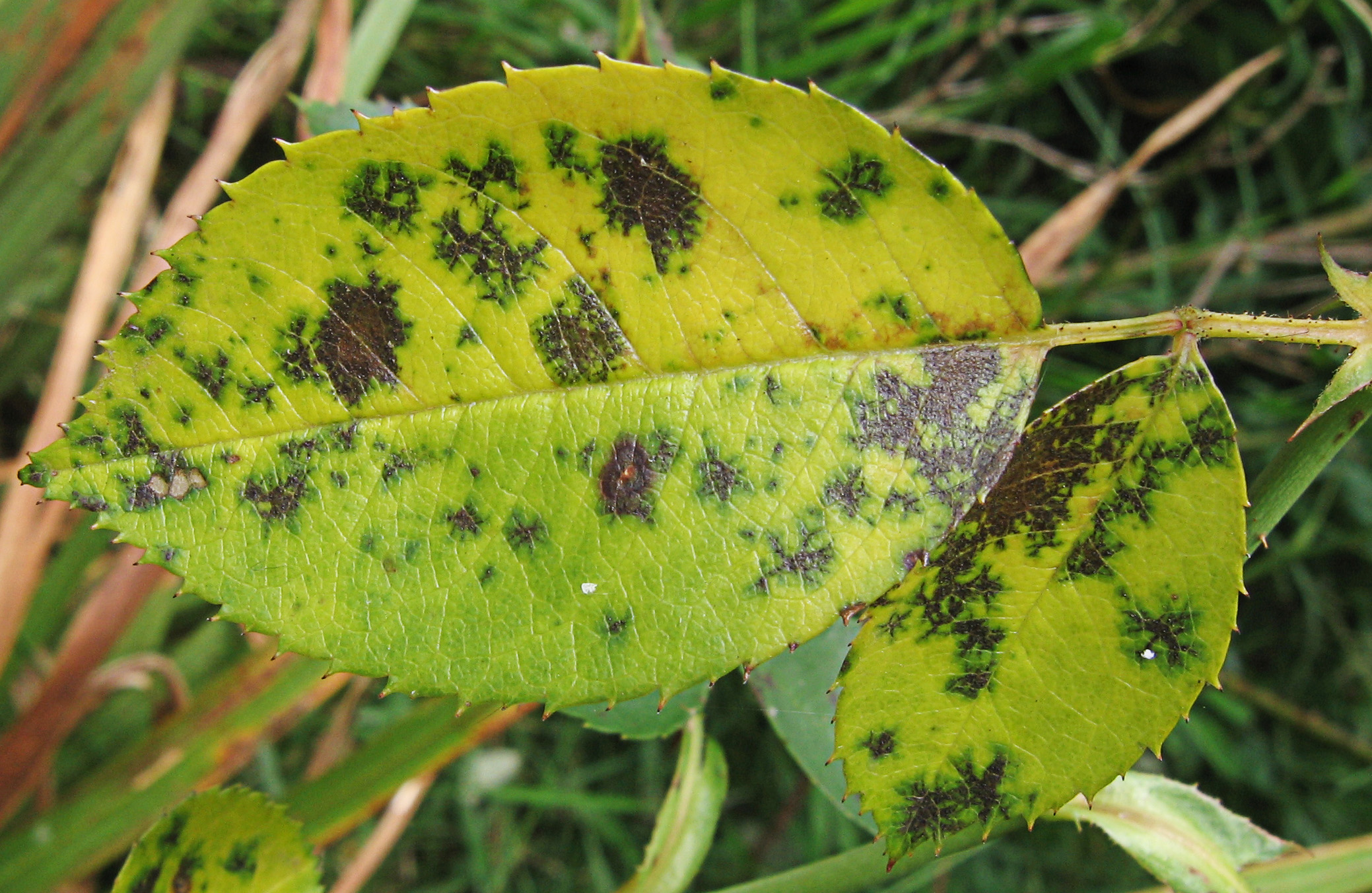
فطر البقعة السوداء

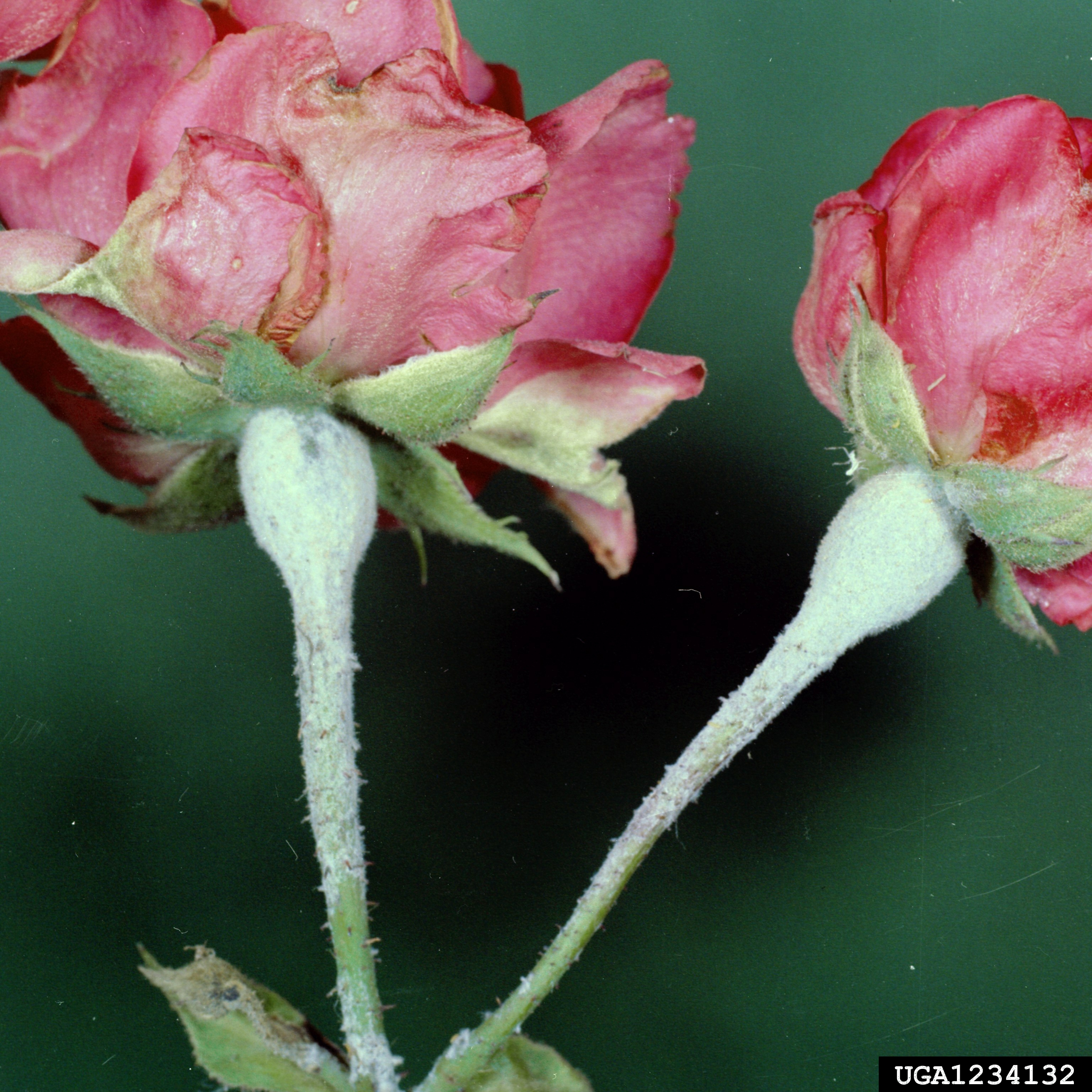
عفن الورد المذرذر

- فطر البقعة السوداء: مرض فطري ويعد من أكثر الأمراض شيوعا في الورد. يظهر هذا المرض في البداية على شكل بقع سوداء صغيرة على الأوراق، وبعد فترة يتحول محيط هذه البقع إلى اللون الأصفر مما يؤدي إلى تساقط الأوراق. لمنع انتشار المرض، يجب قطف الأوراق المصابة وجمع الأوراق المتساقطة تحت الشجيرة.[63]
- عفن الورد المذرذر: يُعد البياض الدقيقي مع البقعة السوداء من أكثر الأمراض شيوعا في الورد. عند الإصابة، يغطي النبات طبقة دقيقية بيضاء على الأوراق والأجزاء الأخرى من النبات. في حالة الإصابة الشديدة، قد تقصر النباتات، وتتجعد الأوراق، ثم تجف وتسقط. وفي حالات نادرة جدًا، قد يموت النبات نتيجة العدوى.[64]
- صدأ الورد: هو مرض فطري يظهر فيه حبوب برتقالية على الجزء السفلي من الأوراق، التي تتحول تدريجيا إلى اللون الأسود.[65]
- العفن الرمادي: في بداية المرض تظهر بقع حمراء على بتلات الزهور، ثم يبدأ العفن الرمادي في النمو على الساق أو الزهرة. في النهاية، يتحول العفن إلى اللون البني مما يسبب تعفن الزهور.[66]
- الورم عند الطوق: العامل المسبب للمرض يوجد في التربة ويدخل بالجروح في الجذور.[67]

### الآفات

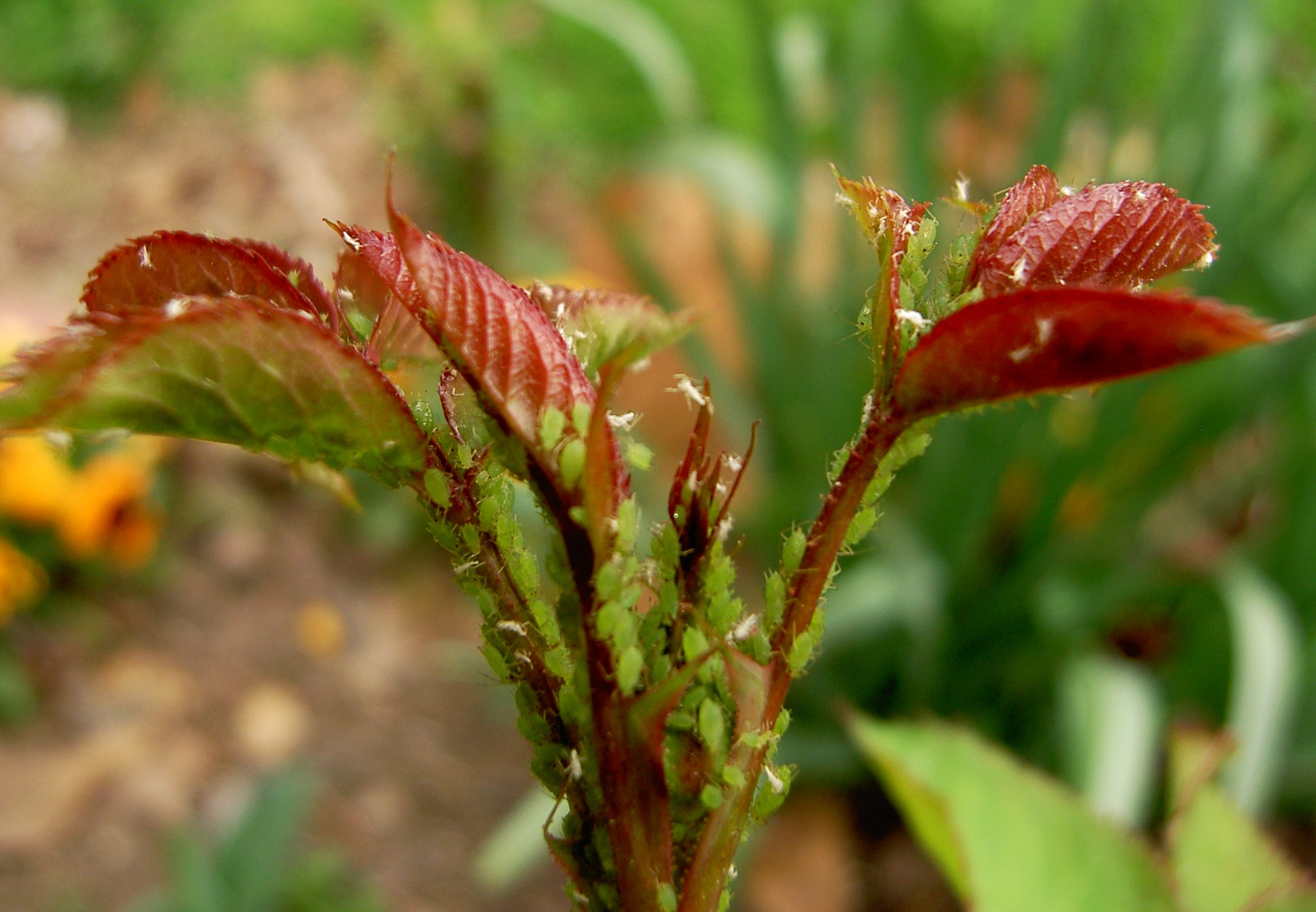
مَنّ الزهرة الحمراء

يمكن تقسيم الآفات إلى أربع مجموعات بناء على طريقة تغذيتها والعضو النباتي الذي تتغذى عليه:
1. الآفات الماصة لعصارة النبات: تنتشر هذه الآفات في الأجزاء العلوية وأسفل الأوراق والبراعم والسيقان والشتلات. وعندما يكون عددها كبيرا جدا، تمنع هذه الآفات نمو النبات بامتصاص عصارة النبات. ومن الأمثلة على هذه الحشرة، المن الوردي الذي يعد من أهم آفات الورد.
2. الآفات آكلة الأوراق: تسبب الحشرات في هذه المجموعة أضرارا للأوراق والبراعم خلال مرحلة اليرقات والنضوج. ومن الأمثلة على هذه الحشرة، حشرة أرجل الإخطبوط.
3. الآفات الآكلة للزهور: تشمل هذه المجموعة أنواعًا مختلفة من الآفات التي تتغذى على أجزاء متنوعة من الزهور، مما يؤدي إلى تشوه الزهور وتقليل جودتها. ومن الأمثلة على هذه الحشرة، الجعل الذهبي.
4. الآفات آكلة الخشب: تعمل هذه المجموعة على السيقان والجذور والفروع في شجرة الورد. ومن الأمثلة على هذه الحشرة، دودة الجذور البيضاء.[68]

## الأصناف
في عام 1979 اتفق الباحثون في الجمعية العالمية للورود ‏ على تصنيف الورود إلى ثلاث مجموعات:
- الورود البستانية الحديثة: أنواع طُورت بعد عام 1867.
- الورود البستانية القديمة: التي ظهرت قبل تطور الأنواع الحديثة.
- الورود البرية: وتسمى أيضا الورود الطبيعية وذلك لأنها ظهرت في الطبيعة دون تدخل البشر،[69] وتمتد سجلاتها الأحفورية إلى 30-40 مليون سنة.

### الورد البري
الورود البرية، نباتات وُجدت ونمت على سطح الأرض منذ ملايين السنين. وقد اكتُشفت هذه الورود وجرى توثيقها بفضل رحلات الباحثين والمستكشفين عبر العصور. تتميز جميع الورود البرية بأزهارها ذات الخمس بتلات، ومعظمها يزهر في فصل الربيع فقط. جرى التعرف على نحو 150 نوعا من الورود البرية على مستوى العالم، لكن 10 أنواع منها فقط استُخدمت كأساس لتطوير الأصناف المُهجنة الحديثة من الورود. الأنواع العشرة هي:
- الورد الفرنسي: موطنه آسيا الصغرى وغرب آسيا. يُعتبر أقدم ورد زُرع في أوروبا منذ العصور القديمة لغرض استخراج العطور. منذ نحو 12 قرنا قبل الميلاد، زُرع في إيران القديمة لاستخدامه في الطقوس الدينية. في القرنين الثالث والرابع قبل الميلاد، زُرع في آسيا الصغرى واليونان ثم صُدّر إلى روما. منذ القرن الـ13 الميلادي وحتى الآن، زُرع بكثافة في منطقة بروفانس ألب كوت دازور بهدف إنتاج العطور.[72][73]
- الورد الدمشقي: موطنه آسيا الصغرى وغرب آسيا. يُصنَّف حسب موسم الإزهار إلى نوعين: صيفي وخريفي. النوع الصيفي يُزرع حاليا على نطاق واسع في تركيا وبلغاريا لإنتاج العطور.[74]
- الورد الأبيض: موطنه آسيا الصغرى وغرب آسيا، ويتميز بلونه الأبيض.[75]
- الورد المئوي: موطنه آسيا الصغرى وغرب آسيا.[76]
- الورد المنتن: موطنه إيران والعراق. يُعد السلف الوراثي للورود الصفراء الحديثة.[77]
- الورد المسكي: موطنه منطقة الشرق الأوسط.[78]
- الورد الصيني: موطنه الصين. اكتسب النوع الحديث من هذا الورد خاصية الإزهار المستمر على مدار العام من هذا النوع.[79]
- الورد العملاق: موطنه الصين، ويتميز برائحة تشبه الشاي وبراعم مرتفعة وبتلات ذات شكل شبيه بالسيوف.[80]
- الورد متعدد الأزهار: موطنه اليابان. يُعد السلف الوراثي للورود العنقودية.[81]
- الورد الياباني الزاحف: موطنه اليابان. يتميز بقدرته على الانتشار أفقيًا. يُعتبر مع الورد العنقودي وهو السلف الوراثي للورود المتسلقة في أوروبا.[82]

### الورود البستانية القديمة

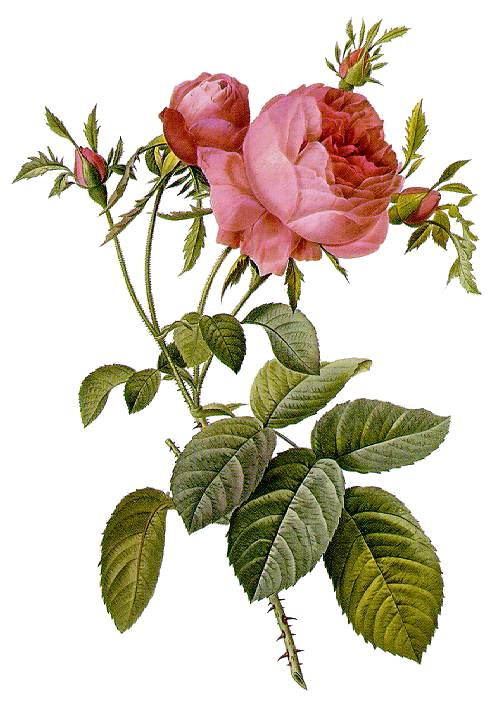
ورد مئوي، إحدى الورود البستانية القديمة. رُسم بقلم بيير جوزيف ريدوت. يُعرف بيير جوزيف ريدوت باسم "رافائيل الزهور".

يشير مصطلح الورود البستانية القديمة إلى كل وردة كانت تُزرع قبل ظهور أول وردة هجينة -وردة فرنسا- في عام 1867. واحدة من الخصائص المميزة للورود البستانية القديمة هي شكلها المدور وكثرة بتلاتها. عادة ما تكون أزهارها على شكل كوب أو وردة ربع دائرية. تتميز فروعها بالمرونة وقابليتها للانحناء. وإذا كان أصلها من الورد الدمشقي أو الورد العملاق، فعادة ما تكون لها رائحة عطرية قوية. تنحصر فترة إزهار معظم الورود البستانية القديمة في فصل الربيع.
رغم أن عطر الورود القديمة فواح أكثر من عطر الورود الحديثة في الحدائق، إلا محدودية ألوان زهورها وكذلك قصر سيقانها يصعب قطع الأزهار، ولذلك لم تصل أبدًا إلى مستوى شهرة الورود البستانية الحديثة. تُقسّم الورود البستانية القديمة إلى أربع مجموعات مختلفة، وهي:
1. المجموعة الأولى: الورود الإيرانية، والتي تشمل نوعين:
  - الورد الجوري أو الدمشقي: يشتهر برائحته العطرة. باستثناء بعض الأنواع القليلة التي تزهر في فصل الخريف، فإن موسم ازدهار معظم أنواعه يكون في فصل الربيع.
  - الورد الفرنسي: يتميز بكبر قطر زهوره. غالبًا ما يكون باللون الأحمر إلى الوردي الداكن وله رائحة طيبة. جرى نقل هذا الورد من غرب آسيا إلى أوروبا، حيث كان يُزرع بالقرب من باريس لاستخدامه في صناعة العطور.
2. المجموعة الثانية هي الورود الأوروبية وتشمل ثلاثة أنواع:
  - الورد الأبيض: لون زهوره مائل إلى الأبيض وله رائحة خفيفة. بتلاته دائرية ومرتبة ترتيبًا منتظمًا ومتسلسلًا. لا تحتوي الساق على أي أشواك أو تحتوي على عدد قليل جدًا. يزهر فقط في فصل الربيع.[75]
  - الورد المئوي: استمد اسمه من زهرته "ذات المئة بتلة". ويُعرف أيضًا بالورد الكلمي. سُمّي هذا الاسم بسبب عدد بتلاته الكبير. رائحته طيبة جدًا، ويُزرع حاليا في فرنسا وموناكو لاستخدامه في صناعة العطور. لا يزهر إلا في فصل الربيع.
  - ورد الشوك: سُمّي بهذا الاسم لأن البراعم أو الساق التي تتصل بالزهرة مغطاة تمامًا بأشواك صغيرة تشبه الشعر. ظهرت لأول مرة في فرنسا في القرن السابع عشر وانتشرت شعبيتها في القرن التاسع عشر.[84]
3. المجموعة الثالثة: الورود الصينية وتتضمن نوعين:
  - الورد الصيني: موطنه الأصلي هو الصين. يتميز بإزهاره المستمر على مدار السنة.
  - ورد الشاي: نشأ نتيجة تهجين بين الورد الصيني والورد العملاق. يتمتع بعطر يشبه رائحة الشاي.[85]
4. المجموعة الرابعة: مزيج من الورود الغربية والشرقية في القرنين الـ18 والـ19، استُورِدت الورود البرية والورود الصينية القديمة وأنواع من الورود البرية اليابانية مثل الوردة العنقودية، إلى أوروبا. ومن خلال تهجينها مع الورود المحلية ظهرت أنواع جديدة. تميزت هذه المجموعة بأن أحد أسلافها كان من الورود الصينية التي تمتاز بخاصية الإزهار المتكرر أو الإزهار على مدار السنة. فأنتجت هذه المجموعة أنواعًا تمتلك القدرة على الإزهار المتكرر. بعض أنواع المجموعة الرابعة:
  - ورد السرمد الهجين: يمتلك خاصية الإزهار المتكرر، لكنه ليس دائم الإزهار في جميع الفصول. بعض أنواعه تزهر لموسم واحد فقط.[86]
  - ورد بوربون: يُعتقد أنه ناتج عن تهجين طبيعي بين وردة الجوري والوردة الصينية. موسم إزهاره يكون غالبًا في أوائل الصيف، تحديدًا في شهر يوليو.[87]
  - الورد الياقوتي: يتميز بأوراقغ العطرة.
  - ورد بورتلاند: يُعتقد أنه نتج عن تهجين بين وردة الجوري الخريفية وأحد أنواع الورود الصينية.[88]

### الورود البستانية الحديثة

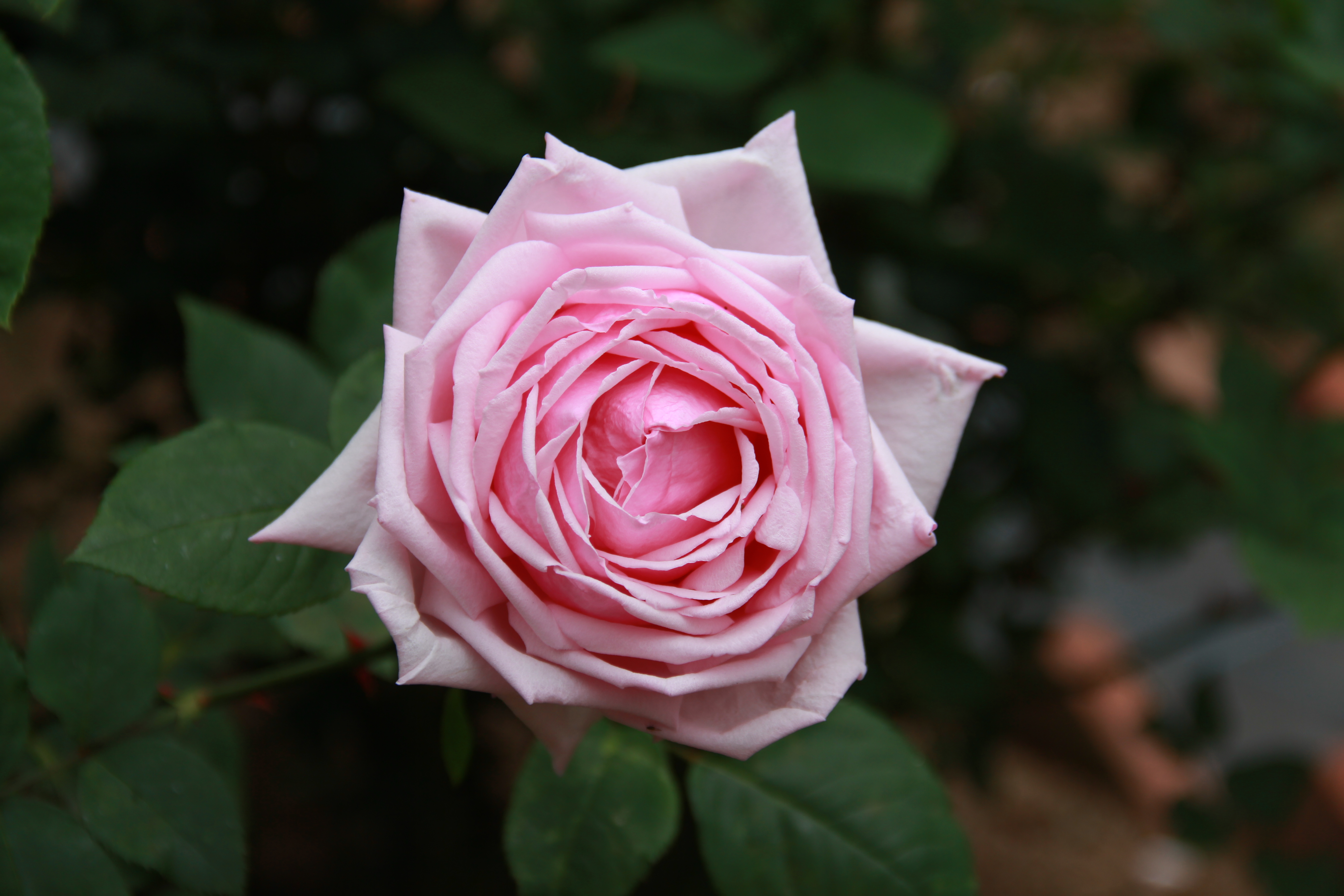
ابتُكرت وردة "فرنسا" في عام 1867 وتُعرف باسم أول وردة شاي هجينة وهي أيضًا النوع الأول من الورود البستانية الحديثة. ويمتاز بكبر حجم الزهرة وإزهاره في الفصول الأربعة.

يشير اسم الورود البستانية الحديثة مجموعة الورود التي جرى ابتكارها بعد ظهور أول وردة هجينة -وردة فرنسا- في عام 1867. وُلدت وردة فرنسا عبر تهجين وردة الشاي ووردة السرمد الهجين، وهي تجمع بين ميزة الإزهار على مدار السنة وشكل ولون وردة الشاي والقدرة على مقاومة البرد والأمراض التي تعتبر من خصائص وردة السرمد الهجين. تتمتع الورود البستانية الحديثة بتنوع ألوانها وطول الساق الذي يجعلها مثالية للقطف. تُقسم الورود الحديثة إلى المجموعات التالية:
- وردة الشاي المهجن: ورد يزهر على مدار العام. يتمتع بأكبر حجم للزهور والشجيرات. يمكن أن يصل قطر كل زهرة من 3 إلى 8 سنتمترات. تنمو النباتات بسرعة وتصل إلى ارتفاع 0.9-2.4 متر خلال بضع سنوات.[90]
- ورود الفلوريبوندا: مجموعة من أصناف الورود الحديثة التي طُورت بتهجين ورد الشاي المهجن مع الورد متعدد الأزهار. كان الهدف ابتكار ورود تزهر بكثرة مثل الورد متعدد الأزهار ولها من جمال ورد الشاي المهجن الهجينة الشاي من حيث الشكل وتنوع الألوان.[91]
- الورد المصغر: يعتبر أيضا من الورود المزهرة طوال العام. زهورها صغيرة حيث لا يتجاوز حجمها عادة 5 سنتمتر. تنمو الشجيرات لتصل إلى ارتفاع لا يزيد عن 50 سنتمتر. تعد مثالية لتزيين الحدود أو الزراعة في الأواني أو البساتين الصغيرة.[92]
- الورد المتسلق: يُستخدم لتغطية الجدران القصيرة أو التعريشات. تُزهر بعض أنواعه في موسم واحد فقط، بينما تُزهر أنواع أخرى طوال العام.
- الورد الشجيري: ورد شبه متسلق، حيث تنحني فروع أزهاره إلى الأسفل مثل القوس.

### الورود الإنجليزية

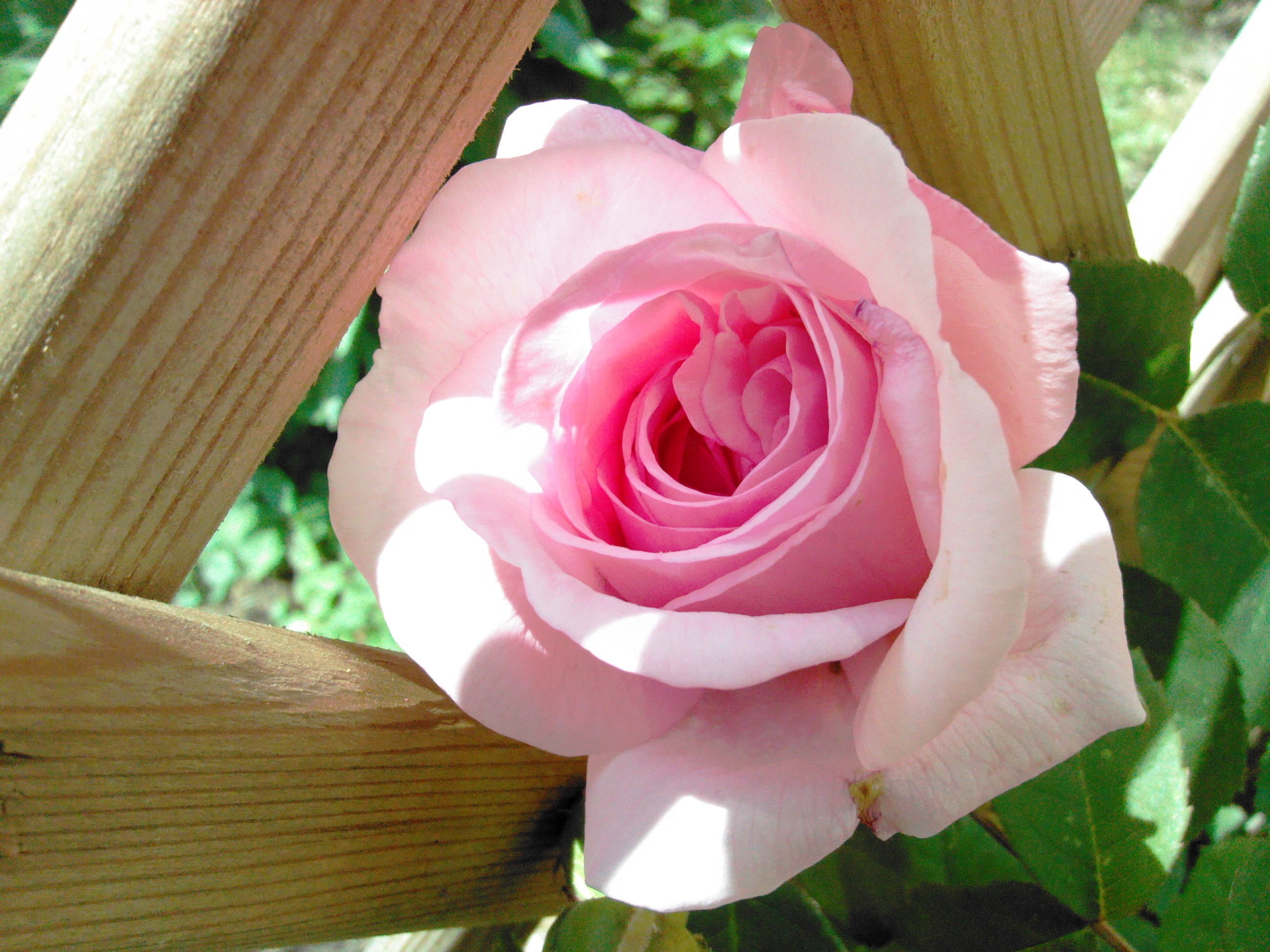
أول وردة إنجليزية تدعى "وردة العطر الدائم"

الورود الإنجليزية مجموعة من الورود ابتكرها مربي الورود الإنجليزي ديفيد أوستن. نشأت هذه الورود من تهجين بعض أنواع الورود القديمة مع الأنواع الحديثة مثل ورود الشاي المهجنة وورود الفلوريبوندا. تتميز الورود الإنجليزية بمزجها لخصائص الورود القديمة العِطرية وشكلها مع قدرة الورود الحديثة على الإزهار المتكرر طوال السنة. عبّر ديفيد أوستن عن هدفه من تطوير هذه الورود بقوله: "أرغب في إنتاج ورود متميزة تجمع بين جمال وانحناء فروع الورود القديمة وعطرها الرائع، مع سمات الورود الحديثة في إزهارها المتكرر."
أول وردة إنجليزية طُورت كانت "وردة العطر الدائم"، التي ابتُكرت عام 1961، لكنها كانت تزهر في موسم واحد فقط. أما أول الورود الإنجليزية ذات الإزهار المتكرر فكانت "غراهام توماس" و"ماري روز"، اللتان قُدمتا عام 1983 وحظيتا باهتمام عالمي. منذ عام 2000 شهدت الورود الإنجليزية تحسينات كبيرة في مقاومة الأمراض.

## الأنواع والفئات والموائل
جرى تقسيم جنس الورد إلى أنواع بحسب التصنيف العلمي للأنواع وإلى فئات بحسب شكل الورود وطبيعة إزهارها وتنتشر أساسًا في المناطق المعتدلة في نصف الكرة الشمالي. توجد معظم أنواع الورود في آسيا، مع أعداد أقل موطنها الأمريكتان، وبعضها في أوروبا وأفريقيا.

### الموائِل
باستثناء نوع واحد استوائي في إفريقيا، يتوزع جنس الورد توزعًا واسعًا في النظم البيئية المعتدلة وشبه الاستوائية في نصف الكرة الشمالي. تُشير العديد من المصادر إلى أن آسيا الوسطى هي الموطن الأصلي للورود. يُوجد ربع أنواع الورود في أوروبا وأمريكا الشمالية، بينما يُوجد نحو نصفها في آسيا.
| مناطق انتشار الأنواع الأصيلة الأنواع الأصيلة من الورد: أنواع نشأت ونمت طبيعيا في بيئاتها الأصلية دون تدخل بشري. تُعتبر هذه الأنواع جزءا من التنوع البيولوجي الطبيعي في مناطقها. فيما يلي البلدان التي يستوطنها الورود: آسيا: أفغانستان - الصين (شمال-وسط، جنوب-وسط، جنوب شرق) - الهند - إيران - العراق - اليمن - الأردن - فلسطين - لبنان - سوريا - اليابان - منغوليا - ميانمار - نيبال - كوريا - كازاخستان - قرغيزستان - طاجيكستان - تركمانستان - أوزبكستان - فيتنام - تايلاند - لاوس - تايوان - التبت - تركيا إفريقيا: المغرب - تونس - السودان - إثيوبيا - إريتريا - الصومال - سيناء (مصر) - الجزائر أوروبا: ألبانيا - النمسا - بيلاروسيا - بلجيكا - بلغاريا - الدنمارك - فنلندا - فرنسا - ألمانيا - اليونان - المجر - أيسلندا - إيرلندا - إيطاليا - كريت (اليونان) - البلقان - النرويج - البرتغال - رومانيا - إسبانيا - السويد - سويسرا - أوكرانيا الأمريكيتين: كندا (ألبرتا، مانيتوبا، نيوفاوندلاند) - الولايات المتحدة (ألاباما، ألاسكا، كاليفورنيا، نيويورك...) - المكسيك (الشمال الشرق، الشمال الغرب) | مناطق انتشار الأنواع المستقدمة الأنواع المستقدمة من الورد: أنواع تم نقلها وزراعتها خارج مواطنها الأصلية، سواء لأغراض الزينة أو الإنتاج التجاري أو البحوث الزراعية. والبلدان التي لم ينمو فيها الورد طبيعيا بل تم استقدامه هي: آسيا: بنغلاديش - جزر كارولين - جزر ماريانا إفريقيا: ليبيا - مدغشقر - جزر القمر - جزر خليج غينيا - فري ستيت - كوازولو ناتال - ليسوتو - كيب بروفينس أوقيانوسيا: نيوزيلندا (شمال، جنوب) - فانواتو - جزر كوك - جزر تشاثام - جزر غيلبرت - تسمانيا - فيكتوريا - كوينزلاند - نيو ساوث ويلز - أستراليا الجنوبية - أستراليا الغربية الأمريكتين: الأرجنتين (شمال شرق، جنوب) - بوليفيا - غواتيمالا - هندوراس - المكسيك (وسط، خليج، جنوب شرق، جنوب غرب) - فالك لاند - تشيلي (وسط، جنوب) - ترينيداد وتوباغو |

### الأنواع
لا يوجد اتفاق واضح حول عدد الأنواع الحقيقية للورد. بعض الأنواع متشابهة جدا لدرجة أنه يمكن اعتبارها بسهولة تنوعات لنوع واحد، بينما تظهر أنواع أخرى اختلافات كافية تجعل من السهل اعتبارها أنواعا مختلفة. تُظهر بعض قوائم أنواع الورد أن العدد يتراوح ما بين 100 و250، وأخرى تعطي أرقاما تتراوح ما بين 100 و180، وأخرى تجرد أكثر من 320 نوعا. تُعد الأرقام بين 320 و350 الأكثر قبولا بين علماء النبات، ولكن كما أشار عالم النبات ليبرتي هايد بيلي، فإن المصنفين أنصار التجميع مثل "بِنثام وهوكر" سمحوا فقط بوجود 30 نوعا، بينما المصنف "ميشيل غاندوجر" أقرّ بـ 4266 نوعا في أوروبا وغرب آسيا فقط.

### الفئات
ضمن الأنواع التي تستخدم في تنسيق الحدائق تُقسم جمعية الورد الأمريكية ‏ الورد إلى الفئات التالية:
1. ورود الشاي المهجن: واحدة من أشهر أنواع الورود المُستخدمة في تنسيق الحدائق، تتميز بزهور كبيرة مزخرفة تحتوي على 30 إلى 50 بتلة وسيقان طويلة. هناك الآلاف من سلالات ورد الهجين من الشاي، مع إدخال أنواع جديدة باستمرار لتحل محل الأنواع القديمة.
2. الورد العملاق: يمكن اعتبار هذه الفئة فرعا من ورود الشاي المهجن، وبالتالي فهي أيضا واحدة من أكثر أنواع الورود شهرة. غالبا ما تكون فارعة الطول مع ظهور الأزهار في مجموعات بدلا من أن تكون فردية على السيقان.
3. ورود الفلوريبوندا: كما هو الحال مع ورود الشاي المهجن والورد العملاق، تعتبر هذه الأنواع الأكثر شهرة—وواحدة من الأفضل للزراعة، لأنها العناية بها سهلة مقارنة بالأنواع المذكورة سابقًا. مثل الورد العملاق، يحمل الورد عديد الأزهار زهوره في مجموعات كبيرة. لكن هذه الأنواع تُزهر مستمرة، بينما تتفتح أزهار ورود الشاي المهجن والورد العملاق في فترات تمتد من 6 إلى 7 أسابيع.
4. الورد متعدد الأزهار: هذه الفئة مشابهة لفلوريبوندا، لكن النباتات أقصر والزهور أصغر. غالبا ما تُستخدم الوردة متعدد الأزهار في الزراعة على الأطراف والتحوطات.
5. الورود المصغرة والورود الضئيلة: الورود المصغرة هي أساسًا شكلٌ أقصر وأكثر كثافة من ورود الشاي المهجن والورد العملاق، حيث تنمو بين 15 إلى 30 بوصة في الطول. أما الورود الضئيلة فتمتلك أزهارا متوسطة الحجم، أصغر من ورود الفلوريبوندا ولكن أكبر من الورود المصغرة.
6. ورود شجرية: تُعرف هذه الورود بنمط نموها المُنفسح، حيث تنمو من 5 إلى 15 قدمًا في جميع الاتجاهات. معروفة بقدرتها على تحمل البرد وإنتاج مجموعات أزهار قوية، تحتوي هذه الفئة على العديد من الفئات الفرعية. واحدة مهمة هي فئة الورود الإنجليزية لديفيد أوستن، التي تشمل أنواعًا تشبه الورود القديمة في الحدائق التي تتفتح تفتّحًا متكرر ولها روائح لطيفة.
7. ورود معترشة/مجنحة: ليست فئة مستقلة بذاتها، بل تشمل أي وردة تتميز بعصي طويلة وقوسية يمكن وضعها على الأسوار والتعريشات والمظلات والأروقة. وبالتالي، يمكن اعتبار الورد العملاق معترشا. الورود المعترشة ليست نباتات ملتصقة أو ملتوية؛ بل يجب ربطها بالدعائم الواقفة لتنمو وتعترش. العديد من الورود المعترشة مقاومة للبرد مقارنة بالورود الهجينة.

## الاستعمالات
لا تُزرع الورود للاستمتاع بجمالها فحسب، بل تستخدم أزهارها لصنع الشاي والمربى والمشروبات الكحولية والعديد من المواد الغذائية الأخرى. بل إن رائحة الورد تريح الجهاز العصبي وتساعد الإنسان على النوم بسهولة ولهذا السبب يستخدم في العلاج بالروائح.

### الزيوت الأساسية

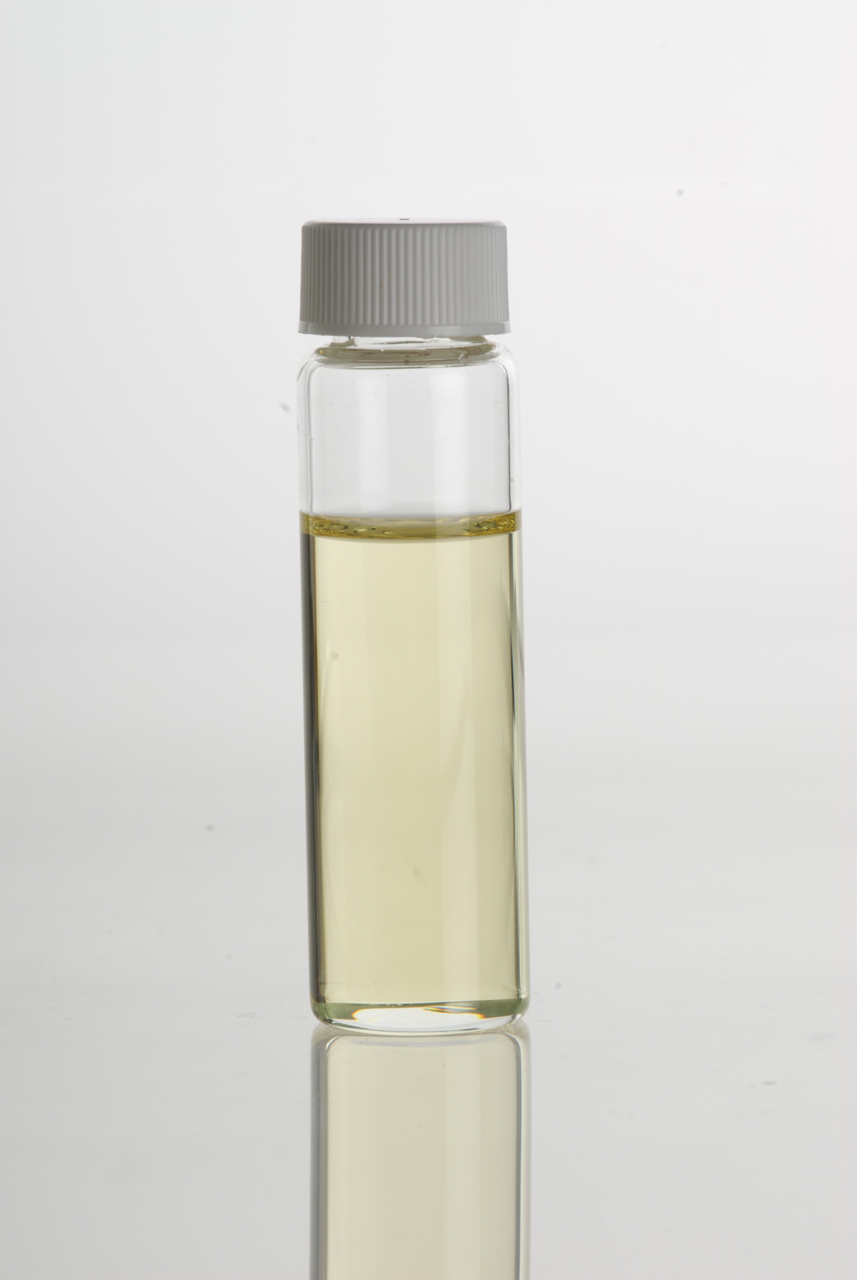
زيت الورد أو مُركز الورد الأساسي المستخرج من الورد.

يُعرف زيت الورد أو عطر الورد بأنه أغلى مستخلص عطري في العالم، ويُلقب بـ"ملك العطور". يمكن استخراج 3 إلى 8 غرامات من زيت الورد لكل 100 كيلوغرام من بتلات الورد. يعمل زيت الورد على تنشيط الدورة الدموية، ويخفف من المشاعر السلبية مثل التشاؤم والحزن والغيرة والكراهية، كما يساهم في تحقيق الهدوء النفسي. يُستخدم هذا الزيت عند النساء لتقليل متلازمة ما قبل الحيض وتنظيم الدورة الشهرية. ونظرًا لقدرته على تسريع الدورة الشهرية يُنصح بعدم استخدامه أثناء الحمل. يُمتص زيت الورد عبر الجلد، مما يساعد على منع التجاعيد والبقع الجلدية بالإضافة إلى تخفيف التهابات الجلد وحب الشباب. يتميز الزيت بخاصية التصلب عند درجات الحرارة المنخفضة، ولكنه يعود إلى حالته السائلة بحرارة اليد. لذلك، إذا لم يتحول المنتج الذي يُباع على أنه زيت ورد إلى حالة صلبة حتى في الثلاجة، فمن المحتمل أنه ليس نقيًا وقد يكون مخلوطا بمواد أخرى. في الأسواق العالمية، يُقدر سعر غرام واحد من زيت الورد تقريبًا بسعر غرام واحد من الذهب.

### ماء الورد
يُصنع ماء الورد من الورد الدمشقي، ويُطلق عليه أيضًا "الذهب العطري". تخضع بتلات الورد المجروشة لعملية التقطير بالبخار فينتج عنها زيت الورد الذي تُستخرج منه عطور الورد ومن هذه العملية يخرج منتج ثانوي هو ماء الورد. قبل تطوير تقنية تقطير ماء الورد، كانت بتلات الورد تُستخدم في المطبخ الفارسي لتنكيه الأطعمة وتعطيرها. يُعتقد أن ماء الورد نشأ في بلاد فارس، حيث يُعرف باسم "گلاب" من "گل" بمعنى ورد و"آب" أي الماء.
وفقًا لوثائق موجودة في المكتبة الوطنية بباريس، كانت مقاطعة فارس في عام 810 ميلادي تدفع سنويا 30,000 قارورة ماء ورد كجزية إلى خزينة بغداد. انتقلت صناعة ماء الورد في القرن العاشر الميلادي إلى أوروبا عبر العرب، وكانت إسبانيا أول دولة أوروبية تتبنى هذه الصناعة. يعود تاريخ زراعة الورد الدمشقي في منطقة قمصر في كاشان إلى عصور غابرة فقد عُثر داخل قبور تعود إلى القرن الأول والثاني الهجري في قمصر على قوارير فخارية مخصصة لماء الورد. في عهد السلطان ملك شاه السلجوقي، أخذ أحد أمراء الروم الشرقيين شجيرات من الورد الدمشقي من قمصر إلى مدينة دمشق وزُرعت هناك. ولهذا السبب، أُطلق على هذا النبات الاسم العلمي (Rosa damascena) أي الورد الدمشقي.
وفقًا للجغرافيين العرب، كان ماء الورد يُقطر أيضا في مدينة جُرّ وبعض المدن الأخرى في فارس. وكان ماء الورد المنتج في جُرّ الأجود، فقد صُدّر إلى جميع أنحاء العالم، بما في ذلك: الروم (بيزنطة) وروما وأراضي الفِرنج (فرنسا وأوروبا الغربية) والهند والصين.

### الطعام

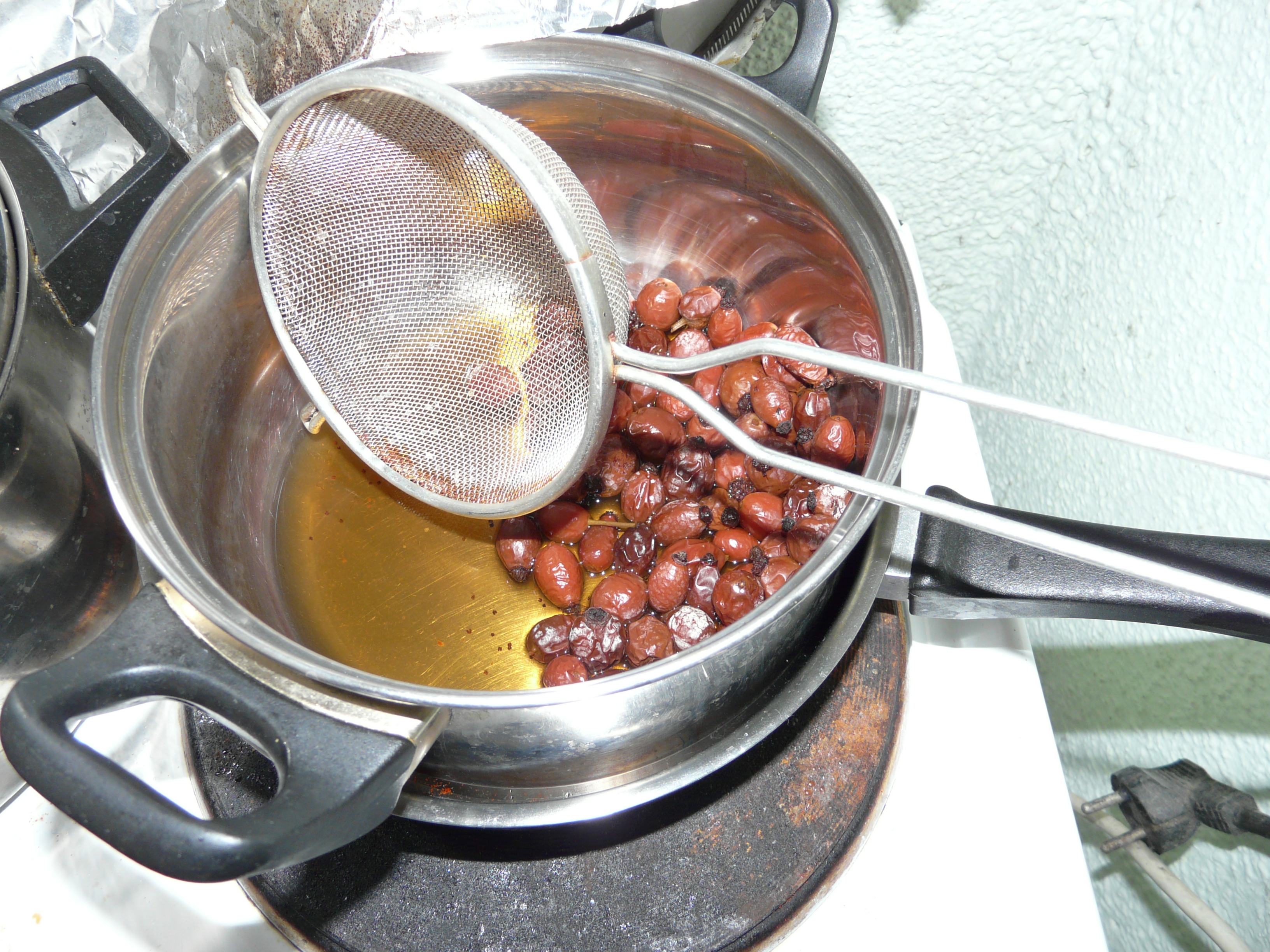
تحضير شاي فاكهة الورد أو شاي ثمر الورد

في إيران، تُستخدم بتلات الورد في صنع المربى المنزلي. كما أن ماء الورد يُستخدم عادة في بعض الأطباق الإيرانية لتنكيه الأرز، ويستخدم خاصة في الحلويات والمأكولات الإيرانية. ومن بين الحلويات الإيرانية التي تحتوي على ماء الورد: مسقطي ويشدربهشت وطبق خير وشله زرد وكاتشي والحلاوة الطحينية. جميع أنواع الورود صالحة للأكل لكن تتميز الورود ذات العطر الأقوى بنكهة أعمق، ويمكن استخدامها في الشاي والمربى والمشروبات. بالإضافة إلى ذلك، يمكن استخدامها كتوابل. كما تُضاف الورود للسلطات والحساء كذلك إما للتزيين أو لإضافة النكهة ولتعزيز الصحة والوقاية من الأمراض.
خلال الحرب العالمية الثانية، حظيت ثمار الورد باهتمام كبير في إنجلترا كمصدر لفيتامين سي. أصبح إعداد شراب ثمار الورد شائعًا أثناء الحرب، حيث يحتوي الشراب على كمية من فيتامين سي تعادل عشرين ضعف ما يوجد في البرتقال، بالإضافة إلى احتوائه على الفيتامين ألف. يُحضَّر شاي الورد بطريقتين: بالثمار أو بتلات الورد المجففة. في جنوب الصين، كان استخدام بتلات الورد المجففة لتحضير الشاي شائعًا منذ العصور القديمة. وتُعتبر براعم الورد المجففة من الهدايا التذكارية الشهيرة في مقاطعة يونّان الواقعة جنوب الصين، حيث تُباع لتحضير الشاي.
| المكونات الغذائية لثمار الورد البري (لكل 100 غرام) |                   |                  |         |                  |             |
| المكونات الأساسية                                  | المكونات الأساسية | المعادن          | المعادن | الفيتامينات      | الفيتامينات |
| الماء (غ)                                          | 48.7              | الكالسيوم (ملغ)  | 11      | فيتامين C (ملغ)  | 1250        |
| الطاقة (كيلوكالوري)                                | 102               | الحديد (ملغ)     | 2       | فيتامين B1 (ملغ) | 120         |
| البروتين (غ)                                       | 3.6               | المغنيسيوم (ملغ) | 15      | فيتامين B2 (ملغ) | 7           |
| الدهون (غ)                                         | 0                 | الفوسفور (ملغ)   | 123     | فيتامين K (ملغ)  | 80          |
| الكربوهيدرات (غ)                                   | 22                | البوتاسيوم (ملغ) | 390     |                  |             |
|                                                    |                   | النحاس (ملغ)     | 0.190   |                  |             |
|                                                    |                   | المنغنيز (ملغ)   | 0.170   |                  |             |

### العطور

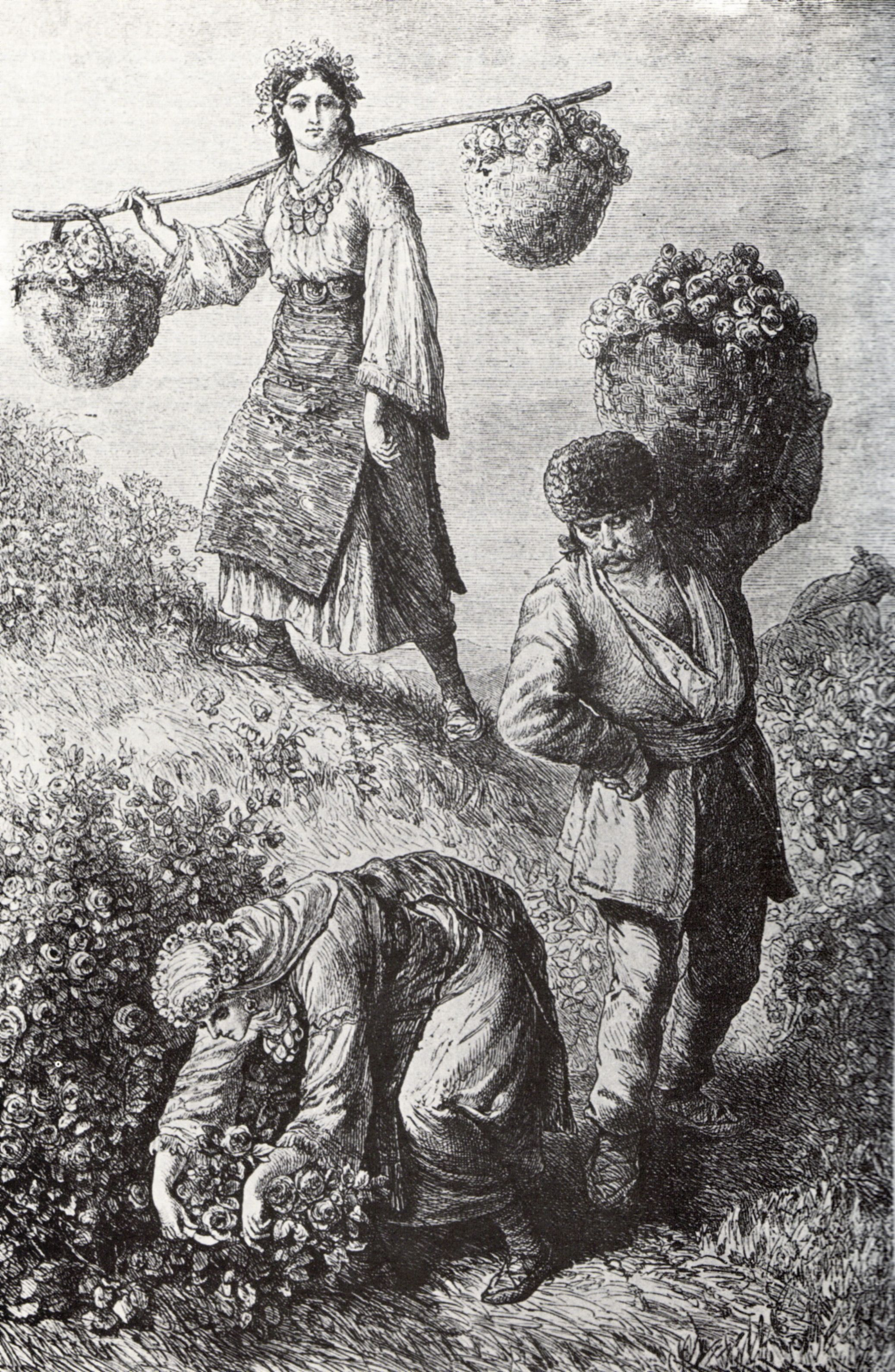
صورة رسمت في سبعينيات القرن التاسع عشر لحصاد الورد في وادي الورد بالقرب من مدينة كازانلاك في بلغاريا، يعد هذا الوادي أحد أهم مراكز إنتاج عطور الورد في العالم.

تنقسم الورود إلى 7 مجموعات حسب العطر:
1. العطر الدمشقي الكلاسيكي: مزيج فاخر من روائح الورد الدمشقي والورد المئوي مع لمسة من عطر الورد العملاق. يُعتبر من العطور التقليدية.
2. العطر الدمشقي الحديث: يتفوق على نظيره الكلاسيكي لكنه يتميز بتوازن مختلف في المكونات مما يمنحه طابعًا أكثر أناقة وشغفًا.
3. عطر وردة الشاي: مزيج من الخصائص العطرية للورد العملاق مع لمسة من الشاي الصيني، يتميز برائحة خفيفة وأنيقة.
4. عطر الفواكه: يمزج الخصائص العطرية للورد الدمشقي مع رائحة شبيهة بالخوخ أو المشمش أو التفاح، مما يجعله منعشًا.
5. العطر الأزرق: يتميز برائحة فريدة تجمع بين الورد الدمشقي الحديث والشاي وقشر الليمون. في عام 2009، حدد معهد أبحاث "شيسيدو" مركبات مثل يوزو لاكتون و2-إيزوبروبيل و4-ميثيلثيازول في وردة القمر الأزرق. ومنذ ذلك الحين، يواصل المعهد أبحاثه لتحديد المكونات المسؤولة عن هذه الرائحة الجميلة.
6. العطر الحار: أساسه العطر الدمشقي الكلاسيكي مع لمسة من القرنفل، مما يمنحه نكهة حارة.
7. عطر المر (الأنيسون): يشبه رائحة عشب اليانسون ولكنه أقل حلاوة وأكثر عُشبية، يشيع استخراج هذا العطر من الورود الإنجليزية.

تنقسم مراكز زراعة الورود في العالم المخصصة لصناعة العطور إلى مجموعتين رئيسيتين. تضم المجموعة الأولى فرنسا والمغرب، حيث يُعتبر الورد المئوي منتجها الأساسي، بينما تشمل المجموعة الثانية تركيا وبلغاريا، حيث تُزرع وردة الجُلاب وأصنافها لاستخدامها في صناعة العطور أساسًا. ومن بين هذه المناطق، يُعرف وادي الورود في بلغاريا كواحد من أكبر مناطق إنتاج الورد في العالم ومركزًا رئيسيًا لإنتاج زيوت وعطور الورد ذات الشهرة العالمية.
بلغ حجم سوق العطور العالمي نحو 40.13 مليار دولار في عام 2022، ومن المتوقع أن ينمو ليصل إلى 64.41 مليار دولار بحلول عام 2030 بمعدل نمو سنوي مركب يُقدر بـ 6.07% بين عامي 2023 و2030. الطلب المتزايد على العطور الطبيعية والخالية من المواد الكيميائية يُعد من أبرز دوافع نمو السوق، حيث يُفضل المستهلكون العطور المصنوعة من مكونات عضوية وآمنة. أوروبا تقود السوق العالمي، حيث تشتهر بتاريخها العريق في إنتاج العطور ومساهمتها الكبيرة في الصناعة الحديثة. تتميز الصناعة بتنوع المنتجات بين الفاخرة والميسورة، مع تزايد الابتكار في تطوير العطور وإعادة تعبئتها للحد من النفايات. ومع ذلك، تواجه الصناعة تحديات مثل انتشار المنتجات ذات الجودة المنخفضة وصعوبة تحقيق تركيبات متسقة في العطور.

### التطبيب
يتبوأ نبات الورد مكانة في الطب التقليدي في معظم البلدان، نظرًا لتأثيراته المهدئة والمضادة للتشنج والمسكنة للألم. يحتوي هذا النبات على القلويدات والفلافونويدات والمركبات العضوية التب تُستخدم لتخفيف التوتر العصبي وعلاج الاكتئاب والأرق المزمن ولإصلاح البشرة. يُستخرج مستخلص الورد من بتلاته وكأس الزهرة، ويمكن امتصاصه بالجلد والأغشية المخاطية. يمتاز المستخلص بلونه الأصفر الفاتح وطعمه الحلو قليلًا وعطره النفاذ. تحتوي تركيبته الفعالة على 30-40% من الجيرانيول، و20-30% من اللينالول، و40-60% من السيترونيلول. يعمل هذا المستخلص على تقليل نشاط الجهاز العصبي الودي وتعزيز نشاط الجهاز العصبي اللاودي.
ورد ذكر الورد في النصوص الطبية الإسلامية في العصور الوسطى عبر ثلاثة مستخلصات هي ماء الورد (الماء المقطر من الورد) ومعجون الورد (وهو مربى كثيف يُحضر بخلط الورد مع السكر أو العسل)، وزيت الورد (الذي يُحضر بنقع الورد في زيت السمسم أو زيت الزيتون وتركه تحت الشمس).
وصف الطبيب العربي الكندي (القرن التاسع ميلادي) المنتجات المشتقة من الورد لعلاج آلام المعدة والقرحات وأمراض الكبد والفم والتهاب الحلق. كما كان زيت الورد يُستخدم من قبله لعلاج الحروق والجروح الملتهبة وكعنصر في مراهم البواسير. وقد أشار الدينوري (القرن التاسع ميلادي) إلى تأثيرات ماء الورد المنعشة، وأوصى به لعلاج الحمى. كما اقترح تطبيق زيت الورد على الرأس لتخفيف الحمى ولتأثيره المهدئ. كما قدّر الطبيب الكبير أبو بكر الرازي القيمة العلاجية للورد وقال: "الورد يقلل السكر".
كان العالم الكبير ابن سينا (القرن الحادي عشر ميلادي) أول من أكد على الفوائد النفسية لعطر الورد على القلب والدماغ. كتب قائلاً: "بسبب عطره الفاخر، يعالج الورد الروح". "له تأثير مهدئ وذو فائدة كبيرة للإغماء وتسارع نبضات القلب." وأشاد بتأثيرات ماء الورد على العقل والروح، وتأثيراته المفيدة على وظائف الدماغ والقوة الإدراكية قائلاً: "إنه يعزز الفهم ويقوي الذاكرة". كما لاحظ ابن البيطار (القرن الثالث عشر ميلادي) أيضًا الفوائد العديدة لماء الورد على الدماغ، مشيرًا إلى أنه يقوي العقل والدماغ، ويزيد من حدة الحواس، ويعزز القوة الحيوية؛ كما أنه مفيد لتسارع نبضات القلب الناتج عن القلق؛ ولأن له عطرًا مفيدًا، فإنه يقوي الجسم. كما ذكر ابن البيطار أن غلي ماء الورد وتعريض الرأس لبخاره له تأثيرات شفاء وأنه مفيد خصوصًا لأمراض العين. كما أوصى باستنشاق البخار لتخفيف السكر والصداع.

## حدائق الورود
حديقة الورود ‏ أو الروساريوم (rosarium)، حديقة أو منتزه، غالبا ما تكون مفتوحة للعامة، تُستخدم لعرض وزراعة أنواع مختلفة من ورود الحدائق، وأحيانا أنواع من الورود البرية. تختلف التصاميم كثيرًا، حيث يمكن عرض الورود بجانب نباتات أخرى أو ترتيبها وفقًا للصنف، اللون، أو الفئة في أحواض مخصصة للورود. تُعتبر حديقة الورود نوعا متخصصا من حدائق الشجيرات، لكنها تُعامل عادة كنوع من حدائق الزهور، خاصة لأن أصولها في أوروبا تعود إلى العصور الوسطى على الأقل، عندما كانت تُعتبر الورود أكبر وأشهر الزهور، حيث وُجدت بالفعل في العديد من الأصناف المزروعة للحدائق.

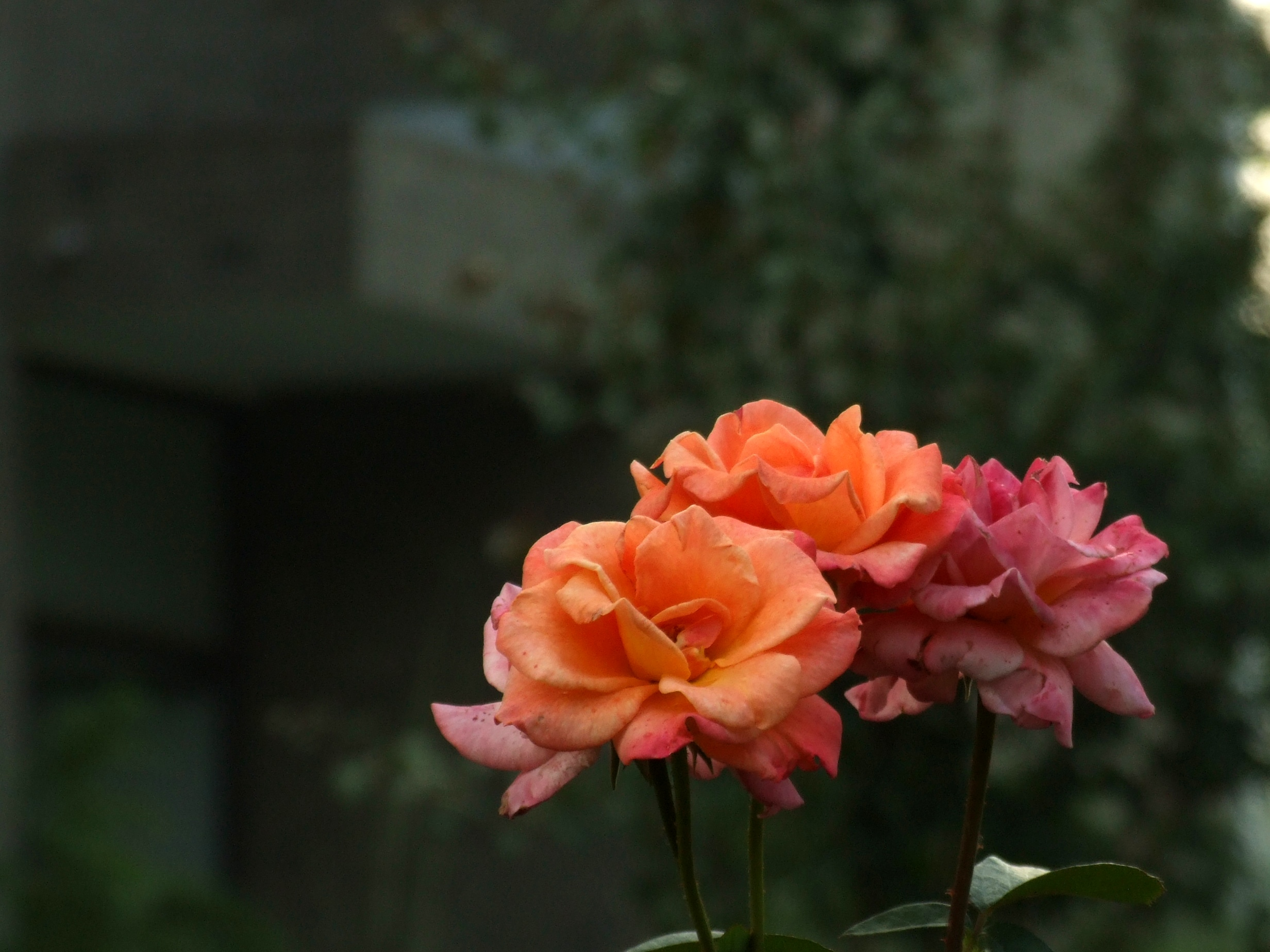
مستنبت الورد الصيني

من بين أنواع الورود، كان للورد الصيني التأثير الأكبر على ورود الحدائق الحديثة، حيث زرعت في الصين منذ نحو 1000 عام وفي أوروبا لأكثر من 200 عام. يعود تاريخ زراعة الورود إلى الحضارات القديمة منذ نحو 5000 عام، وقد زُرعت في بابل القديمة، وظهرت لوحات للورود في مقابر الأهرامات المصرية من القرن 14 قبل الميلاد، وسُجلت زراعتها في حدائق الصين واليونان منذ نحو 500 قبل الميلاد.
في البداية، كانت معظم الورود المزروعة مستمدة من الأنواع البرية، ولكن اختيارات وأنواع مختارة، مثل الورد الصيني، كانت تُزرع في الصين منذ الألفية الأولى. بدأ تطوير الأنواع الحديثة من الورود ببطء في أوروبا منذ القرن الـ17، مع تعزيز كبير في القرن الـ19 نتيجة إدخال الورد الصيني إلى أوروبا.
ساهمت الإمبراطورة جوزفين في فرنسا كثيرًا في تطوير تربية الورود في حدائق مالمزون. بحلول عام 1840، أصبح من الممكن زراعة مجموعة تضم أكثر من ألف نوع وصنف. من بين مصممي حدائق الورود البارزين البريطانيين، كان توماس موسون، الذي صمم حدائق ورود شهيرة مثل قاعة غرايثوايت (Graythwaite Hall). كما أن حديقة دوفال دو مير للورود (Roseraie du Val-de-Marne)، التي أنشأها جول جرافيرو جنوب باريس عام 1899، لا تزال أكبر حديقة ورود في فرنسا.

### قائمة مختارة من حدائق الورود العامة
1. قارة أمريكا الجنوبية  
  - الأرجنتين: روزدال دي باليرمو في بوينس آيرس (حصلت على جائزة التميز في 2012).  
  - أوروغواي: روزلدا خوانا دي إيباربورو في مونتيفيديو (أنشئت عام 1912).
2. قارة أوروبا  
  - النمسا: فولكسغارتن في فيينا.
  - ألمانيا: حديقة وستفاليا في دورتموند.
  - فرنسا: بارك دي باغاتيل في باريس.  
  - إيطاليا: حديقة روما روز في روما.
3. قارة أمريكا الشمالية  
  - كندا: حديقة مونتريال بوتانيكال في مونتريال.  
  - الولايات المتحدة: إنترناشونال حديقة روز تيست في بورتلاند، أوريغون.
4. قارة آسيا  
  - الصين: شينزين رينمن بارك في شينزين.  
  - الهند: حديقة غوفرنمنت روز في أوتي، تاميل نادو.
5. قارة أستراليا  
  - أستراليا: حديقة فيكتوريا ستيت روز في فيكتوريا.
6. قارة أفريقيا  
  - جنوب أفريقيا: حديقة دوربانفيل روز في دوربانفيل.

## الأهمية التاريخية والسياسية والدينية
تتصدر الوردة قائمة الأزهار التي تُختار زهرة وطنية، حيث تعتبر الزهرة الوطنية في العديد من الدول منها: الولايات المتحدة الأمريكية وإنجلترا (ورد تيودور) والمالديف (الورد متعدد الأزهار) وإيطاليا (الخشخاش الأبيض) وإيران ورومانيا والعراق والمملكة العربية السعودية (الورد الدمشقي) والمغرب (الورد الدمشقي) ولوكسمبورغ وبلغاريا والدومينيكان (ورد باياهيبي) وهاييتي (ورد الصين).
في بعض الفترات التاريخية، اختيرت بعض الأزهار كرمز وطني بسبب تفضيل الملك أو العائلة المالكة في بلد معين لها. من بين هذه الأزهار، اختير الورد رمز للعائلة المالكة الحالية في إنجلترا. يعود اختيار هذا الزهر كرمز وطني إلى فترة الحروب الأهلية الإنجليزية المعروفة بـ"حرب الوردتين". وقعت حرب الوردتين في النصف الثاني من القرن الخامس عشر، بين عامي 1455 و 1485، بين عائلتين قويتين: عائلة لانكاستر التي كانت رمزاها "الورد الأحمر" وعائلة يورك التي كان رمزها "الورد الأبيض"، إلى جانب مؤيديهما في إنجلترا. في النهاية، تمكنت عائلة لانكاستر من هزيمة عائلة يورك في عام 1485. ولا يزال الورد يعتبر الزهرة الوطنية لإنجلترا حتى اليوم.

### في الحضارات القديمة والأساطير
وفقًا للأساطير اليونانية، نشأت الوردة عندما قامت إلهة الزهور كلورس بتحويل حورية غابية متوفاة إلى زهرة جديدة. أعطى ديونيسوس هذه الزهرة عطراً رائعاً، بينما أطلقت أفروديت عليها اسمها بعد إعادة ترتيب حروف اسم ابنها إيروس. أصبحت الوردة رمزا للصمت والحب بعد أن قدمها إيروس إلى الإله حربوقراط كرشوة للحفاظ على أسرار الآلهة. استمرت هذه الرمزية في الأساطير الرومانية حيث ظهرت الورود كرمز للسرية، ما أدى إلى استخدام الزخارف الورودية في سقوف وجدران القصور والمحاكم وغرف الاعتراف في الكنائس.

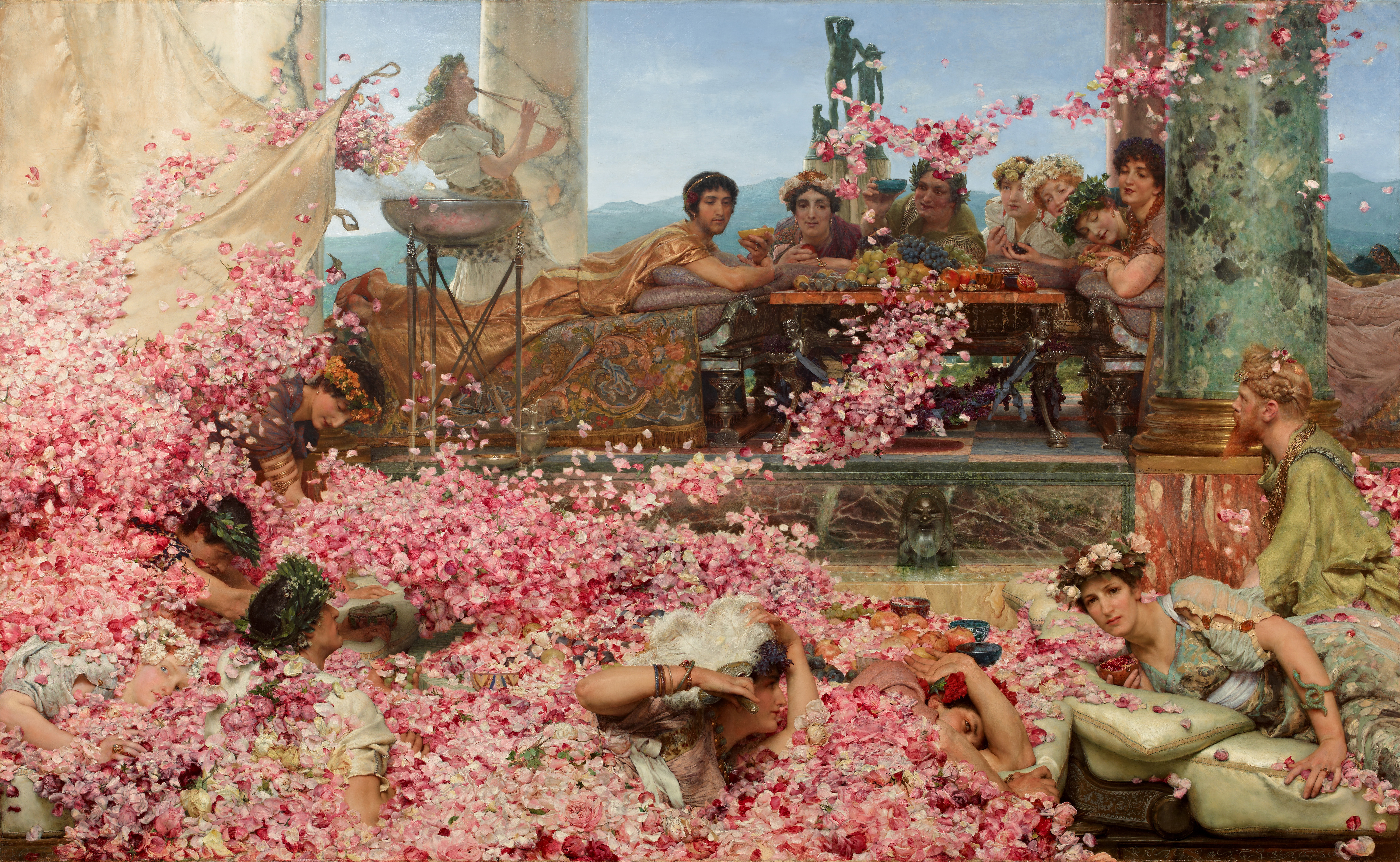
لوحة ورود هليوغابالوس بريشة لورينس ألما تاديما، يظهر فيها إيل جبل -الإمبراطور الروماني- (222-218 م) الذي استخدام الورود في ولائم البلاط.

لُقبت صافو، الشاعرة اليونانية في القرن السابع قبل الميلاد، الورود "ملكة الأزهار" في إحدى قصائدها. كانت تزرع الأزهار في العصور القديمة للاستمتاع برائحتها. يقال إن آخر فرعون من سلالة البطالمة، الملكة كليوباترا (69-30 قبل الميلاد)، كانت تحب الورد كثيرًا وكانت تستخدمه كعطر. وفقًا للأساطير اليونانية، كان الورد في البداية أبيض اللون، ولكن ذات يوم، عندما سمعت أفروديت عن جرح صديقها القديم أدونيس هرعت لمساعدته. في طريقها وخزتها شوكة في قدمها وسالت دمائها، مما جعل الورود تتحول إلى اللون الأحمر. يُقال أيضًا أنه لكل قطرة دم سالت من أفروديت، بكى أدونيس، ومن كل قطرة دم تشأت وردة حمراء. كان نيرون، إمبراطور روما (من 54 إلى 68 ميلادي)، يحب الورد كثيرًا، وكان يأمر في حفلاته بأن تُرش بتلات الورد أو عطر الورد على الضيوف من السقف. يُقال إن تكلفة استخدام الورد في الحفل الواحد كانت تصل إلى 100,000 دولار بالأسعار الحالية. في ذلك الوقت، كان الورد رمزًا للبذخ. في أوروبا في العصور الوسطى، ومنذ سقوط الإمبراطورية الرومانية الغربية في عام 476 ميلادي وحتى قبل عصر النهضة (الذي بدأ نحو 1300 ميلادي)، كانت الكنيسة تعد عطر الورد غير لائق دينيًا، وكان زراعته محظورة إلا إذا كانت لأغراض طبية. جلبت جيوش الحروب الصليبية الورد من الشرق الأوسط إلى أوروبا بين عامي 1095 و1291.
في مصر القديمة، وُجدت بتلات الورد في المقابر واللوحات الفنية. ويُقال إن كليوباترا السابعة كانت تستخدم الورود خلال ظهورها العلني، وكانت تحب أن يتبعها عطرها أينما ذهبت. معظم الإشارات المصرية للورد تعود إلى عهد الإسكندر الأكبر، الذي ساهم في زيادة شعبيته في جميع أنحاء البلاد. اكتسبت الورود أهمية كبيرة فقد استخدمها الفراعنة كزينة ترمز إلى قوتهم ومكانتهم، كما كانت تُستخدم في مختلف الطقوس كزينة. وكانت الورود تُزرع أيضًا لصنع مستحضرات تجميل مثالية في ذلك الوقت، حيث كان يُعتقد أن هذه المستحضرات تُعيد الشباب.
يعتقد أن الورود زُرعت أول مرة في الصين، حيث كانت تُزرع في حدائق الإمبراطور خلال سلالة تشو كما وصفها كونفوشيوس (551-479 قبل الميلاد). العديد من الورود المزروعة التي نزرعها اليوم مُهجنة من أنواع نادرة في الصين. تاريخ الورود في الصين كان له أهمية كبيرة أيضًا. فقد كانت الورود رمزًا للترف الحقيقي والثروة، حيث ترمز إلى الازدهار والرفاهية. أحب الناس زراعتها وصناعة حدائق طبيعية ساحرة، وكان لجمال رائحتها ومظهرها تأثير إيجابي على النفوس.
تعتبر الورود جزءا مهما من التاريخ الهندي القديم، حيث لا توجد سجلات مكتوبة عن فترة حضارة وادي السند (2500-1500 قبل الميلاد) ولكن هناك أساطير وفولكلور يشير إلى ارتباط الورود بالآلهة. وفقًا لإحدى الأساطير، تناقش الإلهين براهما وفشنو حول أي زهرة هي الأجمل. كان فشنو يفضل الورد بشدة بسبب شكله ورائحته الفريدة، بينما لم يكن براهما قد رآه من قبل، لذا اختار زهرة اللوتس. لإقناع براهما بتفوق الورد، قدم له واحدة، ونجح في تحقيق هدفه على الفور. الورد كان معروفًا في الهند بخصائصه العلاجية واستخدم في الطب الهندي القديم. من خلال المخطوطات القديمة مثل "علاج كاشيابا الزراعي" و"نصوص شاركا وسوشروتا" الطبية، كان الورد يُستخدم لعلاج الحمى والجروح وغيرها من الأمراض. أثناء الحروب مع الإسكندر الأكبر أُرسلت الورود إلى أرسطو، وفي العصور الوسطى، كانت الكتب مثل "كاماسوترا" و"أنغا رنغا" تتضمن إشارات إلى الورد. كما كانت الورود جزءًا من التقاليد الملكية في الهند، بما في ذلك استخدام الملك بابور للورد في حدائقه.
تحكي إحدى الأساطير الفارسية القديمة كيف كان العندليب يكافح للغناء حتى صادف وردة بيضاء رقيقة. وقع الطائر في حب الزهرة بشدة، ومن افتتانه بها بدأ يغني أغنية سماوية. وعندما سمعت الوردة لحن العندليب، أصبحت هي أيضا مولعة به، ومنذ ذلك الحين كانت تتفتح فقط عندما يبدأ في الغناء. ازداد حبهما إلى درجة أن العندليب جذب الوردة إلى صدره بشدة حتى اخترق الشوك قلبه. فحوّل دمه بتلات الوردة البيضاء إلى اللون الأحمر، مما منح الورد الأحمر معناه المرتبط بالعاطفة.
للورود في اليابان تاريخ طويل ومميز. أول ذكر للورود في التاريخ الياباني يعود إلى القرن السابع في كتاب هيراتشي فودوكي ومان يوشو (مجموعة شعرية). كانت الورود تظهر في الفن والأدب والسجلات التاريخية، كما في الرواية الشهيرة من فترة هيان قصة غنجي. كانت فترة شووا مرحلة حافلة في تاريخ انتشار الورود في اليابان، حيث ظهرت أولى معارض الورود وجمعياتها مثل "جمعية الورود اليابانية" التي تأسست عام 1948.
يعود تاريخ زراعة الورد في دمشق -عاصمة سوريا حاليا- إلى العصور القديمة، مع وجود أدلة تشير إلى أنه كان يُزرع في المنطقة منذ العهد الروماني. كان مناخ دمشق الذي يتسم بالصيف الحار والجاف والشتاء المعتدل، يوفر ظروفًا مثالية لزراعة أنواع مختلفة من الورد. أشهر أنواع الورد المرتبطة بالمدينة هو الورد الدمشقي، الذي يُعتقد أن الصليبيون جلبوه إلى المنطقة في القرن الثاني عشر. يتميز هذا الورد برائحته الرائعة وجماله الباهر، وأصبح عنصرا أساسيا في حدائق المنطقة، وحصل على سمعة مرموقة محليًا وعالميًا. بحلول القرن السادس عشر، تحولت زراعة الورد في دمشق إلى تجارة هامة، حيث كانت بتلات الورد الدمشقي تُستخدم لإنتاج ماء الورد والعطور والمنتجات الطبية. وامتدت شهرة هذه المنتجات إلى خارج حدود سوريا، وصولا إلى أسواق أوروبا والشرق الأوسط، مما جعل دمشق مركزا حيويا في تجارة الورد.
في البلدان الشرقية، كان زراعة الورد واستخدام عطره دائمًا محط اهتمام الناس. في التقويم الإيراني القديم، كان اليوم التاسع عشر من كل شهر يحمل اسم "فروردين". في هذا اليوم من شهر إسفند، كان يُحتفل في إيران بعيد يُسمى "نوروز انهار"، حيث كان الناس يذهبون إلى السهول والوديان، خاصة بالقرب من الأنهار والينابيع، وفي هذا اليوم كانوا يرشون الماء بعطر وماء الورد كجزء من طقوسهم. في تاريخ "بيهقي" يُذكر عيد آخر يُسمى "عيد گل افشانی"، الذي كان يُحتفل به في يوم خاص حيث كان الناس يرشون الزهور على بعضهم البعض في موسم الورد الأحمر.

### الرمزية الدينية
الورد في الثقافات المختلفة له تاريخ طويل من الرمزية والمعاني. في الهند، يُقدم الورد هديةً للإله فشنو. في اليونان وروما، كان الورد يرمز إلى الإلهة أفروديت وفينوس، وبسبب ارتباطه بالإلهة أفروديت وإيز، كان يُعتبر مقدسا. في روما القديمة، كانت عبارة "Sub rosa" تُوضع على باب الغرفة التي يجري فيها مناقشة المواضيع السرية. اليوم، في اللغة الإنجليزية، تعني "Subrosa" إخفاء السر. لاحقا في العصور الوسطى في أوروبا، أصبح الورد رمزا للحب الشهواني. في فترة النهضة، عاد الورد إلى اهتمام الأوروبيين مرة أخرى. كان المسيحيون يرون أن الورد الأحمر المفتوح يرمز إلى الأم، بينما يرمز الورد الأبيض إلى البكارة والنقاء، ولهذا السبب رُبطت هذه الرموز بالسيدة العذراء، وكان المسيحيون يلقبونها بـ"الورد المقدس" أو "الورد بلا أشواك".
في نشيد الأنشاد 2:1-2، يُقارَن الشعب اليهودي بالورد، الذي يبقى جميلاً بين الأشواك، على الرغم من أن بعض الترجمات تستعمل بدلا من ذلك اللفظ "زنابق بين الأشواك". يستخدم الزوهار "ورد ذو ثلاثة عشر بتلة" كرمز لصفات الرحمة الإلهية الثلاثة عشر التي ذُكرت في سفر الخروج 34:6-7. كما كان الورد يُستخدم كرمز للملكية وإسرائيل، وكانت يُستخدم في أكاليل العريس في حفلات الزفاف في العهد الكتابي.
بعد أن أصبحت الإمبراطورية الرومانية مسيحية رُبط الورد بالعذراء مريم. بعدها أدت رمزية الورد إلى إنشاء المسبحة وغيرها من الصلوات التعبدية في المسيحية. منذ القرن الخامس عشر، كان الفرنسيسكان يمتلكون مسبحة التاج السبعة لأفراح العذراء المباركة. في القرنين الخامس عشر والسادس عشر، قام الكارثوسيون بترويج فكرة الأسرار المقدسة المرتبطة برمز الورد وحدائق الورد. تُظهر لوحة ألفريشت ديرير "عيد المسبحة" (1506) العذراء مريم وهي توزع أكاليل الورد على المصلين.
وفي المسيحية الغربية، أُطلق على تلاوة مزمور مريم اسم الروزاريم، أي حديقة الورود. ومن هنا جاءت تسمية المسبحة الوردية. وقد شاع هذا الاستخدام من خلال الطوباوي ألان دي لا روش، وهو راهب دومينيكي كرّس جهوده لنشر عبادة المسبحة الوردية وتأسيس جمعيات تعزز هذه العبادة.

كانت سوريا موطن الورد، وعندما غزاها العرب تأثروا بجمال الزهور. وجد الورد مكانه بين شعراء الفرس، وزُرع حتى في واحة الطائف. عبر تشارلز داوتي في نهاية منفاه الطويل في صحراء العرب عن سعادته قائلا: 
لقد قابلنا قوافل طويلة من الجمال المحملة في طريقها إلى الطائف، رست قوافل أخرى إلى المدينة المقدسة. معظم هذه الجمال كانت تحمل أكياسا، يا لها من رائحة عذبة في هواء الليل النقي، من أزهار الورد، التي يُقطّر عطورها الصيادلة الهنود في مكة. هذا هي 'الأثر' التي ينتشر عطره بين الحجاج في العالم الإسلامي...". "الطائف! جنة مكة، مع هواء بارد وعذب ومياه جارية؛ حيث توجد حدائق الورد وكروم العنب والبساتين.
أما بالنسبة للقرآن، فلا يوجد ذكر مباشر لكلمة "ورد" فيه، لكن هناك إشارة غير مباشرة، قال تعالى في سورة الرحمن: ﴿فَإِذَا انْشَقَّتِ السَّمَاءُ فَكَانَتْ وَرْدَةً كَالدِّهَانِ ۝٣٧﴾. وقد ورد في أحد الأحاديث: عن الفردوس عن أنس قال: قال النبي صلى‌الله‌عليه‌وآله: الورد الأبيض خلق من عرقي ليلة المعراج والورد الأحمر خلق من عرق جبريل والورد الأصفر خلق من البراق. (مكارم الأخلاق. رضي الدين الطبري. مجلد: 1 - صفحه: 44).
في البلدان الإسلامية، يُعتبر الورد أحد زهور الجنة وله مكانة مقدسة. تُغسل الكعبة في مكة المكرمة مرة في بداية شهر شعبان ومرة أخرى في بداية شهر ذي الحجة بماء الورد الذي يُحضر سنويا في إيران مع ماء زمزم.

## الدلالات الفنية والأدبية
يعد الورد من أقدم الرموز المستخدمة في الأدب والتأليف. فقد استخدمه الكتاب والشعراء على مر العصور للدلالة على الحب والجمال، كما كان أداة تعبيرية عن مشاعر متنوعة كالفرح والحزن.

### في المؤلفات الأدبية العربية
جاء ذكر الورد في عديد المواضع في قصص ألف ليلة وليلة فكان ماء الورد يستعمل للتطيب والتعطر كما في "حكاية مزين بغداد":
...فقامت البنات كلهن وأمرتهن العجوز أن يجردنه من ثيابه وأن يرششن على وجهه ماء ورد ففعلن ذلك فقالت الصبية البارعة الجمال...
وفي حكاية "الخياط والأحدب واليهودي والمباشر والنصراني فيما وقع بينهم":
...قدموا سفرة فيها طعام من جملته خافقية زرباجة محشوة بالسكر وعليها ماء ورد ممسك وفيها أصناف الدجاج...
حكاية "التاجر أيوب وابنه غانم وبنته فتنة":
"...وألبسته ثوباً من لبس جواريها وسقته قدح شراب ورشت عليه ماء ورد فأفاق وتذكر محبوبته قوت القلوب فزادت به الكروب..."
وقد ذُكرت بساتين الورد كما في حكاية "الوزيرين التي فيها ذكر أنيس الجليس":
...قد أينعت أثمارها من كل مأكول ومن فاكهة زوجان والمشمش ما بين كافوري ولوزي ومشمش خراسان [...] والزهر كأنه اللؤلؤ والمرجان والورد يفضح بحمرته خدود الحسان [...] وصار النرجس ناظر إلى ورد بعيون السودان والأترج كأنه أكواب والليمون كبنادق من ذهب...
كما جاء ذكر الورد في الأبيات الشعرية كما في حكاية "الملك عمر الشعمان وولديه شركان وضوء المكان" حين انتقل شركان إلى دار أعظم مما رآه سابقاً، حيث أُعجب بروعة التماثيل والديكور. فأنشد هذه الأبيات:
وكذلك في حكاية "الوزيرين التي فيها ذكر أنيس الجليس" في وصف ولد الوزير الفضل بن خاقان:
وفي حكاية "علاء الدين أبو الشامات":
التغني بالورد ليس مقتصرا على قصص ألف ليلة وليلة بل نجده حاضرا في الشعر العربي كما في قصيدة "الورد ورد العيون من الظمأ" بقلم ابن الأبار الخولاني، و"قم واسقني في الورد كأس الشهود" بقلم عمر بن محمد اليافي، و"يا وردة الحسن القديم" للشاعر إبراهيم عبد القادر المازني، ويقول الشّاعر محمود درويش: "إنا نحب الورد لكنا نحب الخبز أكثر - ونحب عطر الورد لكن السنابل منه أطهر"، وقال الشاعر جبران خليل جبران: "وردة واحدة لإنسان على قيد الحياة، أفضل من باقة كاملة على قبره"، والوردة في هذا القول تعني رمزا بسيطا للتقدير أو المحبة أو العناية ما يشير إلى أهمية التعبير عن المشاعر والتقدير للأشخاص في حياتهم بدلا من إظهارها بعد فوات الأوان. كما توجد الكثير والكثير من الدواوين والقصائد الشعرية التي تستعمل الورد لدلالاته الحَسنة لكن يطول ذكرها.
من بين أهم الكتب التي تتغنى بالورد نجد "نور النهار في مناظرات الورود والرياحين والأزهار" من تأليف مجهول وأعادت دار الآفاق العربية نشره بتأليف من محمد الششتاوى. كذلك يستعمل لفظ الورد في عناوين الكتب حتى وإن لم يأتي ذكرها في بدن الكتاب ومن أمثلة ذلك: كتاب ورد ورماد للمؤلف محمد شكري، وكتاب ورود ملونة بقلم علياء الكاظمي.

### في المؤلفات الأدبية الأعجمية
تظهر الوردة بمعناها الرمزي في العديد من الأعمال الأدبية. ففي قصيدة ويليام بليك "الوردة المريضة"، تمثل الوردة رمزًا للحب أو الشغف. هي وردة قانية داكنة ولكنها الآن مريضة، إذ أصابها الدود. وفي القصيدة الفرنسية الشهيرة من القرن الثالث عشر "رومانسية الوردة"، تمثل الوردة تجسيدًا للمرأة، موضوع اهتمام العاشق، وقطفه للوردة يرمز إلى غزوها أو الظفر بها. في قصة ويليام فوكنر القصيرة "وردة لإميلي"، تُذكر الوردة فقط في العنوان، لكن وجودها يحمل دلالات مهمة لعدة أسباب. يبدأ الكتاب بوفاة إميلي، لذا ترمز الوردة إلى فكرة جنازتها. ومع ذلك، كلما تعرفنا أكثر على ماضي إميلي، نرى أن الموضوعات الرئيسية في حياتها كانت الفقد والوحدة وغياب الحب. ترمز الوردة إلى الأمل الذي حملته - إذ كانت تؤمن بالحب، رغم أنه لم يقدم لها أحد ورودا قط. وفي ملحق لرواية "اسم الوردة" بقلم أومبرتو إيكو، يوضح سبب اختيار هذا العنوان لروايته الصادرة عام 1983: "لأن الوردة رمز غني بالدلالات إلى حد أنها باتت لا تحمل أي معنى محدد بعد الآن".
من أشهر الاقتباسات التي كتبها شكسبير تلك التي يستخدم فيها الوردة لتمثيل فكرة أن الاسم لا يؤثر على جمال الشيء أو قيمته. والقصة أن جولييت تتمنى أن تتمكن عائلتها من تقدير روميو كشخص منفرد، بدلا من الحكم عليه بناء على اسم عائلته التي ينتمي إليها. وترجمتها: "وما قد يكون الاسم؟ ما نسميه وردة، بأي اسم آخر ستكون رائحتها جميلة."
في موبي ديك، يستخدم هيرمان ملفيل سفينة "برعم الورد"، المحملة بجثث الأسماك المتعفنة، لتسليط الضوء على أن الأسماء والسمعة قد تكون خادعة. وفي قصة مدينتين، تستغل مدام ديفارج جمال الوردة استغلالًا مخادع لتحذير مجموعتها من الثوار بوجود جواسيس، مما يُظهر أن الأشياء الجميلة قد تُستخدم لأغراض غير نزيهة. أما في الجميلة والوحش، فإن الوردة التي قطفها والد بيل كهدية لها، تؤدي إلى تمزيق الأسرة وتضع بيل في أسر الوحش، لتوضح كيف يمكن لشيء جميل أن يكون بداية لصراع مؤلم. وفي رواية أليس في بلاد العجائب تفقد ملكة القلوب أعصابها لأن البستانيين زرعوا ورودا بيضاء بالخطأ بدل الورود الحمراء التي كانت تبغي، فيحاولون طلاءها بسرعة لتجنب قطع رؤوسهم. أصبح هذا الحدث استعارة رائعة لأي موقف يحاول فيه شخص ما إخفاء الحقيقة أو التلاعب بالمعايير لتحقيق النتيجة المطلوبة.

من الاستعارات الشائعة في الأدب - فكرة أن أشواك الوردة جزء لا يتجزأ منها. تذكرنا آن برونتي في قصيدة "الطريق الضيق" أن لكل شيء جانب سلبي كما له جانب إيجابي. إذا اخترنا السعي وراء شيء ما بسبب صفاته الإيجابية، فعلينا أن نقبل أيضا جوانبه السلبية:
لا تعطي الأرض هكذا عطور؛
ولكن من لا يجرؤ على الإمساك بالشوك

لا يجب أن يطمع في الوردة
في قصة الأمير الصغير لمؤلفها أنطوان دو سانت إكزوبيري يقارن الأمير وردته الخاصة بحقل مليء بشجيرات الورود. يدرك أنه بالنسبة لأي شخص آخر، تبدو كل الورود جميلة على حد سواء. لكن بالنسبة له، وردته خاصة لأنها تلقَّت عنايته واهتمامه. إنها استعارة للتقدير لما تملك وعدم السماح للانبهار بأشياء جديدة أن يبعدك عما ما هو قيم:
بالطبع، سيعتقد أي عابر سبيل أن وردتي تبدو مثلك تماما. لكن وردتي المنفردة، أكثر أهمية منكم جميعا معا، لأنني سقيتها. لأنني وضعتها تحت الغطاء الزجاجي لأحميها. لأنني قتلت من أجلها اليرقات (باستثناء فراشتين أو ثلاثة). لأنني استمعت إليها عندما اشتكت أو تباهت أو حتى أحيانا عندما لم تقل شيئا على الإطلاق. لأنها وردتي.
في قصة "البلبل والوردة" للكاتب أوسكار وايلد ترمز الوردة إلى التضحية. فقد قدم البلبل حياته ليخلق الوردة، كي يكون الطالب سعيدا ويفوز بحب الفتاة التي يحبها. لكن عندما لم تسر الأمور كما خطط، لم يستطع الطالب أن يقدّر الوردة أو التضحية التي قدمها البلبل لصنعها. هذا مثال آخر لاستخدام الورود كتذكير بضرورة الامتنان لما لدينا:
ألقى الوردة في الشارع، سقطت في البالوعة، وداس عليها دولاب عربة.
يُعتبر الورد في الشعر الياباني رمزا للجمال والحب، وقد استُخدم في العديد من الأبيات الشعرية عبر التاريخ. من خلال تضمين الورد في الأبيات، يعبر الشعراء عن مشاعرهم المختلفة، من الرغبة والجمال إلى الحزن والمشاعر المعقدة. ومن أمثلة استخدام الورد في قضائد الهايكة اليابانية نجد قصيدة الشاعرة ناكامورا تِشينجو (中村汀女) التي تستخدم تساقط الورد كرمز لدمار الشخص الداخلي وتداعي الذات في أبياته: "الورد يتساقط، بينما يتناثر صوت انهياري". وفي أبيات الشاعر ناكامورا كوسادا أونو (中村草田男) نجده يعبر عن شعوره بالسيطرة والتفوق عند رؤيته النحل يلتف حول الورد في يده فيقول: "عندما يأتي النحل إلى الورد في يدي، أشعر كأنني ملك". ومن أمثلة الانغماس في جمال الورود وعدم القدرة على الهروب من سحرها، يقول الشاعر تسودا كيوكو (津田清子) في قصيدته: "في حديقة الورد، إذا لم أعد، فلا يوجد مخرج".
في الأدب الصيني، تحمل الورود دلالة رمزية للجمال والعاطفة. في قصيدة "تذمر القصر" (宫怨)، يستخدم لونغسون زووفو (长孙佐辅) صورة لشجرة ورد تتفتح أمام سيدة قصر مهجورة، مما يرمز إلى شوقها لاهتمام وحب الإمبراطور الذي لم تعد تحظى به. أما لي باي في عصر تانغ، فقد استخدم صور الزهور، بما فيها الوردة، لاستكشاف جمال الحياة المؤقت والحب العميق. وفي مسرحية مقصورة الفاوانيا، يُستشهد بالوردة كرمز للحب والرغبة والحالة الإنسانية. وحتى في الأدب الصيني الحديث، تظل الوردة أداة رمزية تعبر عن التعقيد العاطفي، خاصة في سياقات الحب.

ارتبطت الوردة في الشعر الفرنسي بالحُب واللذة النسائية، قصيدة "في ود كاساندرا" للشاعر بيير دي رونسان، وهي من أولى القصائد التي يتعلمها الطلاب الفرنسيون. تحث على التمتع باللحظة الحالية وتستعرض موضوع "كاربي دييم" (عش اللحظة)، مستعرضة جمال الوردة كرمز لمرحلة البلوغ الأنثوي:
مِيجنُونَة، أَذْهَبُ لِرُؤْيَةِ الزَّهْرَةِ
التي فَتَحَت فَجْرَ اليوم،
ثَوْبُهَا الأَحْمَر تَحْتَ شُعَاعِ الشَّمْسِ،
وَكَيْفَ سَتَفْقِدُ فَتْرَتِهَا
فِي مَسَاءٍ قَادِمٍ؟
وَسَطَ أَثْوَابٍ جَميلَةٍ،

وَجَسَدٍ كَأَنَّهُ رِيحُ النَّعِيمِ.
في القرن السابع عشر، نجد أن بيير كورنيي في قصيدته "ستانس آ ماركيز" يعبر عن نفس الفكرة بربط الوردة بالزوال وتسلط الزمن على الجمال، كما يظهر في مقارنة وجهه المتجعد مع جمال الوردة. فيها يكشف كورنيي عن محاولة إغواء لامرأة، حيث يربط الوردة بالزوال الزمني، حيث يتلاشى الجمال بمرور الوقت. كما يحاول كورنيي جذب انتباه "ماركيز" من خلال التأكيد على أن الجمال لا يدوم، مما يعكس فلسفة الزوال في الحياة:
مَارْكِيزَة، إِذَا كَانَ وُجْهِي
يَحْمِلُ بَعْضَ آثَارِ العُمْرِ
تَذَكَّرِي أَنَّكِ فِي سِنِّي لَن تَكُونِي أَحْسَنَ
فَفَتْنَتُكِ سَيَذْهَبُ جَمَالُهَا
بِمَرْوِ الزَّمَانِ.

وَسَيَفَانِي الزَّهْرَةُ، كَمَا فَانَ وُجْهِي.
تصف الرواية اليونانية الرومانسية دافنيس وكلوي ‏ (القرن الثاني الميلادي) حديقة للمتعة تحتوي على الورود والبنفسج بين نباتاتها الوفيرة، وتُركز على مساحة مقدسة مكرسة للإله ديونيسوس.

### في المِخيال الشعبي والأقوال المأثورة
كان الورد وما يزال مصدر إلهام في الحِكم والأقوال المأثورة، يعبر العديد من الفلاسفة والشعراء عن أفكارهم من خلال هذا الرمز العاطفي، حيث يراه البعض كرمز للحياة والفرح، في حين يربطه آخرون بمشاعر الحزن والخيانة.
يقول المثل الإنجليزي "لا يفارق العطرُ يد من أعطى الورد." أي أن العطاء مصدر للسعادة والنقاء، فالشخص إذا قدم شيئا طيبا للآخرين تلقى هو أيضا من ذلك العطاء الطيب.
"لكل وردة شوكُها" مثل شهير يُستخدم لوصف طبيعة الإنسان - لا أحد كامل. فحتى الورد الجميل والجذاب ناقص.
في الأمثال الشعبية العربية نجد المثل "إذا نمت على الورد في شبابك فسوف تنام على الشّوك في شيخوختك" فيرمز النوم على الورد في الشباب إلى الراحة والكسل والتهاون.

### في السينما والموسيقى
يعتبر الورد من أكثر الزهور استخداما في الموسيقى الحديثة، حيث يظهر في الأغاني لتجسيد المشاعر والمواضيع الثقافية. فالورد رمز عالمي للحب والفقدان والنمو والتمرد. يساعد فهم رمزية الورد في الأغاني على استيعاب أعمق للمعاني التي تحملها الكلمات والألحان.
استخدمت فرقة ذا شينسموكرز الورد في أغنية "ورود" كرمز للتفاؤل الرومانسي. من جهة أخرى، جسدت أغنية "أزهار ميتة" لفرقة ذا رولينج ستونز التدهور وخيبة الأمل من خلال رمزية الورد. وفي سياق آخر، رمزت أغنية "أزهار" للمغنية مايلي سايرس إلى حب الذات والاستقلالية، بينما أظهرت أغنية "الوردة التي انبثقت من الإسمنت" للفنان تو باك الورد كتشبيه للتغلب على العقبات والصعاب.
حافظت الوردة على مكانتها في الأغاني الشعبية الفرنسية فهي تؤكد دور الوردة كرمز جنسي وعاطفي يعكس ثقافة مجتمعية متأصلة، مثالان بارزان على ذلك -ما زالتا جزءا من التراث الغنائي الفرنسي- هما أغنية فلتزهري يا وردة (Vive la rose):
| حبيبي قد هجرني آه، فلتزهري يا وردة لا أعلم لماذا، فلتزهر الورود والياسمين | يقولون إنها جميلة جدا، آه، فلتزهري يا وردة هي أجمل مني بكثير، فلتزهر الورود والياسمين | إذا ماتت يوم الأحد، آه، فلتزهري يا وردة يوم الاثنين سيدفنها، فلتزهر الورود والياسمين     |
| سيذهب ليرى أخرى، آه، فلتزهري يا وردة هي أجمل مني فلتزهر الورود والياسمين  | يقولون إنها مريضة، آه، فلتزهري يا وردة ربما تموت، فلتزهر الورود والياسمين             | يوم الثلاثاء سيعود ليزورني، آه، فلتزهري يا وردة ولكنني لن أريده، فلتزهر الورود والياسمين |

وأغنية عند النافورة الصافية (À la claire fontaine):
| إلى النافورةِ الصافيةِ قد سرتُ يومًا في الخلاءِ رأيتُ ماءً كالجمالِ فاغتسلتُ به في نقاءِ              | غنِّ، يا بلبلَ الأشجانِ فأنتَ قلبُك بالفرحِ مُلآنِ أما قلبي فمفعمٌ بالبكاءِ فقدتُ خليلًا دونَ جزاءِ               | قد أحببتُكَ منذ أزمانٍ طوالِ ولا أنساكَ ما حييتُ في الليالي قد أحببتُكَ منذ أزمانٍ طوالِ ولا أنساكَ ما حييتُ في الليالي |
| تحتَ أوراقِ البلوطِ العتيقِ نشرتُ جسدي للتجفيفِ وعلى أعلى الغصونِ الرفيعةِ غنّى البلبلُ في روعةٍ بديعةِ | لباقةِ وردٍ أهديتُ له فأشعل النارَ في أضلعي هوى ليتَ الوردةَ ما زالتْ على غصنِها وليته في حبي عادَ وفي وصلِهِ | |

من الأغاني البارزة التي تُعتبر "معلما تاريخيا" في الأغنية الفرنسية، والمعروفة في أصقاع العالم. أغنية الحياة باللون الوردي للمغنية إديت بياف أي أن الإنسان عندما يكون في حالة حب تظهر له الحياة بلون الوردِ أي أن كل شيء يبدو رائعا وإيجابيا. كما صدرت العديد من الأغاني التي تتغنى بالحب والعشق وتستعمل تشبيهات بالورد مثل أغنية لا أهم من الوردة (L'important c'est la rose) للمغني جيلبرت بيكو الصادرة عام 1967.
استعمال الورد في السرد ليس مقتصرا على الأغاني فقط بل لعبت الورود دورا بصريا ومعنويا قويا في العديد من الأفلام الشهيرة.
في فيلم تايتانيك (1997) للمخرج جيمس كاميرون، تُستخدم الوردة كرمز للحب الأبدي. يظهر هذا جليًا في مشهد روز ديويت بوكيتر وهي تحمل وردة متألقة، مما يعبر عن حبها العميق رغم الفوضى والكارثة. وفي الجمال الأمريكي (1999) للمخرج سام مينديز، تأخذ الوردة معنى معقدا ومتعدد الأبعاد، حيث تعكس موضوعات الجمال والرغبة والاضطرابات المخفية وراء قناع المثالية. الشخصية كارولين بورنهام، التي تؤديها أنيت بينينغ، تصبح مهووسة بحديقتها المزهرة التي تعتبرها من أغلى ممتلكاتها، مما يبرز واجهة الجمال والرضا في حياتها. في فيلم الجميلة والوحش (1991)، تُجسد الوردة المسحورة الزمن المتبقي لتحول الوحش عبر الحب الحقيقي. تمثل هذه الوردة الأمل والتحول وقوة الحب. في فيلم اسم الوردة (1986) للمخرج جان جاك أنو، تَرمز الوردة إلى المعرفة المحرمة والسعي وراء الحقيقة وسط أجواء دينية وفكرية مشحونة. تضيف الوردة طابعًا غامضًا ومثيرًا للسرد.
لألوان الورود دلالات رمزية كذلك ففي فيلم الطيب والشرير والقبيح (1966) تمثل الوردة الصفراء الخيانة والوفاء، بينما في سلسلة أفلام ألعاب الجوع (2012-2015) تمثل الوردة البيضاء الجمال والموت، بينما في الرجل الذي عرف أكثر من اللازم (1956) تعكس الوردة السوداء الخطر والمجهول. في عربة اسمها الرغبة (1951) تمثل الوردة الحلم المكسور والضعف العاطفي.
في السينما اليابانية، تمثل الورود رموزا متعددة تعكس جوانب مختلفة من التجربة الإنسانية مثل الحب والجمال والمشاعر الحزينة. في فيلم رينغو (1998)، تُستخدم الورود لتمثل التباين بين الجمال والرعب. في هانا-بي (1997)، تظهر الورود كرمز لحب الشخصية الرئيسية للحياة والفن رغم الصعوبات التي يواجهها. في فيلم طعم الشاي (2004)، تمثل الورود البراءة والفرح في الحب والروابط العائلية، بينما في خشب النرويج (2010)، ترتبط الورود بالعاطفة والذكريات الحزينة التي ترافق الحب.
في الدراما التركية نجد مسلسل بائعة الورد الذي يسرد قصة لميس (حسرة) الفتاة الفقيرة التي تكسب قوت يومها من بيع الورد في حارات الاغنياء. وفي السينما المصرية فيلم بياعة الورد، عن قصة وردة التي تعتني بأخوتها اليتامى بعد وفاة الأب، فتقرر وردة أن تعيد افتتاح محل الورد الذي كان يملكه والدها حتى تستطيع الإنفاق على البيت. كما نجد فيلم الدراما المغربي شوك الورد الذي يعالج موضوع مرض الزهايمر ويستعمل أشواك الورد للدلالة على الألم والمعاناة المرتبطين بفقدان الذاكرة، بينما الورد ذاته يمثل الأمل في الحفاظ على العلاقة العاطفية والذكريات رغم التدهور الذهني.

### في اللوحات الفنية والتصوير
- لأسماء رسامين مختصين في رسم الورود طالع: قائمة فناني الورود [الإنجليزية]‏

أدى تاريخ الوردة الثقافي الطويل لجعلها تُستخدم كرمز في الفنون الجميلة والرسمات. استخدم الفنانون عبر مختلف العصور الوردة لتقوية الرمزية الدينية أو التعبير عن الحب والفناء. td في الثقافة الرومانية، ارتبطت الوردة ارتباطا وثيقا بالإلهة أفروديت وقد صور ذلك الفنان دانتي جابرييل روزيتي في لوحته فينوس فيرتيكورديا (1866) ونجد في لوحة ورود هليوغابالوس للفنان الإنجليزي لورينس تديما تصويرا لحدث في حياة الإمبراطور الروماني إيل جبل. تظهر كذلك صور الورد في أعمال المصغرات من العصور الوسطى في الرسم المغولي والمنمنمات العربية والأرمنية والفارسية، وإن لم يكن الورد حاضرا بكثرة.
في التقاليد المسيحية ارتبطت مريم العذراء بالوردة البيضاء. يُقال في الاعتقاد المسيحي أنه قبل هبوط آدم كانت الورود في جنة عدن بلا أشواك ولم تظهر الأشواك إلا مع الخطيئة الأصلية. وتُعرف العذراء مريم بأنها "وردة بلا أشواك". أحد ألقاب العذراء مريم في العبادة المريمية الكاثوليكية "روزا ميستيكا" (Rosa Mystica) أي "الوردة المِعْجِزِيَّة" أو "الوردة الغامضة". وعلى النقيض من الوردة البيضاء، ترتبط الوردة الحمراء بابنها يسوع. لونها الأحمر يرمز إلى دمه الذي أريق. تظهر هذه الرمزية في العديد من اللوحات من العصور الوسطى وما بعدها في لوحات مثل "العذراء والطفل في إطار مزخرف بزخرفة من أكاليل الزهور" من فرانس يكينس وورشة جاكوب يوردانس ومثلها لوحة جان فان كيسل الأكبر باسم "زهور من التوليب، والورد، والزنابق، والقرنفل، والهياسينث، وزهور الحنطة، وغيرها" حيث يظهر تمثال مريم العذراء حاملة الطفل يسوع ومحاطا بباقات الورود. ولوحة مادونا الوردة ‏ بريشة رافائيل. لوحتان من إبداع سيمون سان جون ‏ هما "تقدمة إلى العذراء" (زيت على قماش 1842) الموضوعة في متحف الفنون الجميلة في ليون، و"سيدتنا الوردية" (1850) من متحف اللوفر. توجد كذلك لوحات تُظهر يسوع المسيح واضعا إكليلا مشوكا يُقال أنه مصنوع من سيقان الورد كما في لوحة إكسي هومو" (Ecce Homo) بواسطة أنطونيلو دا ميسينا (1473).
كان من بين الأحداث المرتبطة بالورد التي شاع تصويرها في لوحات الفن المسيحي، معجزة الورود ‏. وفقا للأسطورة، كانت إليزابيث المجرية نازلة من قلعة فارتبورغ إلى قرية أيزيناخ، حاملة تحت عباءتها طعاما للفقراء رغم اعتراض عائلتها. أثناء نزولها قابلت زوجها لودفيج الرابع الذي استفسر عما تحمله. عندما فتح عباءتها، وجدها تحمل باقة من الورود بدلا من الطعام. كان ذلك في عِز فصل الشتاء، مما عُدَّ معجزة. جرى توثيق هذه المعجزة في العديد من اللوحات الفنية وكانت تُبرز شخصيات مختلفة مثل لوحة معجزة الورود (نحو 1735-1740) للفنان أندريه غونسالفيس التي تُصور القديسة إليزابيث الأراغونية، ملكة البرتغال. ولوحة الفنان خوسيه نوجاليس سيفيليا عن القديسة كاسيليدا في معجزة الورود من عام 1892. ونذكر أيضا لوحة القديسة إليزابيث المجرية (1839) بريشة كارل فون بلاس ثم لوحة "نيكولو بيتي" التي تصور القديس دييغو دي ألكالا.
ومن بين الشخصيات المسيحية التي ارتبطت بالورد نجد روزا من ليما أي "وردة ليما" التي اكتسبت هذا الاسم من حادثة في طفولتها: حيث ادعى خادم أنه رأى وجهها يتحول إلى وردة. كانت روزا من ليما موضوع العديد من اللوحات الفنية وكانت غالبا إما محاطة بالورود أو واضعة إكليل ورد على رأسها.
- القديسة آن في إكليل الزهور
- لوحة أنطونيلو دا ميسينا
- لوحة جان فان كيسل الأكبر
- كارل فان بلاس
- لوحة دانييل سيغرز

|  | تصفح صورا ووسائط في كومنز عن الورد والفن: المواضيع: ورود وأشخاص في الفن - لوحات عن الورود - بورتريهات لنساء مع الورود - ورود في لوحات الطبيعة الصامتة - لوحات حدائق الورود الفنانين: راشيل رويش - ويليم فان اليست - هانز زاتزكا - أبراهام مغنون - عائلة فان هويسم - يان بابتيست بوشار - فرانسوا هوبرت درويس - فرانز إكزافير فينترهالتر - يوجين دي بلاس - ديلفان أنجولراس - جان هونوري فراغونارد - أوغوست رينوار - هنري ماتيس - لورينس تديما - ليون كومير - رودولف إرنست عطايا الصيف (1911)، لورينس تديما |

للورد مكان في العديد من لوحات فن الطبيعة الصامتة ونجدها في لوحات جان فيليب فان تيلن ‏ ولوحات الرسام وواضع المسودات الفلمنكي يان بروخل الأكبر الذي اشتهر بإبداع باقات مذهلة، غالبا على أسطح نحاسية كما في لوحته "باقة ورد" (1599). رسام بارز آخر في الطبيعة الصامتة هو الفلمنكي يان فان هويسم. كانت أزهاره نابضة بالحياة لدرجة أنه لُقب بـ"عنقاء الزهور" لإحيائه هذا الشكل الفني. تتميز تركيباته بأنها أكثر حرية حيث تتماوج الأزهار على خلفيات فاتحة، مع ظهور تفاصيل معمارية بين السيقان والأغصان. فنانة جديرة بالذكر هي الفنانة الهولندية راشيل رويش، التي كانت من أبرز فناني رسم الزهور في أواخر القرن السابع عشر وأوائل القرن الثامن عشر. تمتاز باقاتها بتفاصيل مذهلة وألوان دقيقة. وهي واحدة من بين ثماني فنانات فقط تُعرض أعمالهن في المعرض الوطني في لندن. من الفنانين البارزين أيضا أبراهام مغنون المعروف بأعماله التي تتضمن الزهور، والطبيعة الصامتة مع الفواكه، والطبيعة الصامتة في الغابات أو الكهوف بالإضافة إلى لوحات التاج الزهري. وتحضر أسماء أخرى مثل الفنانين الهولنديين من عصر الفن الهولندي الذهبي من قبيل ويليم فان اليست وإليزابيث جوانا كونينغ وأبراهام بوشار وأيضا عائلة فان هويسم ‏. كذلك الفرنسي نيكولاس بوديسون والألماني كريستان بيرينتز والفلمنجيان يان بابتيست بوشار ‏ وجان بيتر بروخل (1628 – بين 1664 و1684) من نسل عائلة بروخل الشهيرة والنمساوي هانز زاتزكا ‏.
يحضر الورد أيضا في رسم البورتريه من خلال لوحات الفنان الفرنسي فرانسوا-هوبرت دروي ‏ مثل بورتريهات ماري دو باري، آخر عشيقات الملك لويس الخامس عشر، وبورتريه ماري تيريز دي سافوا، كونتيسة أرتوا. كذلك في بعض بورتريهات الألماني فرانز إكزافير فينترهالتر الذي عُرف بلوحاته الأنيقة الراقية ذات جاذبية نابضة بالحياة وبورتريهات الفرنسي أنطوان فيستيير ‏ مثل لوحة "سيدة تقطف زهرة" (قرابة 1791) ولوحات الفرنسي ديلفان أنجولراس ‏ المعروف ببورتريهاته الحميمية للشابات وهن يقمن بأنشطة يومية مثل القراءة أو الخياطة، وغالبا ما احتوت على الورود مثل لوحة "الوردة" (1945).

من بين فنون الرسم التي أُسهب فيها تصوير الورد وحدائقه نجد فن التصوير الطبيعي وفن الرسم التاريخي وفن الرسم النوعي الذي يصور جوانب الحياة اليومية للأشخاص العاديين وهم يمارسون أنشطتهم. من بين أبرز اللوحات نذكر لوحة فتاة الزهور (1911) وفتاة الزهور الفينيسية (1911) من الفنان الإيطالي يوجين دي بلاس. كما صور الرسام الإنجليزي إدموند لايتون في وضع الورد في العديد من لوحاته من قبيل "العزلة الطيبة" (1911) ولوحة "الرسالة العاطفية" (1915) ولوحة "يوم الورود". وأيضا لوحة "صندوق البريد المخفي" (1856) للفنان الإنجليزي هيربرت دولمان. كذلك تبرز أسماء فنانين آخرين من قبيل جان هونوري فراغونارد والأمريكي دانيال ريدجواي نايت ولعل أبرزهم الفنان البريطاني لورينس تديما.
- فينوس فيرتيكورديا، دانتي جابرييل روزيتي (1866)
- شابة أمام نقوش كلاسيكية محاطة بالزهور، يان باتيست بوشار
- بورتريه الكونتيسة دو باري في هيئة فلورا - فرانسوا هوبير درويس
- جون ويليام واتهوس - "روح الوردة"، 1903
- القرنفل والورود والزنابق وزهور مجد الصباح، فرانز فيرنر فون تام
- فتاة الزهور (1911)، يوجين دي بلاس
- "زهور وفاكهة" للفنان أبراهام مغنون، متحف موريتشيوس
- الأميرة فيكتوريا من ساكس (1840)، فرانز إكزافير فينترهالتر
- طبيعة صامتة مع الزهور، ويليم فان اليست (1665)، متحف توماس هنري
- فتاة الزهور (1846)، تشارلز إنغهام، متحف المتروبوليتان
- ماري تيريز دي سافوا، فرانسوا-هوبرت درويس
- فستيه - بورتريه لسيدة تقطف وردة
- يوم الورود، أدموند ليتون
- الوردة (1945)، ديلفان أنجولراس
- لزهور مع طائر القرقف الأزرق (قبل 1945)، هانز زاتزكا
- جان-أونوريه فراغونار، "الراعية الصغيرة"، حوالي 1750-1752.

استمر تصوير الورد في اللوحات الفنية إلى ما بعد عصر النهضة وظهور حركات فنية من قبيل الانطباعية والتعبيرية والتكعيبية والتجريدية وغيرها. من بين الأسماء، جون سنغر سارغنت في لوحته "قرنفل، زنبق، زنبق، وردة" (1885-1886) والقنان الانطباعي كونستانتين كوروفين ‏ الذي رسم باقات من الورود في أوعية مختلفة، خلف البحر أو في كرسي من الخيزران، وأحيانا كانت تظهر شخصية أنثوية نحيلة بجانبها. على الرغم من أن الورود كانت في الغالب أحادية اللون، إلا أن الفنان كان يلتقط أدنى تغيير في الدرجة اللونية عندما يتغير الإضاءة. أحيانا، في غياب الورود الحية، كان كوروفين يرسم الورود الورقية. وأيضا رائد الفن الانطباعي أوغوست رينوار الفرنسي الذي اهتم بتصوير مشاهد من الحياة العامة حيث كانت الورود جزءا منها مثل لوحة شقيقتان (على الشرفة)، ولوحة حياة "زهور والتين الشوكي" (1885)، الموضوعة في متحف المتروبوليتان للفنون، نيويورك، وأيضا لوحة "ورود" (قرابة 1890). من الفنانين التجريديين الذين اهتموا بموضوع الوردة وأزهارها الأمريكية جورجيا أوكيف التي ركزت اهتمامها على الرسم التمثيلي واستخدمت الأزهار كموضوع لأعمالها لما يقرب من عقدين في أوائل عشرينيات القرن الماضي، وتُعد لوحة "الوردة البيضاء التجريدية" (1927) واحدة من أولى لوحاتها الكبيرة الحجم في هذا الموضوع، ولوحتها "جمجمة بقرة مع ورود كالكو" (1931). ويبرز الفنان التجريدي الروسي فاسيلي كاندينسكي في لوحته "وردة مع اللون الرمادي" (1924). كذلك نلتمس حضور الوردة في الفن الحديث من خلال لوحات مثل "الوردة" و"المرأة برأس الورد" (1935) بريشة سالفادور دالي وفي لوحة "ورود وتوليب" من الفنان هنري ماتيس وأيضا في بعض لوحات بابلو بيكاسو وفي أعمال الهولندي فان خوخ.
- الورود في غورزوف (1917)،  كونستانتين كوروفين
- شقراء ووردة (1915–1917)، أقوست رينوار
- وردة مع اللون الرمادي (1924)، فاسيلي كاندينسكي
- مزهرية برورد وردية، فان خوخ
- السرير في المرآة (1919)، هنري ماتيس
- ورود الكرسماس، مونيه
- ورود (قرابة 1890)، أوغوست رينوار
- الورود (1893)، بيدير كروير

كانت موضوعات الطيور والزهور شائعة جدا في الفن الآسيوي إلا أن الورود نادرا ما كانت تُصور. طورت الصين ثقافة زهور كبيرة منذ فترة مبكرة الصين فقد كانت موطنا للعديد من أنواع الورود المختلفة. ومع ذلك، لم تحصل الورود في الصين وكوريا واليابان على القيمة الرمزية أو الجمالية التي نالتها في بلاد فارس واليونان وروما وغيرها من البلدان الأوروبية. فالورود كانت تُزرع على نطاق واسع لأغراض جمالية وطبية، لكنها لم تُعتبر جديرة بأن تُرسم. قد يكون ذلك راجعا لفلسفة الرسم في الصين وآسيا عموما الهادفة إلى التقاط روح الموضوع المرسوم بدل إعادة إنتاج مظهره فقط. فليس من الضروري لرسم زهرة مطابقة بتلاتها وألوانها بدقة، ولكن من الضروري نقل حيويتها ورائحتها. ويمكن مقارنة فلسفة الرسم هاته بحركة الانطباعية الغربية اللاحقة وذلك لارتباطها بفرقة الـ "تشان" أو "زين" البوذية، التي تركز على "البساطة، العفوية والتعبير عن الذات"، والطاوية التي تركز على "العفوية والانسجام مع الطبيعة". لكن هذا لا يعني أن الوردة كانت بلا أهمية ثقافية فقد ظهرت لوحات الورود أحيانا في النوع الشهير من الرسم المعروف بـ"فن الأدباء" (Literati Painting) وفيه ما يُعرف بتقنية الرسم بالحبر والغسل، كما في اللوحة الكورية "ورود الأشهر الإثنا عشر" (1859)، بريشة زانغ شيونغ (Zhang Xiong 1803-1886). وفي لوحة "وداعا يا ورود الربيع البرية" للفنان غاي كي ‏ حيث تمثل الورود البرية في الثقافة الصينية الجمال الطبيعي غير المزيف. ولوحة الياباني كاتسوشيكا هوكوساي"طائر البلبل والورود" (نحو عام 1834) التي ترافقها قصيدة من تأليف والقائل نصها بما ترجمته: البيت فوق التل يفتح أبوابه… حين تنثر الوردة بتلاتها. من بين الفنانين البارزين الذين استعملوا الورد إلى حد ما في لوحاتهم الياباني هاسيغاوا توهاكو ‏ وسو شيسيكي.
للورد نصيبه أيضا في لوحات المستشرقين رغم أن الورد لم يكن مركز موضوع اللوحة إلا أن حضور الورد في الحياة اليومية مثل استعماله في الزينة أو استخراج مائه والتطيب به أكسبه مكانا ضمن لوحات المستشرقين الذين استعرضوا صورا من يوميات الإنسان الشرقي. من بين اللوحات التي تصور الورد نجد لوحة "جمال شرقي يحمل سلة من الورود" للفنان ناثانيل سيشيل ولوحات "المرأة الشرقية" بريشة ليون فرانسوا كومير ‏ ولوحة "فتاة الزهور في القاهرة" (1870) للفنان جان-فرانسوا بورتيل ‏ ومن رودولف إرنست لوحة بائع الزهور، وسلسلة لوحات صانعة العطر. وأحيانا قد تكون اللوحة من وحي خيال الرسام وليست مشهدا عايشه مثل لوحة "الراقصة" للفنان هانز زاتزكا.
- بائع الزهور، رودولف إرنست
- ورود الأشهر الاثنا عشر، زانغ شيونغ
- زانغ شيونغ
- "وداعا يا ورود الربيع البرية" غاي كي
- شجرة الصنوبر والنباتات المزهرة - هاسيغاوا توهاكو
- كاتسوشيكا هوكوساي"طائر البلبل والورود" (حوالي عام 1834)
- سو شيسيكي - طيور طويلة الذيل والورود
- "جمال شرقي" للفنان ناثانيل سيشيل.
- فتاة الزهور في القاهرة، جان-فرانسوا بورتيل
- صانعة العطر، رودولف إرنست

مع اختراع التصوير الفوتوغرافي في القرن التاسع عشر، بدأ الفنانون مثل روبرت مابلثورب في تصوير الورود بطريقة حسية ومغرية. ومع التقدم التكنولوجي، استخدم نيك نايت في القرن الواحد والعشرين تقنيات الواقع الافتراضي لالتقاط الورود بطريقة جديدة تدمج بين الجمال التقليدي والتكنولوجيا الحديثة.

### في الطقوس والمراسيم والاحتفالات
في الإمبراطورية الرومانية، كان مهرجان روزاليا ‏ احتفالا بالورود يُقام في مواعيد مختلفة، غالبا في مايو وحتى منتصف يوليو. يُطلق عليه أحيانا "روزاتيو" بمعنى "التزيين بالورود"، وفي بعض الأحيان كان البنفسج يستخدم أيضا. تطور هذا المهرجان من عادة وضع الزهور على القبور لإحياء ذكرى الموتى، وكان يُعد جزءا من الممارسات الدينية الخاصة التي تُعبر عن احترام الرومان لأسلافهم وتراثهم العائلي.
كانت الورود جزءا من حفلات الزفاف الرومانية، فكان من العادة أن يرتدي العريس تاجا من الزهور. يصف الشاعر ستيتيوس (القرن الأول الميلادي) عريسا وهو يرتدي إكليلا من الورود والبنفسج والزنبق. عندما كان الإمبراطور يقوم بزيارة رسمية إلى مدينة (مراسيم الإقبال ‏)، كانت أكاليل الزهور من بين مظاهر الترحيب من الوفود المستقبِلة. وفقا لرواية وردت في كتاب هيستوريا أوغوستا قام الإمبراطور المترف إيل جبل بدفن ضيوف أحد ولائمه تحت وابل من بتلات الورود. أما في الثقافة اليونانية، فكان يُطلق على تقليد نثر أوراق الشجر أو بتلات الزهور على الرياضي المنتصر أو الزوجين حديثي الزواج اسم "الفيلوبوليا". في روما، فقد كانت فينوس إلهة الحدائق والجمال والحب. وكانت تُقدم لها الورود أثناء طقوس تطهيرها (لافاتيو) في الأول من أبريل، وكذلك في مهرجان النبيذ (فيناليا) الذي يُقام تكريمًا لها في 23 أبريل.
في اليونان، ارتبطت الورود بالمراسم الجنائزية و كانت ذات صلة خاصة بالموت والدفن بين الرومان. في اليونان، تظهر الورود على شواهد القبور وفي النقوش الجنائزية، وغالبا ما تكون مرتبطة بالفتيات. في النقوش الجنائزية اليونانية خلال العصر الإمبراطوري، يُشبه موت الفتاة غير المتزوجة بوردة يانعة قُطفت في الربيع، وتُدفن الفتاة الشابة في ثياب زفافها وكأنها "وردة في حديقة"، بينما يُشبه الفتى البالغ من العمر ثماني سنوات بالوردة التي تُعد "زهرة الإيروس الجميلة" (الآلهة الصغيرة المرتبطة بالحب والرغبة). كذلك، كانت الوردة رمزا للشباب المتفتح والحزن، وغالبا ما تشير إلى موت يُعتبر مبكرا أو غير متوقع. في الإلياذة، تمسح أفروديت جسد هكتور بزيت الورد "الإلهي" للحفاظ على سلامة جسده من الإهانة بعد موته. وفي الشعر اليوناني واللاتيني، تُزهر الورود في الحياة الآخرة المباركة في حقول الإليزيوم.
في عيد الحب، الذي يُحتفل به في 14 فبراير، يتبادل الأحبة الورود والهدايا والبطاقات للتعبير عن مشاعر الحب. تُعد الورود الحمراء أبرز رموز العيد، وتظل جزءا أساسيا من تقاليده في مختلف أنحاء العالم. ينفق الأمريكيون مليارات الدولارات سنويا على شراء الورود بمناسبة عيد الحب، حيث بِيع نحو 2.8 مليار وردة مقطوفة في 2023 فقط، بتكلفة إجمالية تُقدّر بأكثر من 3 مليارات دولار. تشهد أسعار الورود ارتفاعا ملحوظا في فبراير بسبب الطلب الموسمي، حيث تصل تكلفة الورود المستوردة لأعلى مستوياتها قبل عيد الحب ما يكشف عن استغلال رمزية الورود الحمراء كفرصة تجارية مربحة. في الورلايات المتحدة تعتبر الورود الحمراء أكثر الورود شعبية بنسبة اقتناء تبلغ 65 بالمئة تليها الورود الوردية بنسبة 40 بالمئة فالبيضاء بنسبة 36 بالمئة.

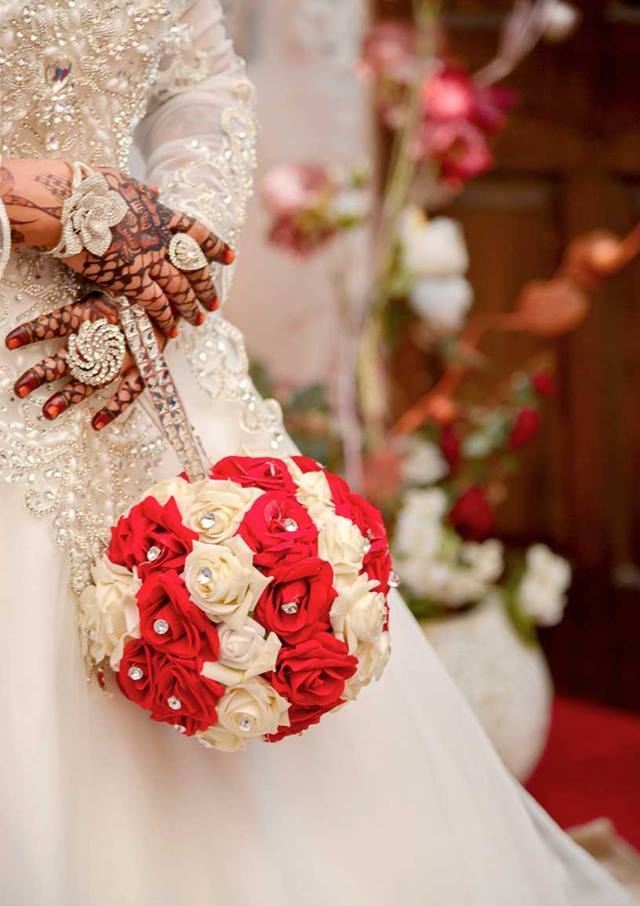
عروس عربية تحمل في يدها باقة ورد في حفل زفافها

تُستخدم أزهار الورود بكثرة في حفلات الزفاف فنجدها في باقات العروس (Bouquet de la mariée ‏) وعلى قوس المذابح وفي المزهريات لتزيين موائد الأكل، وتلعب دورا أساسيا في تعزيز الأجواء الجمالية والعاطفية للحفلات. وتُبرز فتاة الزهور دورا آخر للورد، حيث تنثر بتلاته أثناء دخول العروس، ما يضفي لمسة حالمة ورمزية تمثل الانتقال من الطفولة إلى النضج. أصبح الورد عنصرا لا يستغنى عنه في حفلات الزفاف لما يضيفه من جمال ورمزية وتجربة حسية مميزة. بالإضافة لعطره الفواح وملمسه الناعم يحمل الورد معاني رمزية عميقة. كما تعكس الورود التراث الثقافي والتقاليد المتوارثة، مثل استخدام أكاليل الزهور في الهند واليونان.
كذلك يحضر الورد في الأعراس العربية باستخدامه في باقة العروس وفي الزينة. يكثر استعمال ماء الورد في الأعراس المغربية فتُعطر به العروس في الحمام على يد النكافة المكلفة بالاهتمام بالعروس وتُنثر بتلات الورد على الأرض في طقوس الحناء لتعطير الجو. وفي أوج العُرس يُرش ماء الورد على العريسين والحاضرين وأحيانا تؤدى أغنية تُشَبه فيها العروس بالوردة: «عروستنا يا الوردة عليك يطيح الندى» وفي ذلك مدح للعروس ودعاء بالبركة.

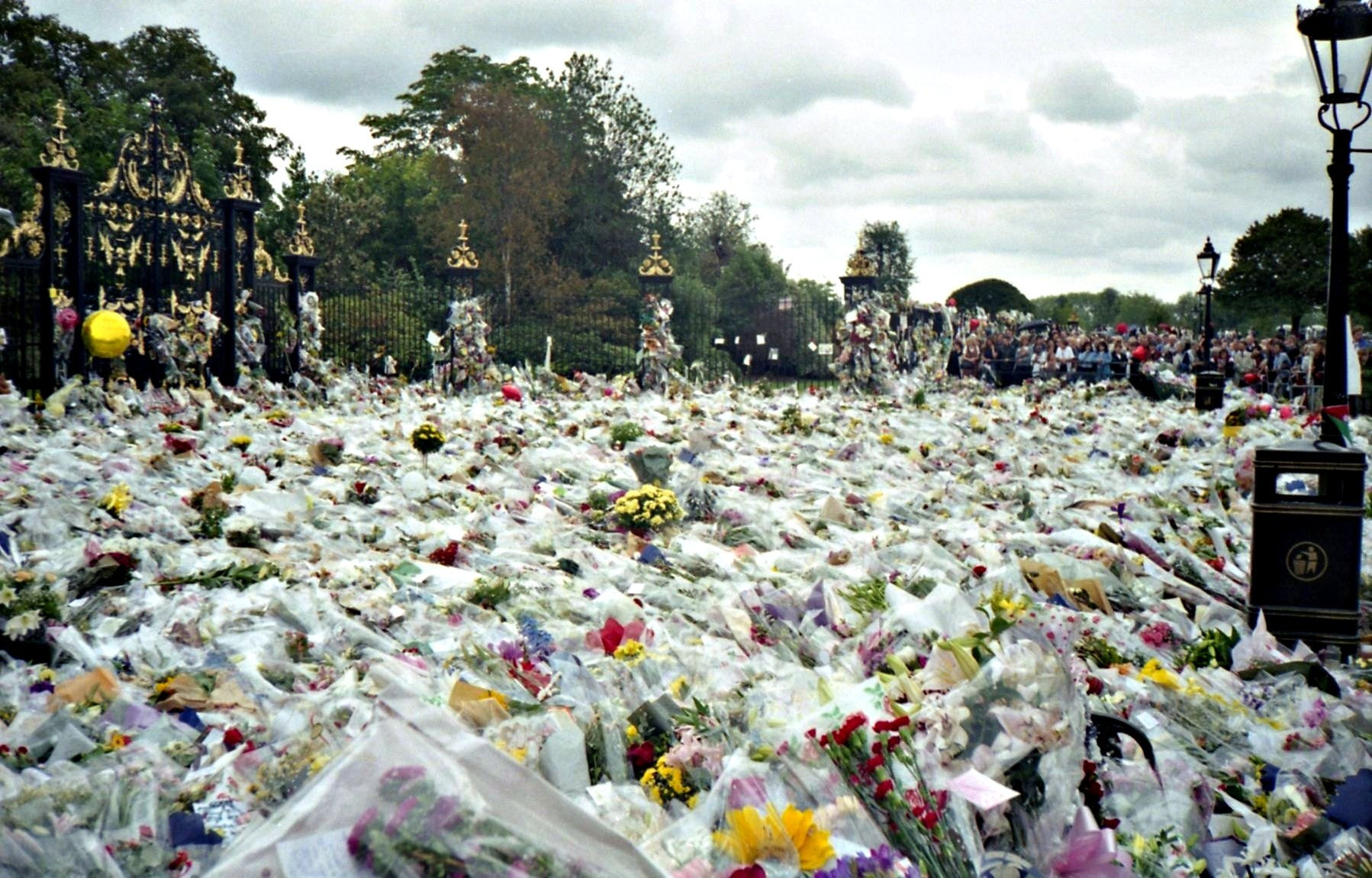
باقات الورد والتكريمات التي تركها العامة أمام قصر كينسينغتون بعد وفاة الأميرة ديانا في 31 أغسطس 1997.

من مفارقات الورد استخدامه في الجنائز رغم شيوعه في المناسبات السعيدة. بينما يعبر الورد في الاحتفالات عن بداية جديدة مليئة بالأمل، فإنه في الجنائز يشير إلى نهاية الرحلة وتوديع الأحبة. يعود استخدام الزهور في الجنائز إلى العصور القديمة. في مصر القديمة، كانت أزهار الورد تُستخدم في الطقوس الجنائزية كرمز للبعث والحياة الأبدية. وفي روما القديمة، كانت الزهور تزين محارق الجثث، وكان يُعتقد أن رائحتها تقود الروح إلى الحياة الآخرة. في العصور الوسطى، تطور استخدام الزهور في الجنائز، حيث كانت تُنسج في أكاليل وتوضع على القبور كعلامة احترام للمتوفى. في العصر الحديث، تظل أزهار الورد محورية في تقاليد الجنائز، حيث تُرتّب الزهور بطرق مختلفة، مثل الأكليل أو الباقات ويمكن أن تُعرض في المزهريات أو توضع في تصميم التابوت.

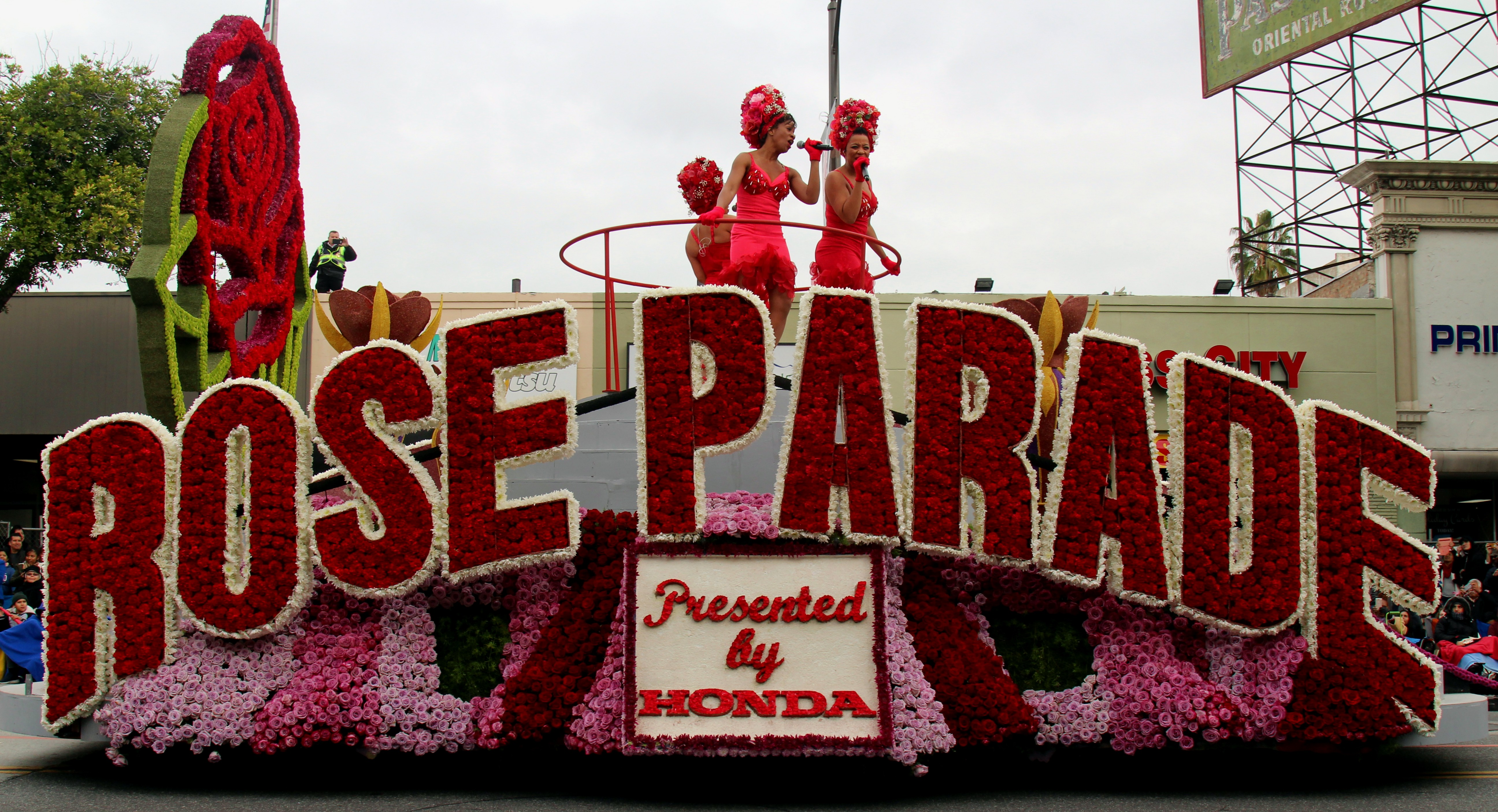
العربة الرئيسية في موكب الورود لعام 2017

يُستخدم الورد في المواكب الإحتفائية والمهرجانات مثل موكب الورود ‏ الدي يُقام سنويا في باسادينا في كاليفورنيا، بالولايات المتحدة، في يوم رأس السنة. يتميز الموكب باستخدامه للورود لتزيين العربات وتشارك فيه الفرق الموسيقية وبه استعراضات للفروسية. بدأ تنظيم هذا الحدث في الأول من يناير عام 1890، ويحضره مئات الآلاف من المشاهدين، للاحتفال بالعام الجديد، حيث يُعد الموكب مثالا بارزا على الاستخدام الاحتفالي للورود لتجسيد الفرح والتفاؤل. وفي تايلاند يُقام مهرجان زهرة شيانغ ماي (باللغة التايلاندية: มหกรรม ไม้ ดอกไม้ ประดับ จังหวัด เชียงใหม่) سنويا في أول عطلة نهاية أسبوع من فبراير بمدينة شيانغ ماي، ويحتفي بجمال الزهور المحلية مثل الأقحوان والورد الدمشقي. يتضمن المهرجان مسيرة مبهرة بطيئة الإيقاع تجوب شوارع المدينة بعربات مزينة بالورود، وفرق موسيقية ورقصات تقليدية.
في إيرلندا يُقام مهرجان وردة ترالي ‏ كل سنة في مدينة ترالي، بمقاطعة كيري، لاختيار شابة تُتوج بلقب "وردة ترالي". تُختار الفائزة بناء على شخصيتها وليس على أساس مظهرها. يُختار 32 متسابقة للظهور في التصفيات النهائية التي تُبث على الهواء. خلال التصفيات، تركز على الجوهر والشخصية أكثر من المظاهر، مع الاحتفاء بالقدرة على أن تكون المشاركات رمزًا للأيرلندية الثقافية والعالمية.
في كاتالونيا يُحتفل بيوم القديس جورج سنويا في 23 أبريل حيث يُعرف بـ"يوم الوردة" أو "يوم الكتاب والوردة". يتميز هذا اليوم بتبادل الورود والكتب بين الأحباء والأصدقاء، حيث يُهدي الرجال الورود للنساء وتُهدي النساء الكتب للرجال، وذلك تعبيرا عن الحب والثقافة. يعود هذا التقليد إلى العصور الوسطى، لكن إضافة الكتب جاءت في عام 1923 بمبادرة من الكاتب والناشر فيسنتي كافيل، الذي ربط المناسبة بذكرى وفاة كل من ميغيل دي ثيربانتس والإنجليزي ويليام شكسبير في 23 أبريل 1616. في برشلونة، تُقام مهرجانات الورود والكتب وتنتشر أكشاك بيع الورود في الشوارع. تُزين الورود قصر حكومة كتالونيا تكريمًا للقديس جورج، وتشهد الساحات عروض رقص السردانا الوطنية، وعروضًا أدبية وموسيقية.

## الأغراض والمصنوعات
لطالما كانت أزهار الورد رمزا للجمالِ فاتّخذت مكانها في المصنوعاتِ اليدوية إما بإدخالها في الغرض أو تمثيل رمزيتها بصورة أو رسم. نجد تصميمات الورد منسوجة في الزرابي والأثاث وموضوعة على العملات النقدية والأوسمة وفي الحليِّ وتصنع منه الأكاليل وباقات الورد.

### العملات النقدية والأوسمة

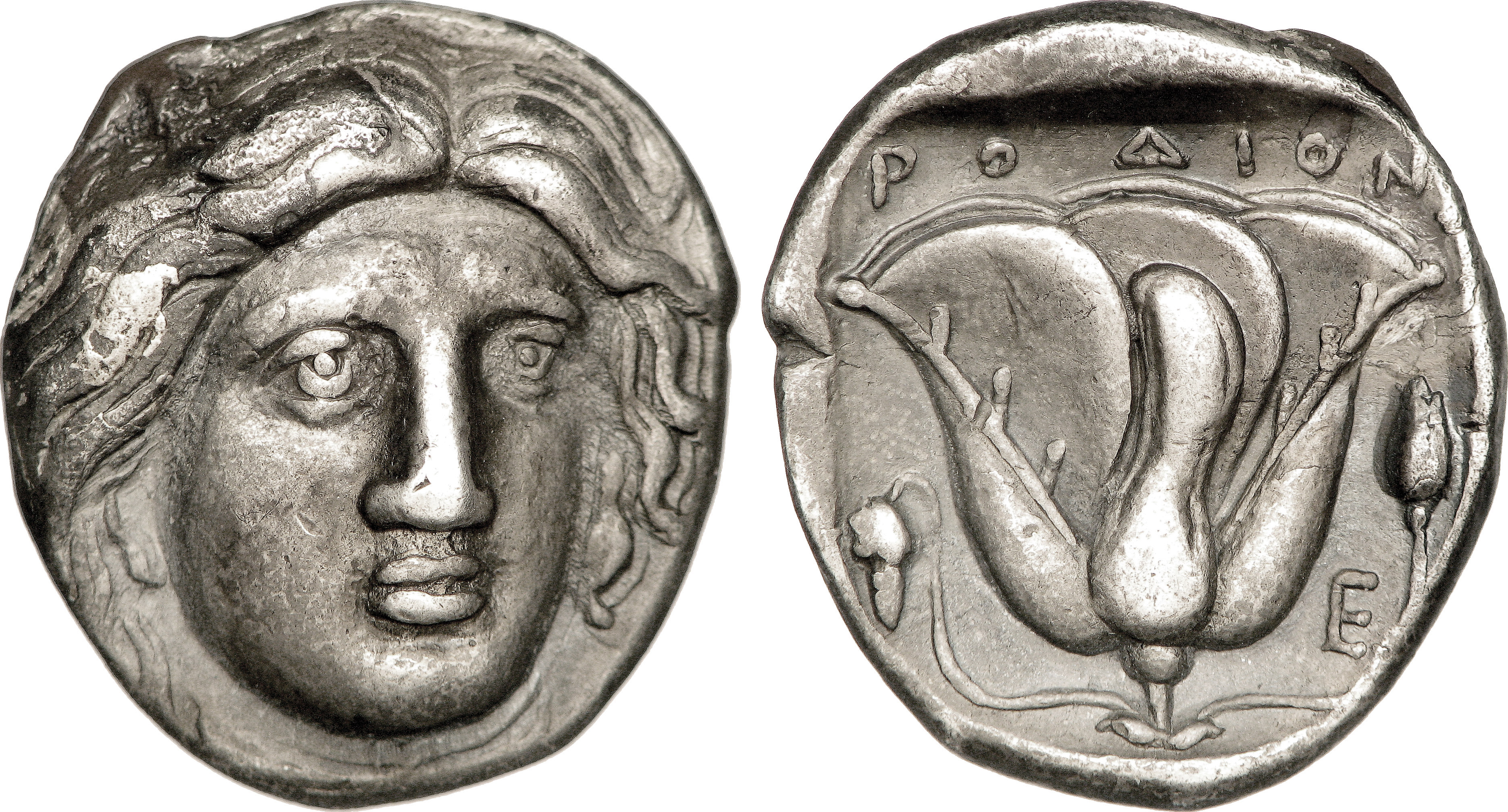
تيترادراخما فضية من جزيرة رودس

توجد صورة وردة على عملة فضية من جزيرة رودس، يعود تاريخها إلى الفترة ما بين 500-400 قبل الميلاد. تُعتبر الإلهة المرتبطة بالجزيرة هي الحورية رودا، زوجة هيليوس، وفقًا للأسطورة الإغريقية القديمة حول مؤسس الجزيرة. كان رمز رودا هو الوردة، وهو ما أعطى اسم رودا ومن ثم اسم الجزيرة نفسه.
إحدى العملات الفضية الروسية النادرة، التي سُكّت في عام 1736 بفئة روبل واحد، تُظهر آنا إيوانوفنا وهي تحمل وردة في يدها. وقد صُنع القالب الخاص بهذه العملة بواسطة الفنان غيدلينغر.

### الأثاث والديكورات

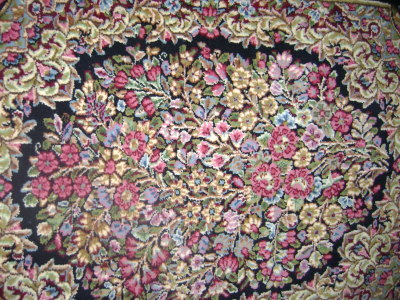
ورود في سجادة منسوجة في مدينة راور في محافظة كرمان

في السجاد الإيراني يُعرف تصميم الورد باسم "غُل فرَنگ" (زهرة الفرنجة)، وهو تصميم يمزج بين الأنماط الإيرانية التقليدية وجمال الزهور الطبيعية، مع التركيز على تصميم الورد الأحمر خصوصًا. يتميز هذا التصميم بألوان مشرقة وقوية، لا سيما الأصفر، والأزرق والأحمر. تُعدّ الزهرة والعندليب أحد أبرز الموضوعات الزخرفية في الفنون الإيرانية، وقد انتشرت انتشارًا واسعًا خلال الفترتين الصفوية (1501-1722) والقاجارية (1785-1925). استخدم هذا النمط لتزيين مجموعة متنوعة من المصنوعات، مثل: السيراميك والخشب والملابس الملكية الفاخرة والمخطوطات.
بحلول أواخر القرن الخامس عشر، ظهرت الوردة المعروفة بـ "وردة ميلفيل" كرمز فني يمثل مهارات نفخ الزجاج في مصانع نيوجيرسي، خاصة في مدينة ميلفيل. كانت هذه الوردة الزجاجية وزنًا ورقيًا مزينًا بوردة زهرية واقعية داخل زجاج شفاف. يُنسب ابتكار الوردة إلى العامل الإنجليزي رالف باربر، الذي طور تقنية بأداة خاصة لنقش الوردة داخل الزجاج المصهور. وانتقلت هذه التقنية عبر الأجيال بسريّة، حتى أصبح صنع الوردة رمزا للإبداع داخل مصانع الزجاج.

### الأكاليل والباقات

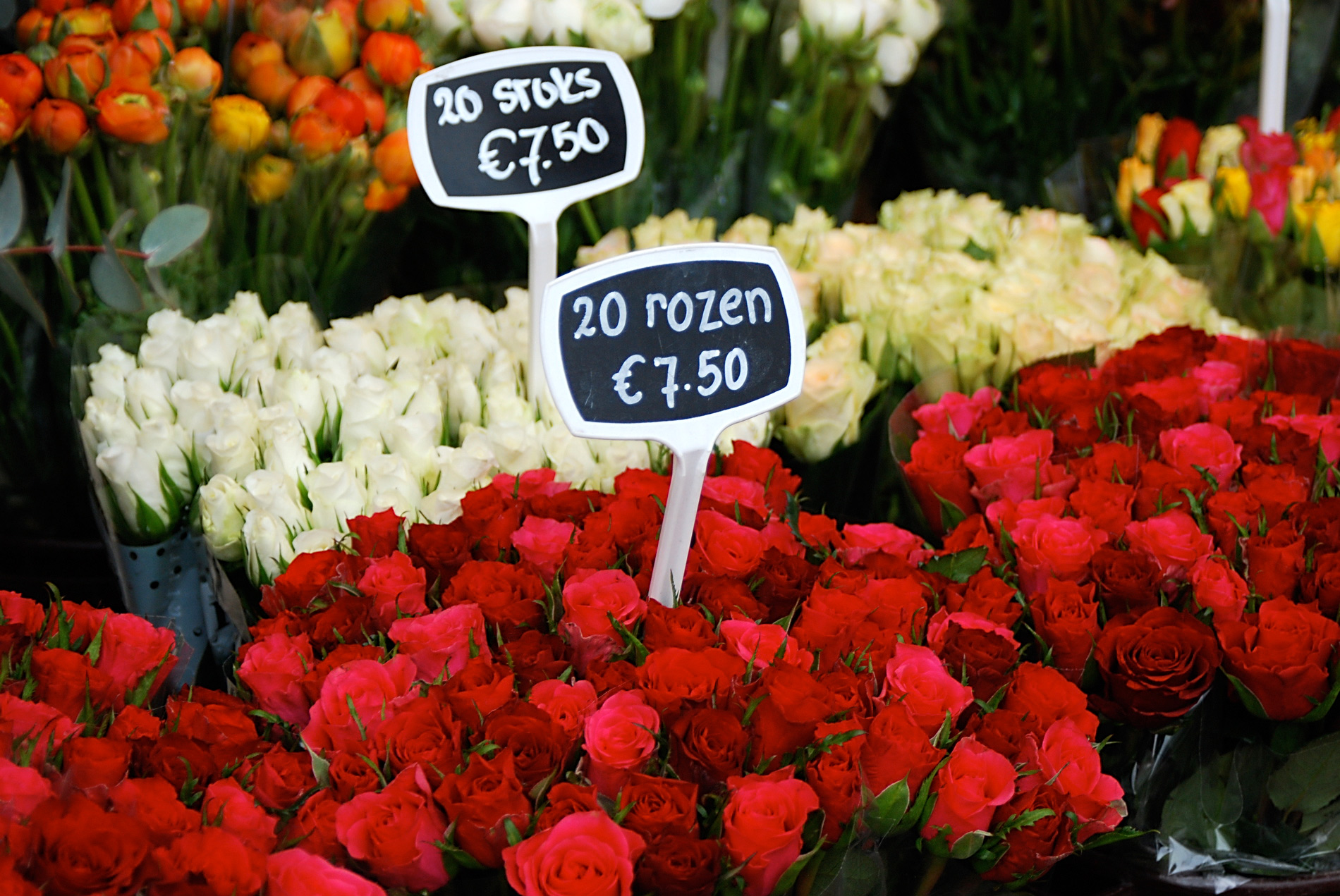
باقات من الأزهار للبيع

تنقسم زهور الورد إلى أربع فئات رئيسية تتعلق بطول الساق وحجم رأس الوردة وهي:
- الورود ذات الساق الطويلة: تمثل الورود ذات الساق الطويلة الخيار المثالي للإهداء. يتراوح طول ساق هذه الورود بين 60 و90 سنتيمتر (23.6 إلى 35.4 بوصة)، ويبلغ قطر الزهرة (رأس الوردة) بين 2 إلى 4 بوصات. لتحقيق هذا الحجم، تُختار هذه الورود بعناية من بين أفضل المحاصيل، مما يجعلها أغلى ثمناً من الأنواع الأخرى. الورود التي لا تحقق المعايير المطلوبة لا تُباع كـ"ورود ذات ساق طويلة".
- ورود الشاي: عندما يشير بائع الزهور إلى "وردة" دون استخدام أي مصطلحات إضافية، فمن المحتمل أنه يقصد ورود الشاي المهجنة، المعروفة باسم ورود الشاي. تُعد هذه الورود الأكثر شهرة على مستوى العالم، وقد رُتّبت خصيصا لجمالها وسهولة العناية بها. ورود الشاي هي نفس الورود ذات الساق الطويلة، لكنها غالبًا ما تكون أقصر، حيث يتراوح طول ساقها بين 40 و55 سنتيمتر (15.75 إلى 21.7 بوصة)، ويبلغ قطر رأسها بين 1.5 و2 بوصة. تُستخدم استخدامًا شائعًا في تنسيق باقات مختلطة، وتضفي لمسة رائعة على أي ترتيب.
- ورود العشق: تُعرف أيضا باسم الورود المصغرة، وهي أصغر حجمًا من ورود الشاي. يبلغ طول ساقها عادةً ما بين 20 و40 سنتيمتر (7.9 إلى 15.75 بوصة)، ويصل حجم رأسها إلى ما بين 0.5 و1 بوصة. تُباع غالبًا بكميات كبيرة وتأتي بألوان زاهية ومتنوعة، مثل الأحمر، البرتقالي، الأصفر، والوردي.
- ورود البخاخ: تشبه ورود الشاي في طول الساق. الفرق في عدد الأزهار في كل ساق فبينما تحتوي الورود ذات الساق الطويلة وورود الشاي وورود العشق على زهرة واحدة لكل ساق، تحتوي وردة البخاخ على أربع إلى خمس زهور لكل ساق، وتشكل عناقيد بقطر يتراوح بين 2 إلى 3 بوصات. تُستخدم بشكل جميل سواء في ترتيبات مستقلة أو جزءًا من ترتيبات أخرى، مثل باقات الزفاف. تأتي بألوان متعددة مثل الشمبانيا، الكريمي، الوردي، الأحمر، والأبيض.

إن الوردة واحدة من أكثر الأزهار شعبية في العالم تعتبر صناعة الورد من أبرز الصناعات الزراعية عالميا، حيث بلغت قيمة التجارة العالمية للورود 3.14 مليار دولار في عام 2022، ما يعادل 0.013% من إجمالي التجارة العالمية. تُعد هولندا المُصدر الأكبر بـ900 مليون دولار، تليها الإكوادور وكينيا، بينما تُعد الولايات المتحدة الأمريكية المستورد الأكبر بـ713 مليون دولار، وتليها هولندا وألمانيا. ورغم الانخفاض الطفيف في قيمة الصادرات بنسبة -4.09% مقارنة بعام 2021، شهدت دول مثل الإكوادور وكازاخستان نموًا ملحوظا في التجارة.
تلعب الورود دورا اقتصاديا هاما في العديد من الدول النامية مثل كينيا وإثيوبيا، حيث تُعد مصدر دخل رئيسيا. ومع ذلك، تواجه الصناعة تحديات مثل تأثير التغير المناخي واعتماد الأسواق الكبرى مثل الولايات المتحدة وأوروبا على الواردات. في المستقبل، يُتوقع نمو الطلب في الأسواق الناشئة مع تعزيز الابتكار في تقنيات الزراعة والشحن لتلبية الاحتياجات المتزايدة.
تتوقع صناعة الورود المقطوفة نموا مستمرا، حيث من المتوقع أن ترتفع قيمتها من 21.82 مليار دولار في 2024 إلى 32.99 مليار دولار بحلول 2030، بمعدل نمو سنوي مركب قدره 6.94%. يعزى هذا النمو إلى تغير تفضيلات المستهلكين نحو الورود الفاخرة والنادرة، بالإضافة إلى زيادة الدخل المتاح والمناسبات الاجتماعية. كما تساهم التطورات التكنولوجية، مثل تحسين سلاسل التوريد وحلول التخزين البارد، في تسهيل توزيع الورود وإطالة عمرها الافتراضي.

### الهدايا والرمزيات
الورود المطلية بالذهب ‏ أو الورود المزينة بالذهب هي ورود حقيقية تُقطع وتُحفظ في قشرة واقية من الذهب لجعلها تدوم لفترة طويلة. غالبًا ما تُقدم هذه الورود هدية في المناسبات الخاصة مثل عيد الأم وعيد الحب وذكرى الزواج وأعياد الميلاد، وغيرها من الاحتفالات والفعاليات. تكمن فكرة الورود المطلية بالذهب في الحفاظ على أناقة وجمال الوردة إلى الأبد بمعدن رائع وثمين مثل الذهب، ولتكون تعبيرا دائما ومستمرا عن المشاعر التي تُعبر عنها تقديم الورود.

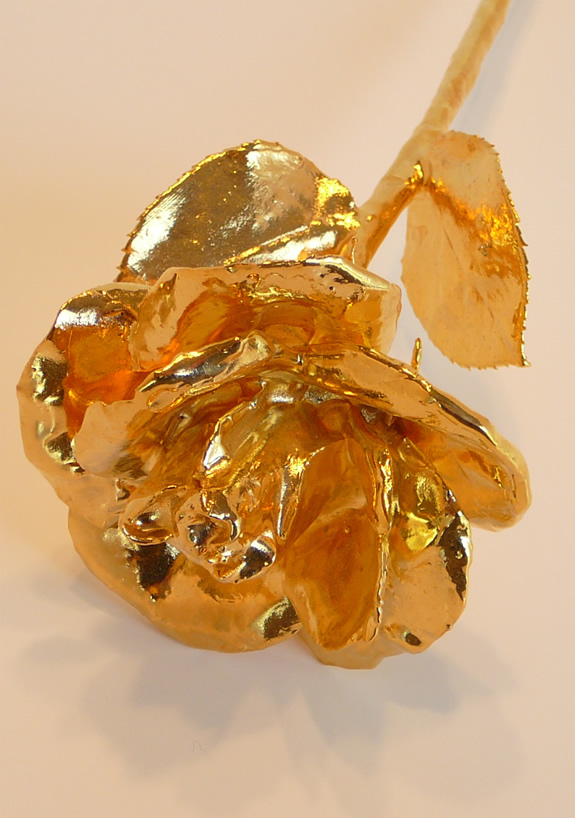
وردة مطلية بالذهب عيار 24 قيراط

صليب الوردة (Rose Croix)، رمز مرتبط كثيرًا بالأسطورة المسيحية الخاصة بـ "كريستيان روزنكرويتس"، وهو قبّالي ومُخلّط كيميائي مسيحي يُقال إنه مؤسس جماعة الوردية (Rosicrucian Order). صليب الوردة تتوسطه وردة، تكون عادة حمراء أو ذهبية أو بيضاء. يرمز إلى تعاليم تقليد غربي باطني ذي مبادئ مسيحية. استُخدم صليب الوردة أيضا من قِبل "نظام الوردة والصليب الذهبي" (1750–1790)، ولا يزال يُستخدم من قِبل "الجمعية الوردية في إنجلترا" (1865-حتى الآن).
الوردة الذهبية (باللاتينية: Rosa aurea، بالإيطالية: Rosa d'oro) هي زينة مصنوعة من الذهب اعتاد باباوات الكنيسة الكاثوليكية مباركتها سنويا تقليديا. تُمنح أحيانا كرمز للتبجيل أو المودة. وقد شملت قائمة المتلقين الكنائس والأضرحة، وأفراد العائلات الملكية، والقادة العسكريين، والحكومات.

## مواضيع ذات الصلة
- قائمة أنواع الورد
- زهرة
- زهرية
- اللون الوردي
- الوردة الزرقاء

## الهوامش
الملاحظات
1. ↑  يُقصد بالتلقيح الاصطناعي التهجين بين أنواع الورود باستخدام تقنيات يدوية، حيث يتم نقل حبوب اللقاح يدويا بين أزهار مختارة للحصول على صفات محددة.
2. ↑  تختلف أنواع الورد من منتصبة (Erect) تنمو عموديا وتحتاج إلى مساحة واسعة، والورود المعترشة (Climbing) التي تلتف حول الأسطح الرأسية مثل الجدران أو الأسيجة، والورود المتفرشة (Trailing) التي تنمو أفقيا وتنتشر على الأرض أو الحواف. يتميز كل نوع من هذه الأنواع بطريقة نمو مختلفة، ما يتيح لها التكيف مع بيئات مختلفة واستخدامات متنوعة في الحدائق والتصاميم الطبيعية.
3. ↑  تنمو الأوراق على جانبي الساق بالتناوب بدلاً من أن تكون متقابلة
4. ↑  تتسم هذه الورود بسيقان كثيفة مغطاة بزوائد شوكية مستقيمة وحادة، وتُعتبر متكيفة مع البيئات الساحلية حيث تنمو على الكثبان الرملية لتثبيت التربة وتقليل التآكل. تعيش في أجزاء من أوروبا وشمال إفريقيا وآسيا.
5. ↑  الخيط هو الهيكل الداعم الذي يحمل المئبر. والمئبر هو الجزء الذي يحتوي على أكياس حبوب اللقاح حيث يتم إنتاجها فيه، وهي الخلايا المسؤولة عن تخصيب البويضات.
6. ↑  يشير مصطلح أهل الحل والربط أو أنصار الحل والربط أو أنصار التقسيم والتجميع إلى الفصائل المتعارضة في أي تخصص أكاديمي يتعين عليه وضع الأمثلة الفردية في فئات محددة بدقة. تحدث مشكلة الحل والربط (التجميع والتقسيم) حين توجد رغبة في إنشاء تصنيفات وتخصيص أمثلة لها. "الرابط" هو من يعطي الأمثلة على نطاق واسع، معتبرا أن الاختلافات ليست بنفس أهمية أوجه التشابه. يقوم "الحَلال" بوضع تعريفات دقيقة، وإنشاء فئات جديدة لتصنيف العينات التي تختلف في جوانب رئيسية. ويُشار إلى علماء التصنيف أحيانا بأنهم "مُدمجون" أو "مُقسّمون" من قبل زملائهم.
7. ↑  أَحمَر قانٍ: قانِئ، شَديدُ الحُمرَةِ.
8. ↑  (Literati Painting) أي فن الأدباء المعروف أيضا بـ "مدرسة الجنوب للرسم"، نوع من الرسم تطور على يد الأدباء الصينيين، وهم فئة من المثقفين والعلماء الذين تميزوا بالجمع بين الدراسة الأكاديمية والتعبير الفني. كان هذا النوع من الرسم جزءا من التقاليد الثقافية الصينية وكان يعبر عن الأفكار الفلسفية والشخصية بدلا من السعي لإعادة إنتاج الطبيعة أو الموضوعات بشكل دقيق. وفيه تقنيات أبرزها تقنية الرسم بالحبر والغسل المعروف في الصين بـ "شويهوا" (水墨画)، وهو أسلوب فني تقليدي نشأ في الصين وانتشر لاحقا في اليابان وكوريا. يعتمد هذا الأسلوب على استخدام الحبر الأسود بدرجات مختلفة من الكثافة، إضافةً إلى الغسل بالماء لإنشاء تأثيرات لونية وظلال.

النص الأصلي
1. ↑  ‘What’s in a name? That which we call a rose

By any other name would smell as sweet.’
2. ↑  ‘Earth yields no scents like those; But he that dares not grasp the thorn Should never crave the rose.’
3. ↑  ‘Of course, an ordinary passerby would think my rose looked just like you. But my rose, all on her own, is more important than all of you together, since she’s the one I’ve watered. Since she’s the one I put under glass, since she’s the one I sheltered behind the screen. Since she’s the one for whom I killed the caterpillars (except the two or three butterflies). Since she’s the one I listened to when she complained, or when she boasted, or even sometimes when she said nothing at all. Since she’s my rose.’
4. ↑  ‘He threw the rose into the street, where it fell into the gutter, and a cart-wheel went over it.’
5. ↑  バラ散るや己がくづれし音の中
6. ↑  手の薔薇に蜂来れば我王の如し
7. ↑  薔薇の園引き返さねば出口なし
8. ↑  Mignonne, allons voir si la rose

Qui ce matin avait déclose

Sa robe de pourpre au soleil,

A point perdu cette vêprée,

Les plis de sa robe pourprée,

Et son teint au vôtre pareil.
9. ↑  Marquise, si mon visage

A quelques traits un peu vieux,

Souvenez-vous qu'à mon âge

Vous ne vaudrez guères mieux.

Le temps aux plus belles choses

Se plaîst à faire un affront:

Il saura faner vos roses

Comme il a ridé mon front.
10. ↑  The fragrance always remains in the hand that gives the rose.
11. ↑  Every rose has its thorn
12. ↑  Mon amant me délaisse
Ô gai, vive la rose
Mon amant me délaisse
Ô gai, vive la rose
Je ne sais pas pourquoi
Vive la rose et le lilas
Je ne sais pas pourquoi
Vive la rose et le lilas
Il va-t-en voir une autre
Ô gai, vive la rose
Il va-t-en voir une autre
Ô gai, vive la rose
Ne sais s'il reviendra
Vive la rose et le lilas
Ne sais s'il reviendra
Vive la rose et le lilas
On dit qu'elle est très belle
Ô gai, vive la rose
On dit qu'elle est très belle
Ô gai, vive la rose
Bien plus belle que moi
Vive la rose et le lilas
Bien plus belle que moi
Vive la rose et le lilas
On dit qu'elle est malade
Ô gai, vive la rose
On dit qu'elle est malade
Ô gai, vive la rose
Peut-être qu'elle en mourra
Vive la rose et le lilas
Peut-être qu'elle en mourra
Vive la rose et le lilas
Si elle meurt dimanche
Ô gai, vive la rose
Si elle meurt dimanche
Ô gai, vive la rose
Lundi on l'enterrera
Vive la rose et le lilas
Lundi on l'enterrera
Vive la rose et le lilas
Mardi il reviendra me voir
Ô gai, vive la rose
Mardi il reviendra me voir
Ô gai, vive la rose
Mais je n'en voudrai pas
Vive la rose et le lilas
Mais je n'en voudrai pas
Vive la rose et le lilas
13. ↑  À la claire fontaine
M'en allant promener
J'ai trouvé l'eau si belle
Que je m'y suis baignée
Il y a longtemps que je t'aime jamais je ne t'oublierai
Sous les feuilles d'un chêne
Je me suis fait sécher
Sur la plus haute branche
Un rossignol chantait
Il y a longtemps que je t'aime jamais je ne t'oublierai
Chante, rossignol, chante
Toi qui as le cœur gai
Tu as le cœur à rire
Moi, je l'ai à pleurer
Il y a longtemps que je t'aime jamais je ne t'oublierai
J'ai perdu mon ami
Sans l'avoir mérité
Pour un bouton de rose
Que j'ai trop tôt donné
Il y a longtemps que je t'aime jamais je ne t'oublierai
Je voudrais que la rose
Fût encore au rosier
Et que mon ami Pierre
Fût encore à m'aimer
Il y a longtemps que je t'aime jamais je ne t'oublierai

## روابط خارجية
- جمعية الورد العالمية
- فيديو عن تحضير خلاصة الورد في بلغاريا